# Donald Trump
Donald John Trump (n. 14 iunie 1946, New York City, New York, SUA) este un om de afaceri, politician american și cel de-al 47-lea președinte al Statelor Unite (în urma alegerilor din 5 noiembrie 2024). În trecut, acesta a fost cel de-al 45-lea președinte al Statelor Unite între 2017–2021. El este al doilea președinte din istoria SUA cu două mandate neconsecutive, după Grover Cleveland. Înainte de a intra în politică, Trump a fost om de afaceri și de televiziune.
Născut și crescut în Queens, New York, Trump a urmat studiile doi ani la Universitatea Fordham⁠(d) și a primit o diplomă de licență în economie de la Școala Wharton a Universității din Pennsylvania⁠(d). El a devenit președintele afacerii imobiliare a tatălui său Fred Trump în 1971, pe care a redenumit-o Organizația Trump și și-a extins operațiunile la construirea sau renovarea de zgârie-nori, hoteluri, cazinouri și terenuri de golf. Trump a început mai târziu diverse proiecte secundare, în special prin acordarea de licențe pentru numele său. Trump și afacerile sale au fost implicate în peste 4.000 de acțiuni judiciare de stat și federale, inclusiv șase falimente. El a deținut marca concursurilor de frumusețe Miss Univers din 1996 până în 2015 și a produs și găzduit seria de televiziune de realitate The Apprentice din 2004 până în 2015.
Pozițiile politice ale lui Trump au fost descrise ca fiind populiste, protecționiste, izolaționiste și naționaliste. A intrat în cursa prezidențială din 2016 drept candidat republican și a fost ales printr-o victorie surpriză a Colegiului Electoral asupra candidatului democrat Hillary Clinton în timp ce a pierdut votul popular. A devenit primul președinte american fără experiență militară sau politică. Alegerile și politicile sale au stârnit numeroase proteste. Trump a făcut multe declarații false și înșelătoare în timpul campaniilor și președinției sale, într-o măsură fără precedent în politica americană. Multe dintre comentariile și acțiunile sale au fost caracterizate ca fiind rasiste, misogine, abilitiste sau homofobe.
În timpul primei președinții ( 2017 - 2021), Trump a ordonat interzicerea accesului cetățenilor din mai multe țări cu majoritate musulmană în SUA, invocând preocupări de securitate; după provocări legale, Curtea Supremă a confirmat a treia revizuire a politicii. El a adoptat un pachet de reducere a impozitelor pentru persoane fizice și companii, anulând sancțiunea mandatului de asigurare medicală individuală din Legea privind îngrijirea accesibilă (ACA), dar nu a reușit să abroge și să înlocuiască ACA în ansamblu. El i-a numit pe Neil Gorsuch, Brett Kavanaugh și Amy Coney Barrett la Curtea Supremă. În politica externă, Trump a urmărit agenda America First, renegocierea Acordului de liber schimb nord-american (NAFTA) ca Acordul SUA-Mexic-Canada (USMCA) și retragerea SUA din negocierile comerciale ale parteneriatului Trans-Pacific, Acordul de la Paris privind schimbările climatice și acordul nuclear cu Iranul. El a impus tarife de import care au declanșat un război comercial cu China, a mutat ambasada SUA în Israel de la Tel Aviv la Ierusalim și a retras trupele americane din nordul Siriei și Irak. S-a întâlnit de trei ori cu liderul nord-coreean Kim Jong-un, dar discuțiile despre denuclearizare s-au întrerupt în 2019. La 3 ianuarie 2020, Trump a ordonat uciderea generalului iranian Qasem Soleimani ceea ce a stârnit represalii din partea Iranului prin atacarea bazelor americane din Irak. El a reacționat lent la Pandemia de COVID-19, a minimizat amenințarea, a ignorat sau a contrazis multe recomandări ale oficialilor din domeniul sănătății și a promovat informații false despre tratamente nedovedite și disponibilitatea testării.
O anchetă specială condusă de Robert Mueller a constatat că Trump și campania sa au beneficiat de intervenția rusă în alegerile prezidențiale din 2016, dar nu au găsit suficiente dovezi pentru a acuza acuzații de conspirație criminală sau coordonare cu Rusia. Mueller l-a investigat și pe Trump pentru obstrucție de justiție, iar raportul său nu l-a acuzat și nici nu l-a exonerat pe Trump de acea infracțiune. După ce Trump a solicitat Ucrainei să-și investigheze rivalul politic Joe Biden, Camera Reprezentanților l-a acuzat în decembrie 2019 pentru abuz de putere și obstrucționarea Congresului. Senatul, majoritar sub control republican, l-a achitat de ambele acuzații în februarie 2020.
Trump a pierdut alegerile prezidențiale din 2020 în fața lui Biden, dar a refuzat să admită înfrângerea. El a făcut acuzații nefondate de fraudă electorală, a făcut presiuni asupra oficialilor guvernamentali, a lansat o serie de provocări juridice nereușite pentru a încerca să răstoarne rezultatele și a ordonat administrației sale să nu coopereze în tranziția prezidențială. Aliații lui Trump din Congres au indicat că vor obiecta la certificarea Congresului a rezultatelor pe 6 ianuarie 2021. În acea zi, protestatarii pro-Trump au asaltat clădirea Capitolului SUA, la instigările lui Trump, perturbând certificarea alegerilor prezidențiale, ceea ce a dus la evacuarea Congresului.

## Copilăria și tinerețea

### Părinții și bunicii
Donald John Trump s-a născut la 14 iunie 1946, în cartierul Jamaica din districtul Queens, unul din cele cinci districte ale orașului New York. Părinții lui Donald, Fred și Mary, au avut cinci copii (3 băieți și 2 fete), din care Donald era al patrulea: Maryanne (născută în 1937), Fred Junior sau Fred Jr. (născut în 1938), Elizabeth (născută în 1942), Donald (născut în 1946) și Robert (născut în 1948). Fratele mai mare al lui Donald, Fred Junior, a murit în 1981 la vârsta de 43 de ani din cauza alcoolismului, acest eveniment tragic l-a determinat pe Donald să evite să încerce vreodată consumul de alcool sau să fumeze.
Donald Trump este de origine germană din partea tatălui său și de origine scoțiană din partea mamei sale; bunicii și bunicile lui Donald s-au născut în Europa. 
Tatăl său, Fred Trump (1905-1999), s-a născut în Queens, părinții lui fiind din Kallstadt, Renania-Palatinat, și a devenit unul dintre cei mai mari dezvoltatori imobiliari din orașul New York și de pe Coasta de Est a SUA. Bunicul  din partea tatălui, Frederick Trump, s-a născut într-o familie de viticultori din Kallstadt, Germania. Din cauza sănătății precare, nu a lucrat în viticultură, ci a fost trimis ca ucenic-bărbier în Frankenthal, Renania-Palatinat, la 14 kilometri de localitatea natală, unde a obținut calificarea de frizer. La vârsta de 16 ani, în 1885, a emigrat în Statele Unite ale Americii, unde a devenit patron de restaurant și investitor.
Mama lui Donald Trump, Mary Anne Trump (născută MacLeod, 1912-2000), s-a născut în Scoția (în satul Tong de pe insula Lewis) și a venit în SUA în 1930, la vârsta de 18 ani. Fred și Mary s-au întâlnit în New York și s-au căsătorit în 1936, stabilindu-se împreună în Queens.
Unchiul său John G. Trump, profesor la Massachusetts Institute of Technology în 1936-1973, a fost implicat în cercetări militare, inclusiv în dezvoltarea radarului pentru aliați în cel de al doilea război mondial; el a participat și la proiectarea primelor generatoare de raze X folosite în radioterapie care au crescut speranța de viață a pacienților cu cancer, iar în 1943, Biroul Federal de Investigații l-au solicitat ca să examineze documentele și echipamentele lui Nikola Tesla după moartea acestuia într-o camera din hotelul New Yorker.
După moartea lui Friedrich (Frederick) Trump, soția sa Elizabeth și fiul lor Fred au preluat afacerile în „Elizabeth Trump & Son”. Dacă bunicul lui Donald a început afacerea familială, tatăl său Fred a fost un adevărat magnat imobiliar din New York, și a acumulat o uriașă avere familială pe care a transmis-o fiului său. Donald Trump a spus că este mândru de originea sa germană; el a participat în calitate de mare mareșal în 1999 la parada germano-americană Steuben din orașul New York.
Drumpf, numele ancestral al familiei, s-a schimbat în Trump în timpul războiului de treizeci de ani din secolul al 17-lea. Donald Trump nu a știut dintotdeauna că are origini germane, crezând o vreme că este suedez, pentru că se pare că tatăl său și-a ascuns originea din cauza ascensiunii nazismului în Germania, care crease o imagine proastă germanilor în SUA. Mass-media germană a relatat că unii locuitorii din Kallstadt „sunt rușinați” din cauza asocierii lor cu Trump, iar proprietarii casei în care a trăit în primii ani de viață bunicul său Frederick Trump au scos imobilul la vânzare, preferând să se mute undeva unde „nu vor mai fi hărțuiți de media în propria casă” după alegerea lui Donald Trump ca președinte.

### Studii

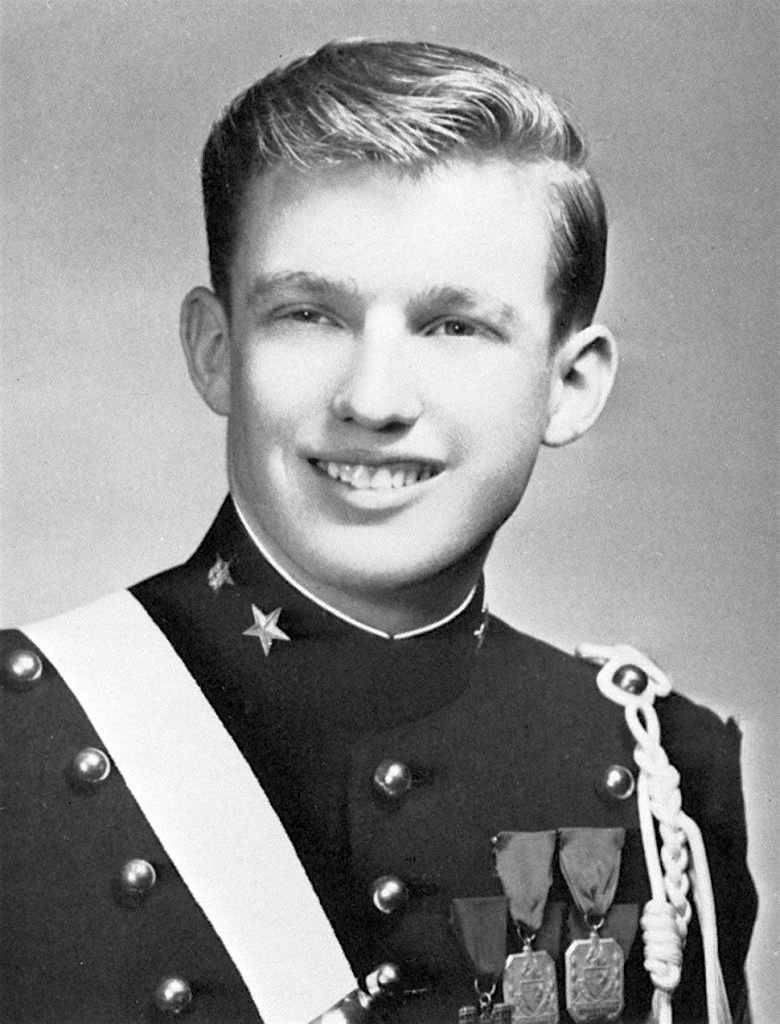
Trump la vârsta de 18 ani, elev la Academia Militară din New York, 30 iunie 1964

Părinții lui Donald aveau o casă cu două etaje în Midland Parkway din cartierul Jamaica Estates, construită în stilul Tudor Revival, unde Donald a locuit în perioada când frecventa școala Kew-Forest.
A fost un elev turbulent, făcând nebunii la școală. Din cauza acestor probleme de comportament, pentru a-l disciplina, tatăl său a decis să-l înscrie pe Donald la vârsta de 13 ani la Academia Militară din New York (NYMA) din Cornwall, unde el a terminat clasa a opta și a absolvit liceul în 1964. Aici, Donald Trump a participat la exercițiile militare de mărșăluire, a purtat uniforma militară și a obținut mai multe premii academice, dar s-a dezvoltat și pe latura sportivă practicând fotbalul european și cel american și baseballul. În ultimul an de studii a atins gradul de căpitan, fiind comandant al cursanților, însă a fost retrogradat din poziția de șef comandant al cursanților și transferat într-o altă funcție după o pretinsă hărțuire a unui nou student din anul întâi în cazărmile sale de către unul dintre subordonații lui Trump; Trump a descris transferul său ca „o promovare”. În 2015, el a spus unui biograf că NYMA i-a dat „mai multă instruire militară decât celor mai mulți tipi care luau calea milităriei”. În 1983, Fred Trump a declarat într-un interviu că Donald „a fost un băiat destul de brutal când era mic”.
Din august 1964, Trump a urmat cursurile Universității Fordham din Bronx timp de doi ani. Apoi s-a transferat la prestigioasa Școala de Finanțe și Comerț Wharton din cadrul Universității din Pennsylvania, care oferea unele dintre puținele studii imobiliare universitare din SUA. Paralel cu studiile, a lucrat în compania familială, Elizabeth Trump & Son, numită după bunica sa paternă. Trump a absolvit Școala Wharton în mai 1968, cu o diplomă de licență în științe economice. În cartea sa, „Art of the Deal”, Trump vorbește despre educația sa: “După ce am absolvit Academia Militara NY, în 1964, m-am gândit serios să urmez cursurile unei facultăți de regie și film. În cele din urmă am hotărât că domeniul imobiliar reprezintă pentru mine o afacere veritabilă”.

### Scutirea de serviciul militar
Trump nu a efectuat serviciul militar, iar în timpul Războiului din Vietnam a beneficiat fie de scutiri de studii, fie medicale. În perioada 1964-1968, pe când el urma cursurile universitare, a obținut patru amânări de studii deoarece era student. În 1966 el a fost considerat apt pentru serviciul militar pe baza unui examen medical militar, iar în 1968 a fost clasificat rezumativ ca fiind apt de către un centru de recrutare local, dar a obținut o scutire medicală temporară „1-Y” în octombrie 1968, cu un an înainte de loteria de recrutare. El a atribuit această scutire medicală unor pinteni calcaneeni la ambele picioare într-o biografie din 2015.
Născut în 1946, numele său figura în loteria din 1969 care selecta bărbații născuți între 1944 și 1950 pentru recrutarea viitorilor combatanți în războiul din Vietnam. Însă în decembrie 1969, Trump a primit un număr mare norocos în loteria de recrutare, care de asemenea l-a scutit de serviciul militar.

## Viața personală

### Familia

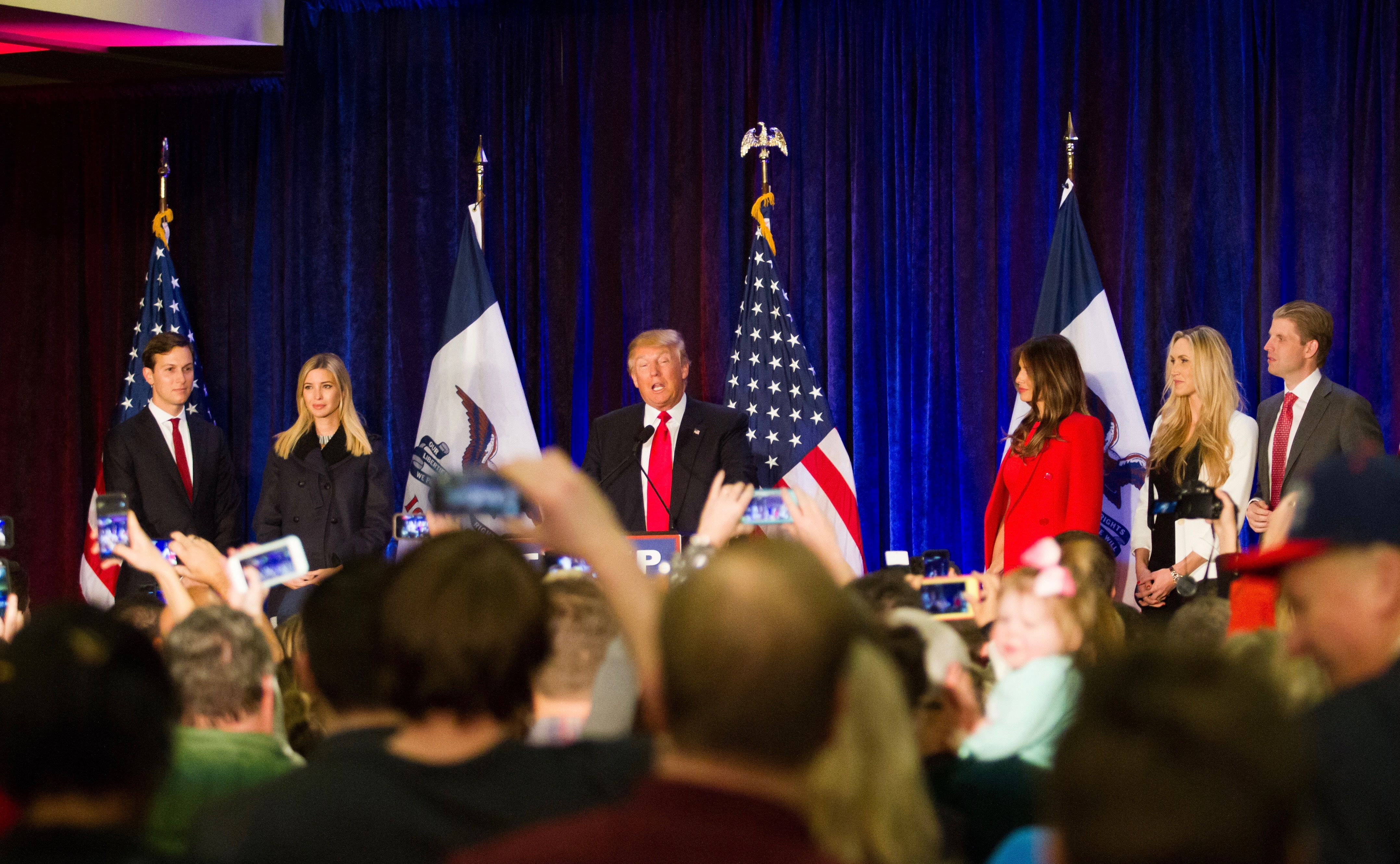
Familia Trump la un miting electoral din 2016, de la stânga la dreapta: ginerele Jared, fiica Ivanka soția Melania, nora Lara, și fiul Eric.

Trump are cinci copii din trei căsătorii și opt nepoți. Primele sale două căsătorii s-au terminat prin divorțuri care au fost intens mediatizate în presa de scandal.
Prima sa soție a fost un manechin de origine cehă, Ivana Zelníčková cu care Trump s-a cununat la 7 aprilie 1977 la biserica colegială Marble din Manhattan într-o ceremonie realizată de unul dintre cei mai renumiți miniștri ai Americii, reverendul Norman Vincent Peale. Ei au avut trei copii: Donald Jr. (născut la 31 decembrie 1977), Ivanka (născută la 30 octombrie 1981) și Eric (născut la 6 ianuarie 1984). Donald Jr., Ivanka și Eric sunt în prezent vicepreședinți executivi ai companiei Organizația Trump. Ivana a devenit cetățean naturalizat al Statelor Unite în 1988. Donald Trump a fost poreclit „Donaldul” („The Donald”) deoarece soția sa Ivana l-a numit așa într-un articol din 1989 de pe copertă revistei Spy. La începutul anului 1990, căsătoria frământată de probleme a lui Trump cu Ivana și aventura sa cu actrița Marla Maples au fost relatate în presa de scandal. Ivana Trump în 1990 a depus o cererea de divorț, invocând tratamentul „crud și inuman” și infidelitatea magnatului pe care l-a surprins personal pe pârtia de schi din Aspen alături de iubita sa, Marla Maples. A urmat o bătălie judiciară care a durat trei ani, divorțul fiind soluționat în 1992. A fost unul dintre cele mai scumpe divorțuri din lume. Ivana a primit de la Donald 20 de milioane de dolari, casa familială în valoare de 14 milioane de dolari din Connecticut în care au locuit, o pensie anuală de 350.000 de dolari pentru creșterea celor trei copii, dreptul de a-și păstra toate bijuteriile, plus cel de co-folosință a casei luxoase de vacanță Mar-A-Lago din Palm Beach. Ea a scris o carte pentru femei despre aceasta „Cum să faci față divorțului și să te bucuri de viață din nou” („Coping With Divorce and Enjoying Life Again”). În 1992, Trump a câștigat un proces intentat fostei soții pentru încălcarea clauzei de confidențialitate din acordul lor de divorț prin dezvăluirea unor lucruri despre el în cartea ei. În 2015, Ivana a spus că ea și Donald „sunt cei mai buni prieteni”.
Donald Trump Jr. a absolvit Școala Wharton din cadrul Universității Pennsylvania. În 2005 s-a căsătorit cu manechinul Vanessa Kay Haydon, cu care are 5 copii: Kai Madison (născută la 12 mai 2007), Donald John III (născut la 18 februarie 2009), Tristan Milos (născut la 2 octombrie 2011), Spencer Frederick (născut la 21 octombrie 2012) și Chloe Sophia (născută la 16 iunie 2014). Ivanka Trump a absolvit în 2004 Școala Wharton a Universității din Pennsylvania cu o diplomă de licență în științe economice. S-a convertit la iudaism după ce s-a căsătorit în 2009 cu Jared Kushner, de naționalitate evreu, care este fiul unui investitor imobiliar din New York. Au trei copii: Arabella Rose Kushner (născut la 17 iulie 2011), Joseph Frederick Kushner (născut la 14 octombrie 2013) și Theodore James Kushner (născut la 27 martie 2016). Eric Frederick Trump a absolvit cu o diplomă în finanțe și management Universitatea Georgetown din Washington. S-a căsătorit în 2014 cu Lara Lea Yunaska, o producătoare la televiziunea CBS.

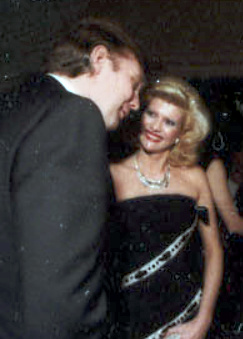
Trump cu prima sa soție, Ivana, în 1985

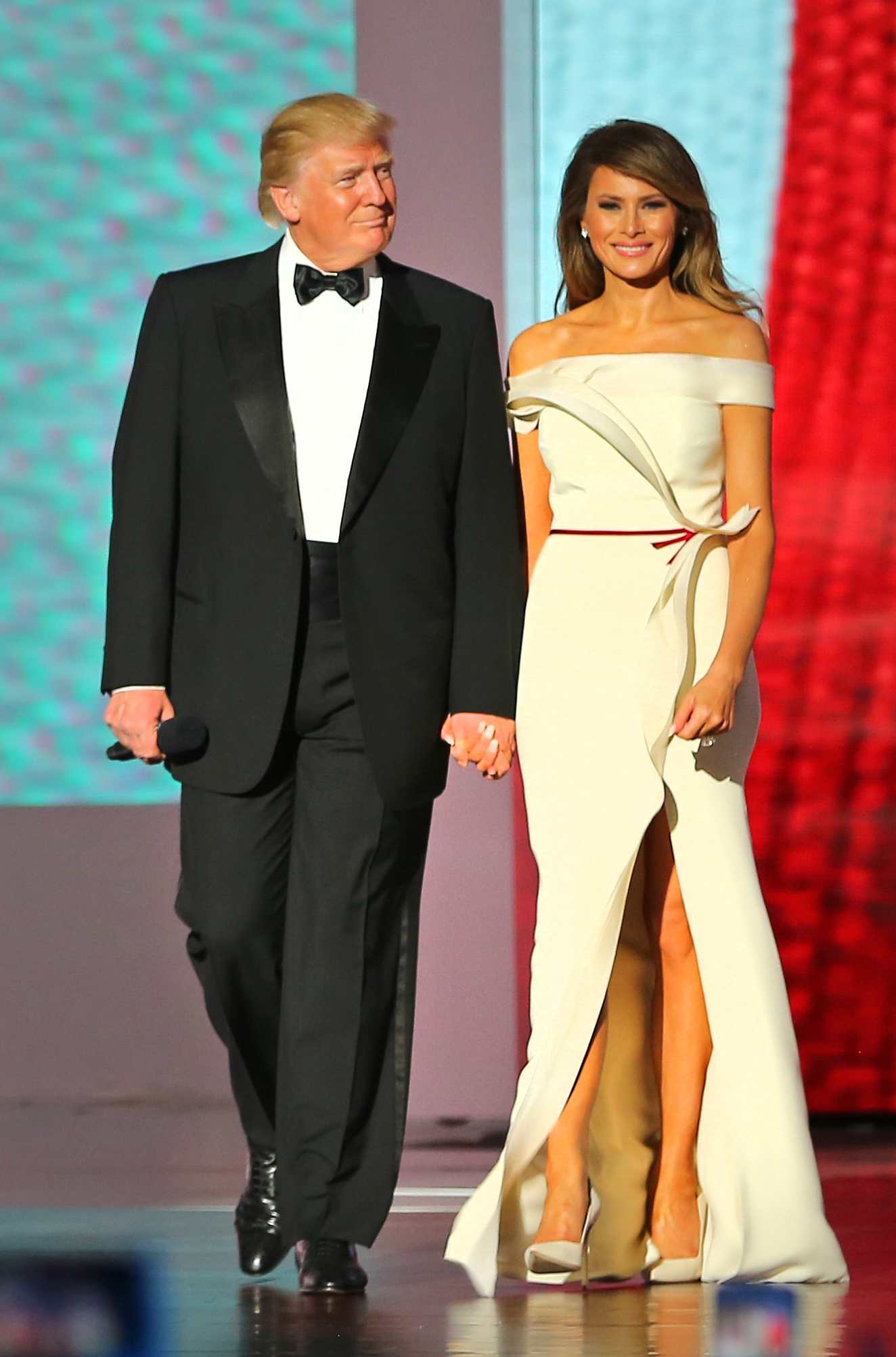
Președintele Donald Trump și Prima Doamnă Melania Trump la Balul inaugural Liberty care a avut loc la 20 ianuarie 2017 în Washington.

Cea de-a doua soție a lui Donald Trump a fost actrița Marla Maples, născută la 27 octombrie 1963, în orașul Cohutta din statul Georgia, SUA. Ei s-au căsătorit pe 20 decembrie 1993 și au împreună o fiică Tiffany, născută la 13 octombrie 1993. Căsătoria lor a durat 6 ani. Cuplul s-a despărțit în mod oficial în mai 1997, iar divorțul lor a fost finalizat în iunie 1999. Tiffany a fost numită după renumitul magazin de bijuterii Tiffany & Company din New York; Trump a cumpărat în 1980 dreptul de a folosi spațiul de deasupra acestui magazin ceea ce i-a permis să construiască alături Turnul Trump (Trump Tower) de pe strada Fifth Avenue din New York. Tiffany a fost crescută de mama ei în orașul Calabasas din statul California, unde a trăit până când a absolvit școala Viewpoint. În 2014 Tiffany Trump a absolvit Universitatea Pennsylvania.
În 1998, Trump a început o relație cu manechinul de origine slovenă Melania Knauss, care a devenit a treia soție a sa. Ei s-au logodit în aprilie 2004 și s-au căsătorit la 22 ianuarie 2005 la biserica episcopală Bethesda-by-the-Sea, de pe insula Palm Beach din Florida, apoi a urmat o recepție la moșia lui Trump, Mar-a-Lago. În 2006, Melania a devenit cetățean naturalizat al Statelor Unite. Trump și Melania au un fiu, Barron Trump, născut la 20 martie 2006 (Donald Trump a folosit anterior pseudonimul „John Baron” sau „Barron”, în unele tranzacții comerciale sau în alte scopuri). Pe lângă engleză Barron vorbește fluent slovena, limba nativă a mamei, pe care a învățat-o de la ea. Într-un interviu din februarie 2009, acordat programului nocturn de știri Nightline al companiei de televiziune americană ABC, Trump a mărturisit că pentru primele sale două soții a fost greu să concureze cu pasiunea sa pentru afaceri.
Fratele lui Trump, Fred Jr., a murit de alcoolism în 1981 înaintea tatălui lor Fred Trump (numit și Fred Sr.). Fred Jr. avea un fiu, Fred III, și o fiică, Mary. La scurt timp după ce tatăl lui Donald Trump a decedat în 1999, soția lui Fred III a născut un băiat cu probleme medicale grave, acesta fiind atins de o paralizie cerebrală. Donald Trump și familia sa s-au oferit să plătească facturile pentru serviciile medicale acordate acestui băiat prin intermediul companiei Fred Sr. (tatăl lui Donald acorda gratuit asigurarea medicală familiei sale timp de mai multe decenii prin intermediul companiei sale Fred Sr.). Însă Fred III a dat în judecată familia lui Donald pentru o presupusă „influență abuzivă” asupra lui Fred Sr. lovit de o demență, pentru a obține o reducere a cotei care revenea lui Fred III și surorii sale Maria prin testamentul bunicului lor, dar Donald Trump a atribuit cota redusă din testament antipatiei tatălui său față de mama lui Fred III și a sistat ajutorul financiar pentru fiul lui Fred III. Ajutorul a fost reluat printr-o hotărâre judecătorească până la rezultatul unui proces civil, care a fost apoi soluționat.

### Religia
Trump este prezbiterian (adică protestant calvinist). El a spus că de când era copil a început să meargă la Prima Biserica Prezbiteriană (First Presbyterian Church) aflată în cartierul Jamaica din districtul Queens, orașul New York. Trump a frecventat școală duminicală bisericească și a primit confirmarea botezului la această biserică. Într-un interviu din aprilie 2011 de la programul de televiziune The 700 Club, el a comentat: „Sunt un protestant, sunt un prezbiterian. Și să știți că am avut o relație bună cu biserica de-a lungul anilor. Cred că religia este un lucru minunat. Cred că religia mea este o religie minunată”. Trump a spus în 2015 oamenilor adunați la un miting electoral din Carolina de Sud că el a frecventat Biserica Colegială Marble, unde s-a căsătorit cu prima sa soție Ivana în 1977. Cei de la biserica Marble au spus că, deși Trump a avut o relație îndelungată cu biserica, el nu a fost un participant activ al bisericii Marble. Trump este, de asemenea, vag afiliat la Biserica Prezbiteriană Lakeside din orașul West Palm Beach, statul Florida, care se află în apropiere de moșia sa din Palm Beach. Trump a spus că deși participă la Sfânta Împărtășanie, el nu și-a cerut iertare de la Dumnezeu pentru păcatele sale. El a declarat: „Dacă fac ceva greșit, eu numai încerc să corectez acest lucru. Nu-l chem pe Dumnezeu în asemenea situații”.
Trump își numește cartea sa The Art of the Deal (1987) „a doua carte a mea preferată din toate timpurile”, și a spus în campania sa electorală: „Știți care este prima mea carte? Biblia! Nimic nu întrece Biblia”. Refuzând să spună care este versetul său preferat din Biblie, Trump a spus: „E o chestiune absolut personală. Nu-mi place să fac acest lucru cunoscut public oamenilor pe care abia îi știu”. Cu toate acestea, cunoștințele sale religioase au fost puse sub semnul îndoielii, după un discurs la Universitatea Liberty din orașul Lynchburg, în care el s-a referit la a doua epistolă a lui Pavel către Corinteni ca „Two Corinthians” în locul formulei clasice „Second Corinthians” stârnind chicote în sală.
Trump întreține relații cu mai mulți lideri naționali ai bisericilor protestante evanghelice și ai altor biserici creștine, printre care se numără Tony Perkins și Ralph E. Reed Jr. În timpul campaniei sale prezidențiale din 2016, el a primit o binecuvântare de la preotul ortodox grec Emmanuel Lemelson.  Trump are legături cu comunitatea evreiască americană. La o ceremonie de decernare a premiilor ziarului newyorkez Algemeiner Journal la care i s-a acordat Premiul Algemeiner Liberty, el a fost întrebat despre nepoții săi evrei. Referindu-se la fiica sa Ivanka, care s-a convertit la iudaism înainte de a se căsători cu Jared Kushner, Trump a spus: „Nu numai că am nepoți evrei, am și o fiică evreică; iar eu sunt foarte onorat de aceasta... cu toate că nu era în planul meu, eu sunt foarte bucuros că s-a întâmplat așa”.

#### Controversa cu Papa
În februarie 2016, în timp ce se afla în drum spre casă după o vizită în Mexic, fiind întrebat despre Trump, Papa Francisc a spus următoarele:
„O persoană care se gândește doar să construiască ziduri — indiferent unde ele s-ar afla — și să nu construiască punți, nu este Creștin... Eu am spus că acest om [Trump] nu este Creștin dacă a spus așa ceva... Trebuie să vedem dacă el a spus asemenea lucruri și în acest caz, îi acord prezumția de nevinovăție.”
Trump i-a replicat că a fost „dezonorant” pentru Papa să pună la îndoială credința sa, sugerând că guvernul mexican l-a „folosit pe Papa ca un pion” în scopuri politice „deoarece ei doresc să continue să fure Statele Unite”. Trump a adăugat că „dacă vreodată” Statul Islamic (Daeș) va ataca Vaticanul, Papa „își va dori și se va ruga” ca Trump să fie președinte pentru că sub conducerea sa un astfel de atac nu s-ar întâmpla.
În ziua următoare, directorul biroului de presă al Sfântului Scaun, Federico Lombardi, a insistat că Papa nu a lansat un atac asupra lui Trump și nici nu a încercat să influențeze alegătorii declarând că dacă cineva susține construirea zidurilor acesta nu este creștin. După clarificările lui Lombardi, Trump a minimalizat diferendele sale cu Papa, spunând: „Eu nu cred că aceasta este o luptă”.

### Sănătate
Un raport medical realizat de către medicul său, Dr. Harold Borstein, a arătat că tensiunea arterială a lui Trump, precum și funcția ficatului și tiroidei au fost în limite normale. Trump a declarat că el nu a fumat niciodată țigări sau marijuana sau a luat alte medicamente. El nu consumă alcool.

## Cariera de afaceri

### Afaceri imobiliare

Logoul Organizației Trump

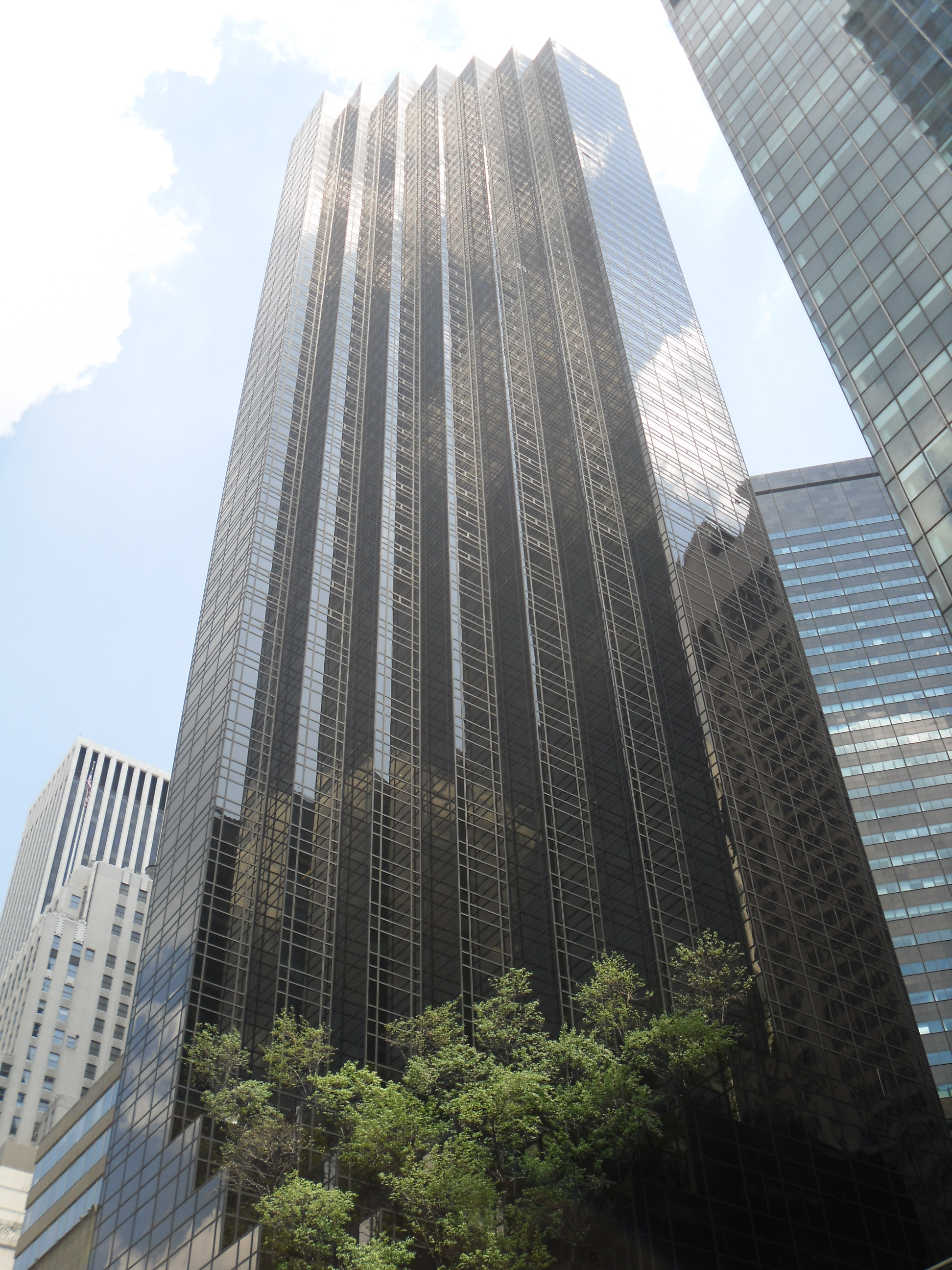
Trump Tower, sediul Organizației Trump

Înaintea absolvirii Universității din Pennsylvania, Trump și-a început cariera imobiliară la compania Elizabeth Trump and Son, care aparținea tatălui său Fred Trump și care era axată pe imobile locative pentru clasa de mijloc din districtele newyorkeze Brooklyn, Queens și Staten Island. Când era student la universitate, el și tatăl său Fred au făcut o investiție de 500.000 dolari pentru a redeschide cu succes complexul de apartamente sechestrat Swifton Village din orașul Cincinnati (statul Ohio).
El a preluat controlul companiei Elizabeth Trump and Son în 1971 și printre primele sale acțiuni a fost redenumirea ei în The Trump Organization (Organizația Trump). În 1973 el devine directorul acestei organizații. În acel an, el și tatăl său au nimerit în centrul unei sporite atenții atunci când Departamentul Justiției a declarat că ei au manifestat o atitudine discriminatorie față de negrii care doreau să închirieze apartamente, în loc să facă pur și simplu o filtrare a persoanelor cu venituri reduse așa cum Trump a menționat. Un acord a fost semnat în 1975 în care Trump nu a recunoscut să fi făcut vreo fărădelege, și în cadrul acestui acord era stipulat că candidații minorității calificați pentru a primi apartamentele neocupate vor fi reprezentați de către Liga Urbană (Urban League) a orașului New York.

#### Primele afaceri imobiliare în Manhattan

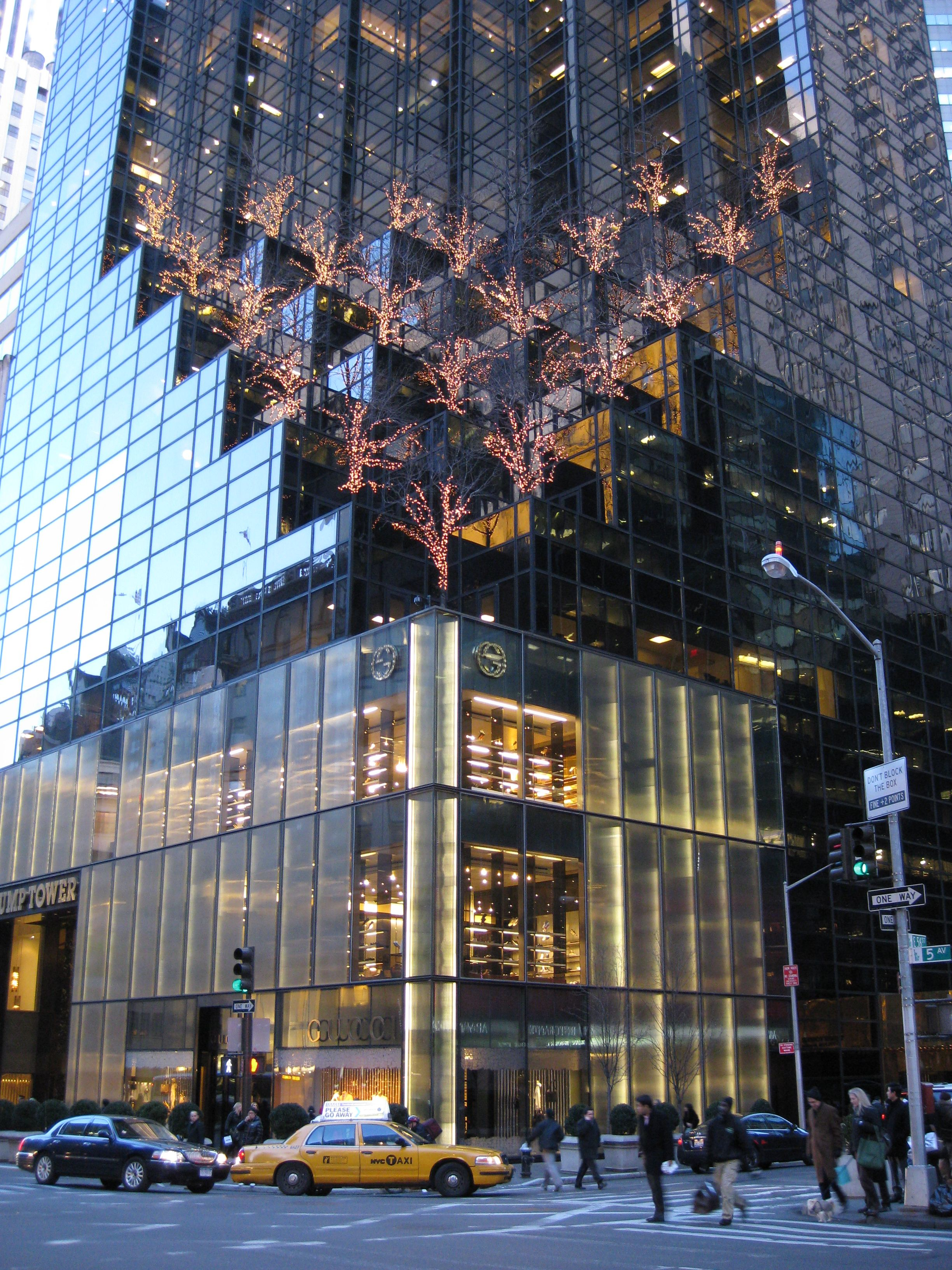
Fațada zimțată a Turnului Trump

Prima mare afacere al lui Trump din Manhattan a fost remodelarea în 1978 a vechiului hotel Commodore într-un nou hotel Grand Hyatt situat lângă gara feroviară newyorkeză Grand Central, care a fost finanțată în mare parte printr-un împrumut de construcție în valoare de 70 milioane dolari garantat în comun de Fred Trump și lanțul hotelier Hyatt.
În 1978, Trump a terminat negocierile pentru construirea turnului Trump (Trump Tower), un zgârie-nori cu 58 de etaje și 202 metri înălțime, în cartierul de afaceri Midtown din districtul Manhattan, iar ziarul The New York Times a menționat „persistența” lui și „aptitudinile sale de negociator”. Construirea turnului a fost terminată în 1983, și el găzduiește reședința primară a lui Donald Trump care este un apartament de tip „penthouse” (apartament de lux cu terasă situat la ultimul etaj) și sediul organizației Trump. Turnul Trump a fost sediul teleshow-ului Ucenicul (The Apprentice) de la televiziunea NBC, care includea și un set complet funcțional al studioului de televiziune.

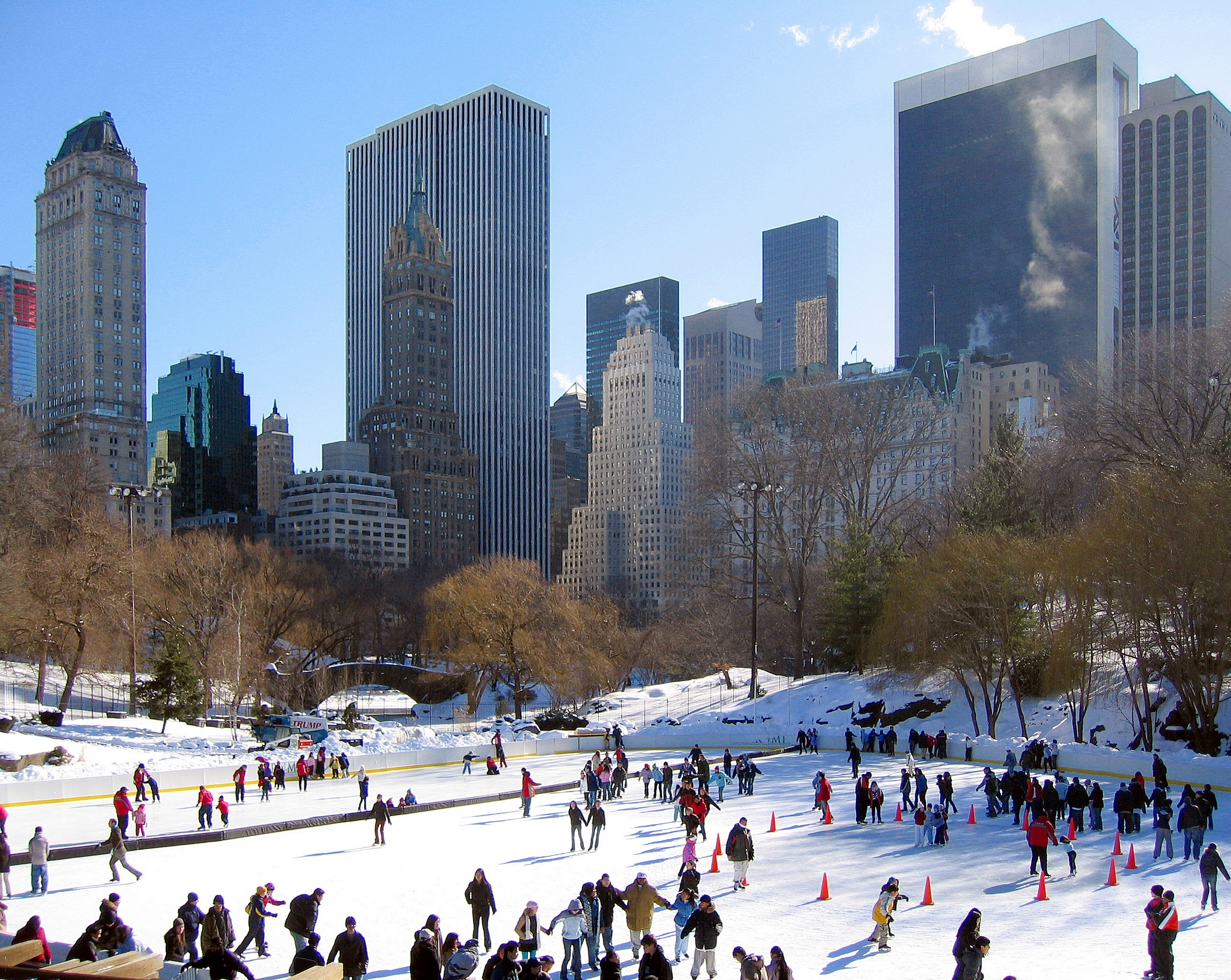
Patinoarul Wollman Rink din parcul Central din Manhattan, New York

Reparațiile patinoarului Wollman Rink din parcul Central (Central Park) din Manhattan, construit în 1955, au fost începute în 1980 de către un antreprenor general, fără a avea vreo legătură cu Trump, cu un program de construcții scontat pe 2 1/2 ani, care nu au fost finalizate nici până în 1986. Trump a preluat în 1986 proiectul de renovare a patinoarului, finalizându-l în trei luni cu 1.950.000 dolari, cu 750.000 dolari mai puțin decât bugetul inițial, iar apoi a administrat patinoarul timp de un an, iar toate profiturile au fost donate în scopuri caritabile în schimbul drepturilor de concesiune a patinoarului.
Trump a cumpărat Hotelul Plaza din Manhattan în 1988, plătind 400 milioane de dolari și a numit-o pe soția sa Ivana ca director pentru a gestiona funcționarea și renovarea hotelului.

#### Moșia Mar-a-Lago

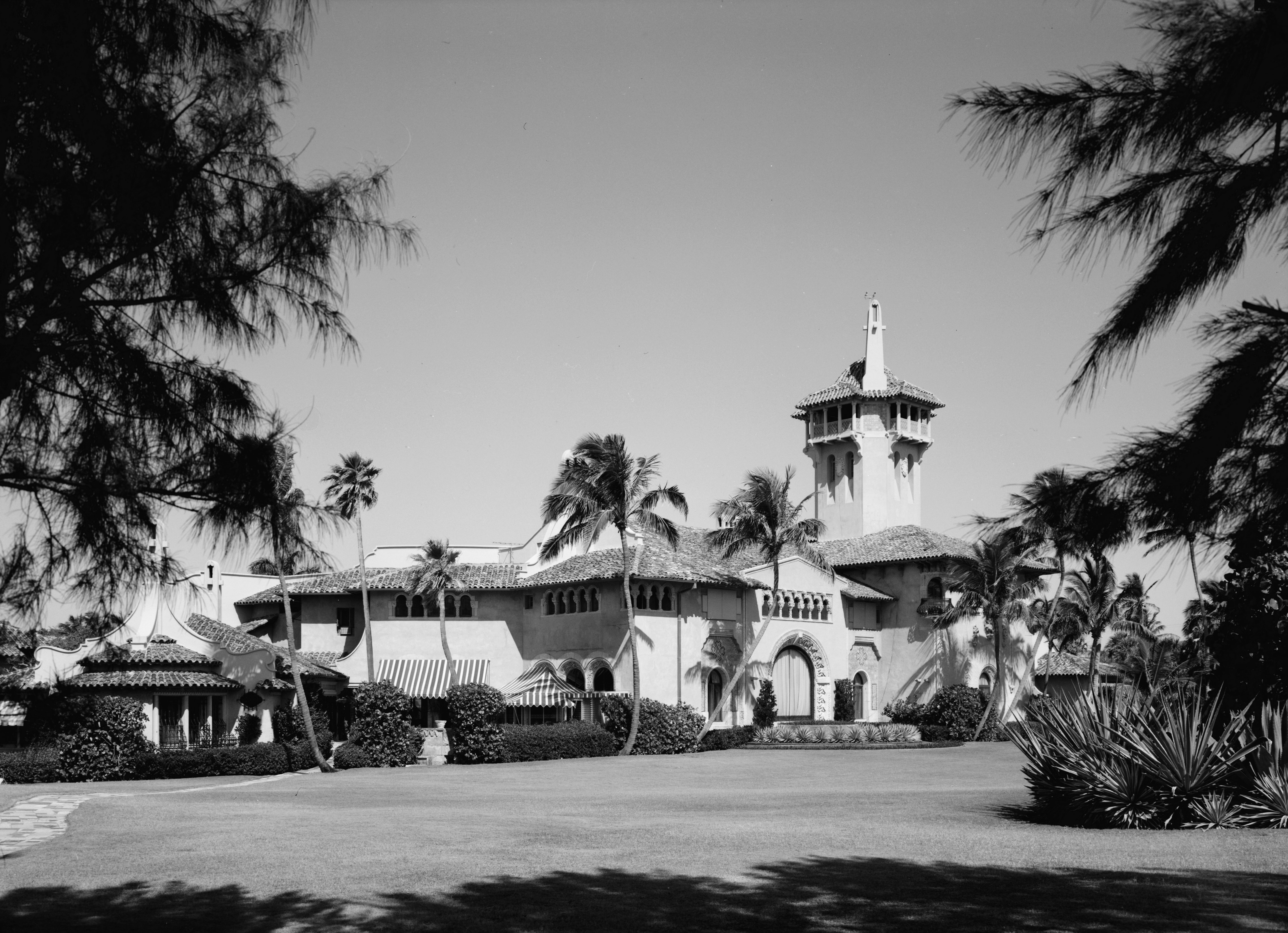
O fotografie veche a casei Mar-a-Lago

Trump a cumpărat în 1985 moșia (proprietatea funciară) istorică Mar-a-Lago din orașul Palm Beach, statul Florida, pentru 5 milioane dolari, cheltuind în plus 3 milioane dolari pentru amenajări interioare a casei luxoase de pe moșie care are o suprafață de 10.000 m2 și 126 camere. În plus față de folosirea clădirii ca și casă pentru vacanța de iarnă, Trump a transformat-o într-un club privat cu taxe de membru de 150.000 dolari. Cam în același timp, el a dobândit în condominiu (în coproprietate) cu Lee Iacocca un complex cu două clădiri de 32 etaje, cu facilități de lux și vederi spectaculoase în Palm Beach, care a devenit Trump Plaza din Palm Beach.

#### Cazinourile din Atlantic City

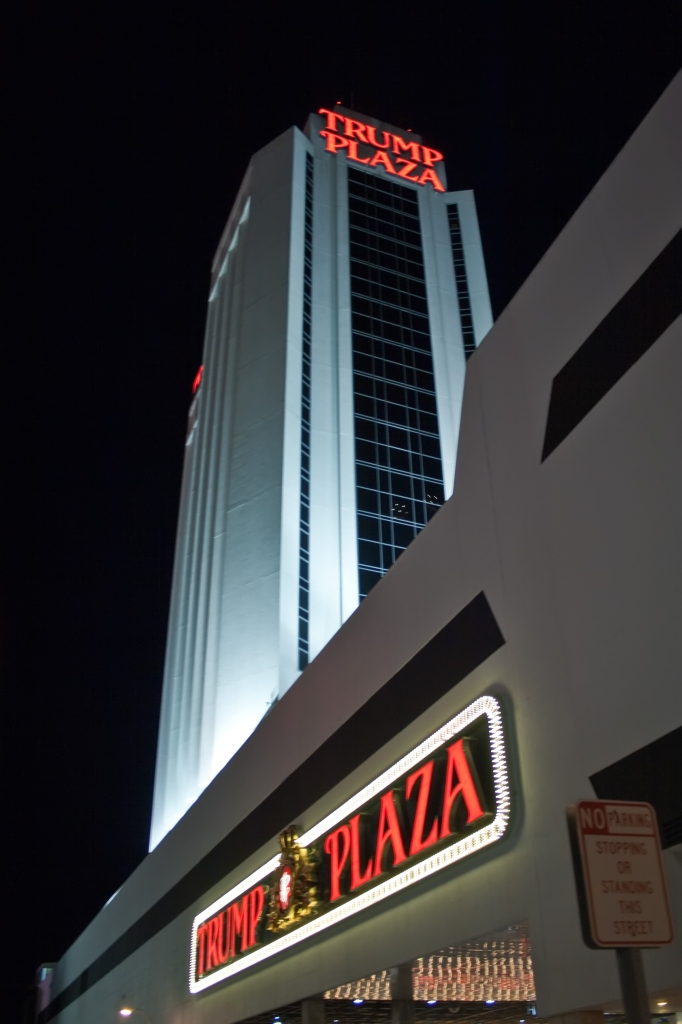
Hotelul-cazino Trump Plaza din Atlantic City

În iunie 1982 Trump a început să construiască un hotel-cazino în orașul Atlantic City, New Jersey cu finanțarea companiei Holiday Corp. Cazinoul care a fost deschis în 1984, era administrat de către secția de cazinouri Harrah al companiei Holiday Corp. și a fost numit cazinoul Harrah din Trump Plaza (Harrah's at Trump Plaza). Rezultatele financiare slabe a cazinoului au agravat neînțelegerile între Trump și Holiday Corp. Trump a achiziționat de asemenea clădirea parțial construită a unui hotel-cazino în Atlantic City de la compania multinațională Hilton Corporation pentru o sumă de 320 milioane de dolari. Când a fost terminat în 1985, hotel-cazinoul a fost numit Castelul Trump (Trump Castle), iar soția lui Trump, Ivana, a fost numită administratorul acestuia.

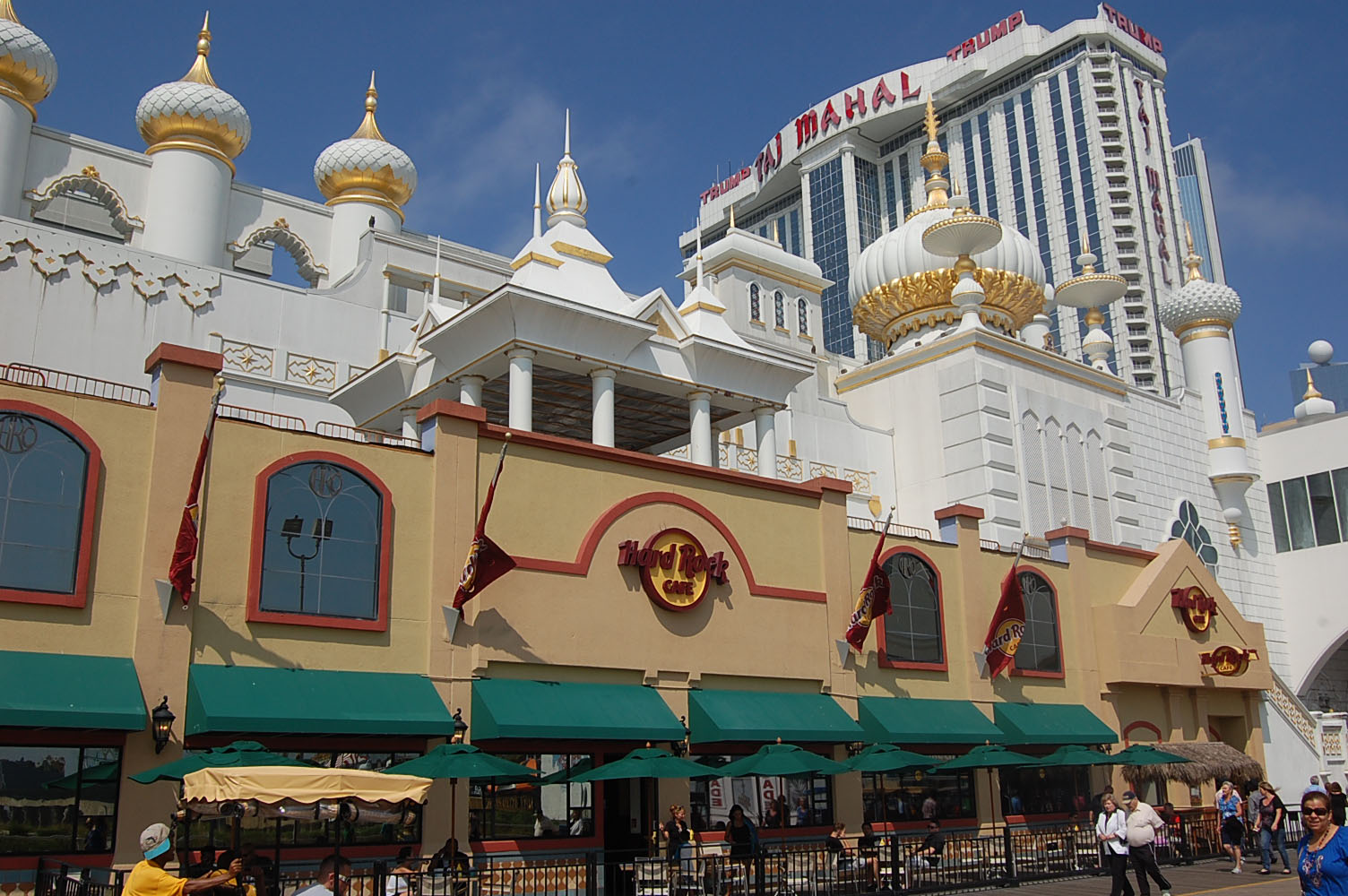
Cazinoul Trump Taj Mahal din Atlantic City

Mai târziu, în 1988, Trump a cumpărat Cazinoul Taj Mahal (Taj Mahal Casino) din Atlantic City într-o tranzacție cu mogulul mass-mediei Merv Griffin și compania Resorts International. Cazinoul a fost deschis în aprilie 1990, iar construcția lui a costat 1,1 miliarde de dolari și la acea vreme era cel mai mare și cel mai scump cazino construit vreodată din lume. Finanțat cu o sumă de 675 milioane de dolari din obligațiuni cu risc ridicat și o rată a dobânzii de 14%, proiectul a fost încadrat în anul următor la capitolul 11 din legea falimentului din SUA. Băncile și deținătorii de obligațiuni, confruntându-se cu potențiale pierderi de sute de milioane de dolari, au optat pentru restructurarea datoriilor.

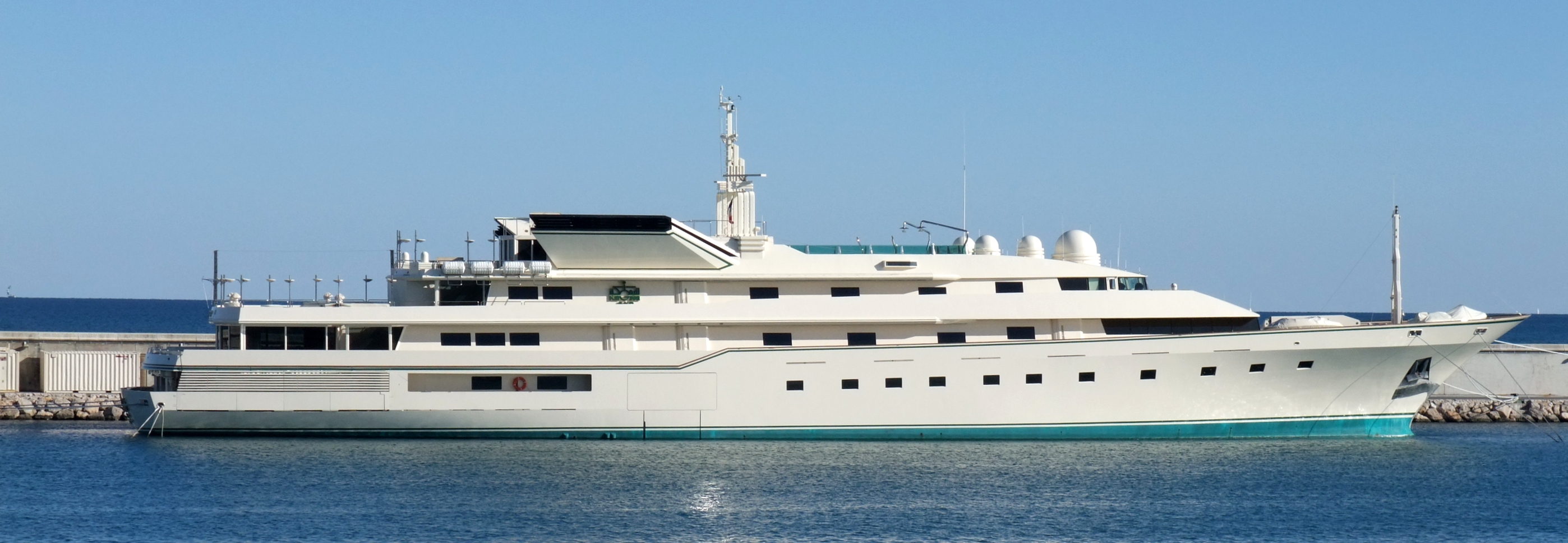
Superiahtul Kingdom 5KR care a fost deținut de Trump

Cazinoul Taj Mahal a ieșit din faliment la 5 octombrie 1991, iar Trump a cedat deținătorilor de obligațiuni 50% din dreptul de proprietate asupra cazinoului în schimbul unor rate ale dobânzilor mai reduse și acordării unei perioade mai îndelungate pentru achitarea datoriei. Pentru a-și achita datoria el a vândut în plus compania sa aeriană Trump Shuttle care avea dificultăți financiare și super-iahtul său luxos Trump Princess care avea 86 m lungime. Cazinoul a fost răscumpărat în 1996 și a fost preluat de compania Trump Hotels & Casino Resorts, care a intrat în faliment în 2004, cu 1,8 miliarde dolari datorii, și care s-a falimentat din nou cinci ani mai târziu cu 50 de milioane de dolari în activ și 500 milioane dolari datorii. Restructurarea l-a lăsat pe Trump în cele din urmă cu un drept de proprietate de 10% în cazinoul Trump Taj Mahal și în alte cazinouri deținute de Trump. De la mijlocul anului 1995 până la începutul anului 2009 Trump a fost președintele companiei Trump Hotels & Casino Resorts, care a fost redenumită în 2004 în Trump Entertainment Resorts, și director general a acestei companii de la mijlocul anului 2000 până la jumătatea anului 2005.
Donald Trump la începutul anilor 90 a vrut să cumpere Casa Poporului (actualul Palat al Parlamentului), pentru a o transforma în cel mai mare cazino din lume, dar oferta sa a fost refuzată.

#### Falimente

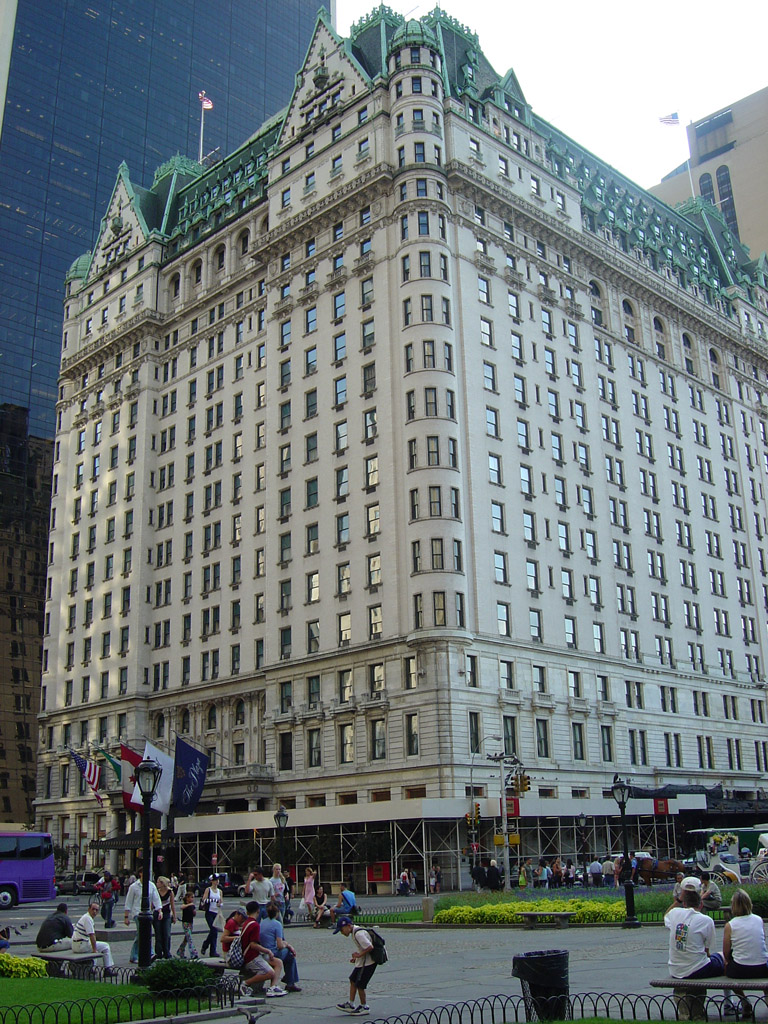
Hotelul Plaza, unul dintre cele mai renumite hoteluri din New York. A fost deținut de Trump în 1988-1995

Trump nu a cerut niciodată deschiderea procedurii de faliment personal, dar afacerile sale hoteliere și cele de cazino au fost oficial declarate falimentare de șase ori între 1991 și 2009 pentru a se putea renegocia datoriilor față de bănci și proprietarii de acțiuni și obligațiuni. Deoarece afacerile sale falimentate au fost încadrate la capitolul 11 al legii falimentului din SUA, i s-a permis să-și continue afacerile în timpul negocierilor cu creditorii. Trump a fost citat de revista americană Newsweek în 2011 spunând: „Eu mă joc cu legile falimentului - acestea sunt foarte bune pentru mine fiind un instrument pentru rezolvarea datoriei”.
Cele șase falimente au fost rezultatul afacerilor supraîndatorate legate de hotelurile și cazinourile din Atlantic City și New York: cazinoul Trump Taj Mahal din Atlantic City (falimentat în 1991), hotelul-cazino Trump Plaza din Atlantic City (1992), hotelul Plaza din New York (1992), hotelul-cazino Trump Castle din Atlantic City (1992), compania Trump Hotels and Casino Resorts din Atlantic City (2004) și compania Trump Entertainment Resorts din Atlantic City (2009). Trump a spus: „Am folosit legile acestei țări pentru a reduce datoriile... Vom avea compania. O vom plasa într-un capitol (adică la capitolul 11). Vom negocia cu băncile. Vom face o afacere fantastică. Știți, e ca în The Apprentice. Nu e nimic personal. Sunt doar afaceri”.
O analiză a carierei de afaceri a lui Trump făcută de revista The Economist în 2016, a ajuns la concluzia că „performanța sa (în 1985-2016) a fost mediocră în comparație cu piața financiară și imobiliară din New York”, menționând atât succesele cât și falimente sale. O analiză ulterioară făcută de către cotidianul The Washington Post a concluzionat că „Trump este un amestec de lăudăroșenie, eșecuri în afaceri și reale succese”; de menționat că acreditările de presă ale jurnaliștilor ziarului The Washington Post în campania electorală a lui Donald Trump au fost revocate de către el.

#### Continuarea afacerilor

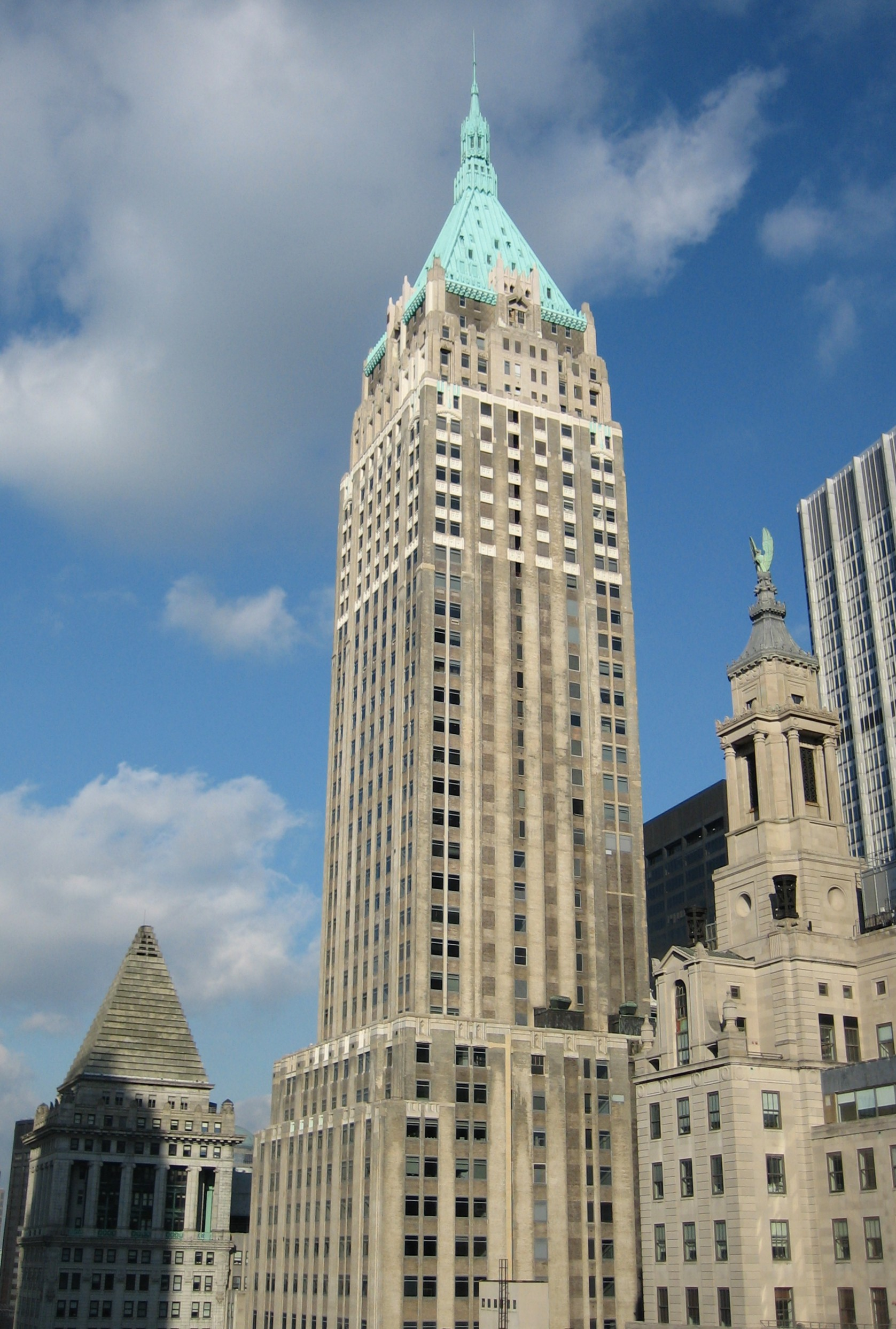
Clădirea 40 Wall Street din New York în decembrie 2005

Trump a procurat în 1996 pe Wall Street din Manhattan un zgârie-nori, care era o clădire veche de birouri vacantă cu 71 de etaje și 282.5 metri înălțime. După o renovare completă, ea a fost redenumită în Trump Building, dar este cunoscută mai mult ca 40 Wall Street.  Tatăl lui Donald Trump, Fred Trump, a murit în 1999, iar copii lui au primit porțiuni egale din averea lăsată de el în valoare de 250-300 milioane dolari.
În 2001, Trump a terminat Trump World Tower, un zgârie-nori locuibil cu 72 etaje vizavi de sediul Organizației Națiunilor Unite. Trump a început, de asemenea, construirea a Trump Place, un complex imobiliar cu mai multe clădiri de-a lungul râului Hudson. El a continuat să dețină spațiul comercial în hotelul-turn Trump International Hotel and Tower, un zgârie-nori cu 44 etaje și 178 m înălțime cu utilizare mixtă (hotel și apartamente în condominiu), situat pe rondul Columbus Circle din New York, pe care l-a dobândit în 1996; el continuă să dețină milioane de picioare pătrate de alte bunuri imobiliare de lux din Manhattan.
Trump a cumpărat fostul hotel Delmonico cu 35 de etaje din Manhattan în 2002, pe care l-a redenumit în Trump Park Avenue și l-a transformat într-un imobil condominial locuibil de lux, redeschizându-l în 2004.
De curând, Organizația Trump și-a extins zona de influență dincolo de Statele Unite ale Americii, construind și deținând hoteluri înalte ca Trump International Hotel and Tower din Chicago, Trump International Hotel and Tower din Honolulu, Trump International Hotel Las Vegas din Las Vegas, Trump International Hotel and Tower din New York, Trump International Hotel din Washington, Trump Ocean Club International Hotel & Tower din Panama, Trump Hotel Rio de Janeiro din Rio de Janeiro, Trump International Hotel and Tower din Toronto și Trump International Hotel and Tower din Vancouver.

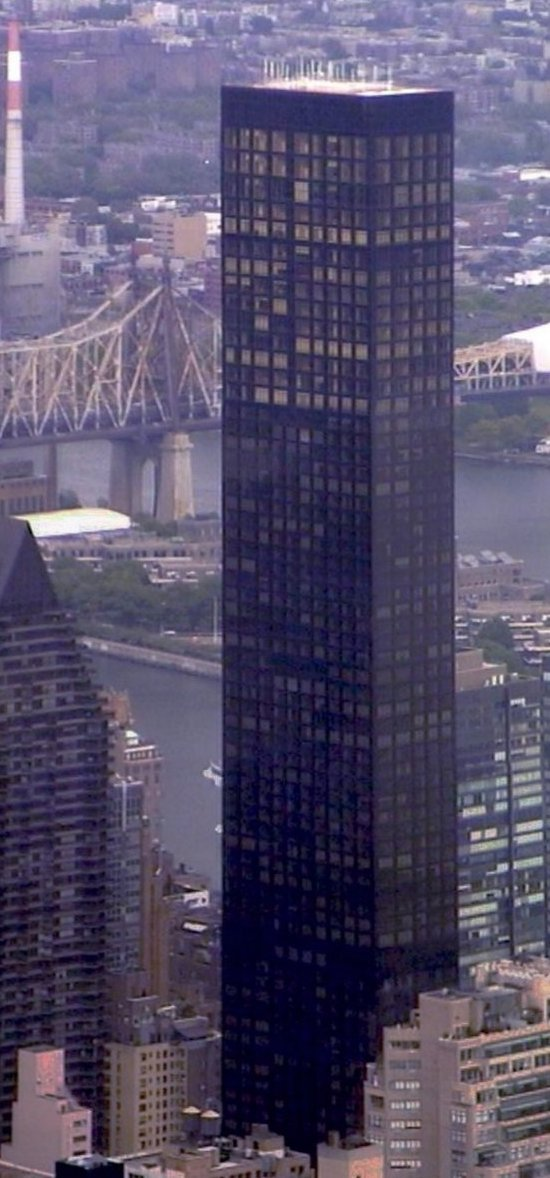
Trump World Tower din New York
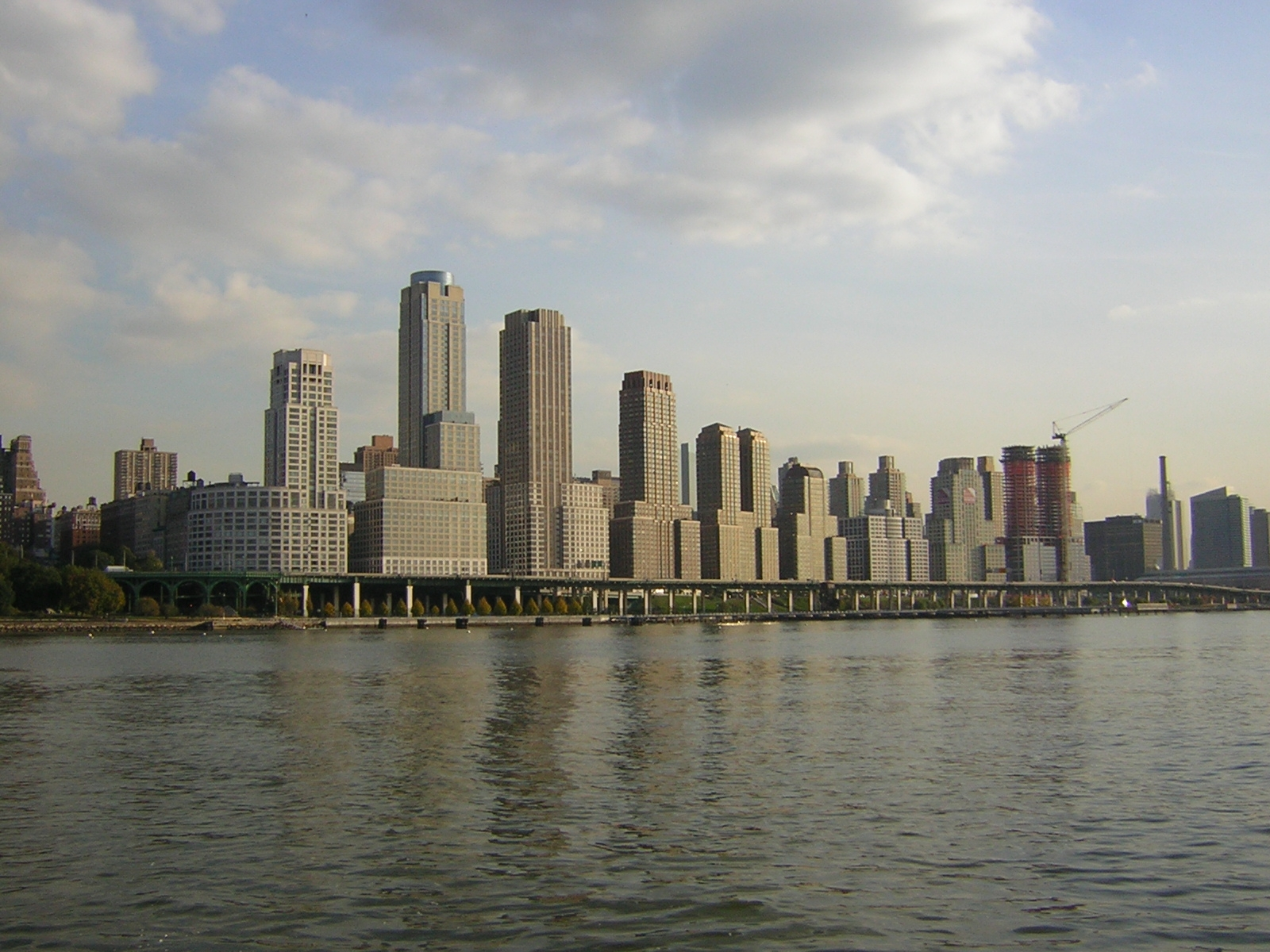
Trump Place, un complex imobiliar cu mai multe clădiri de-a lungul râului Hudson, New York
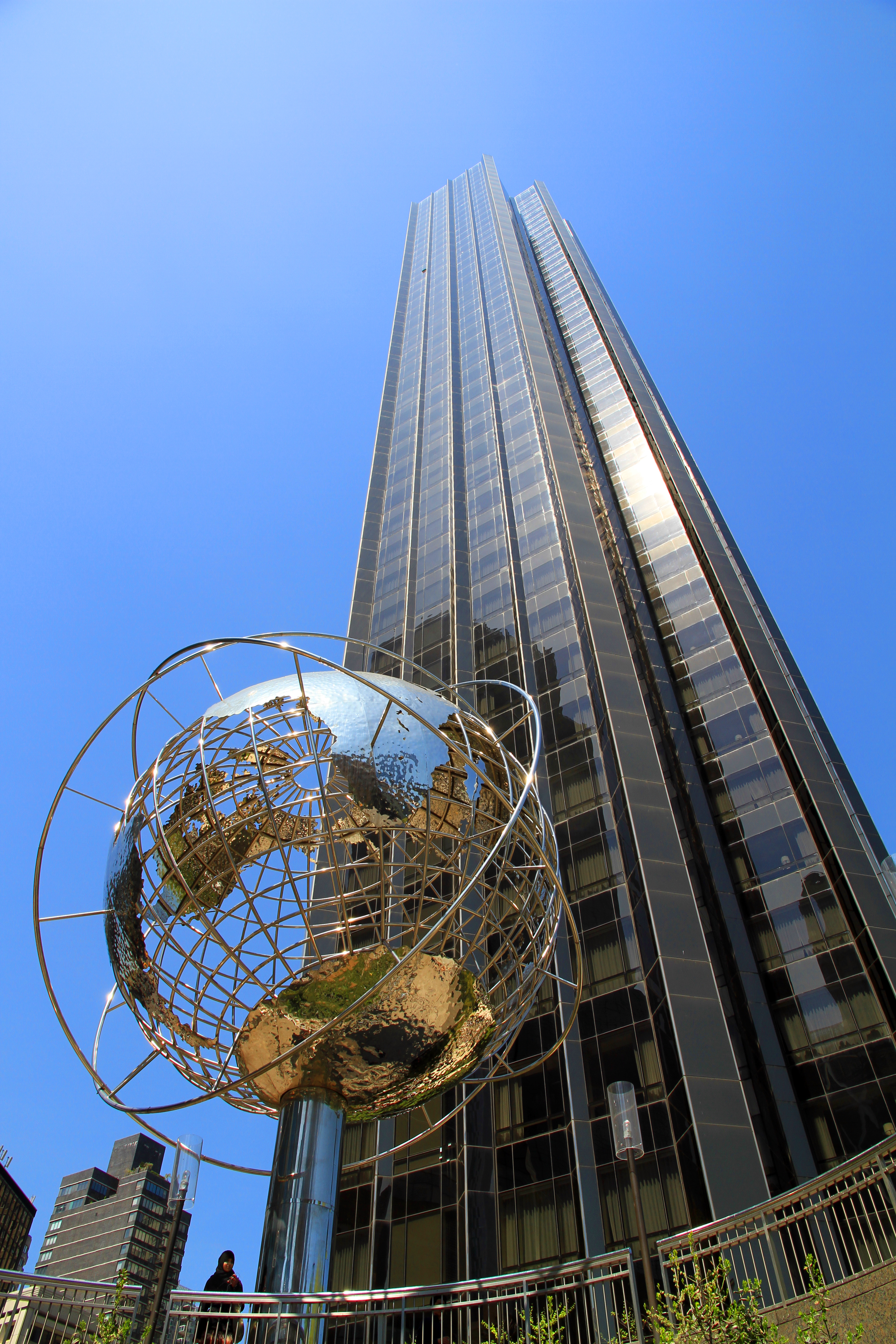
Hotelul-turn Trump International Hotel and Tower din New York
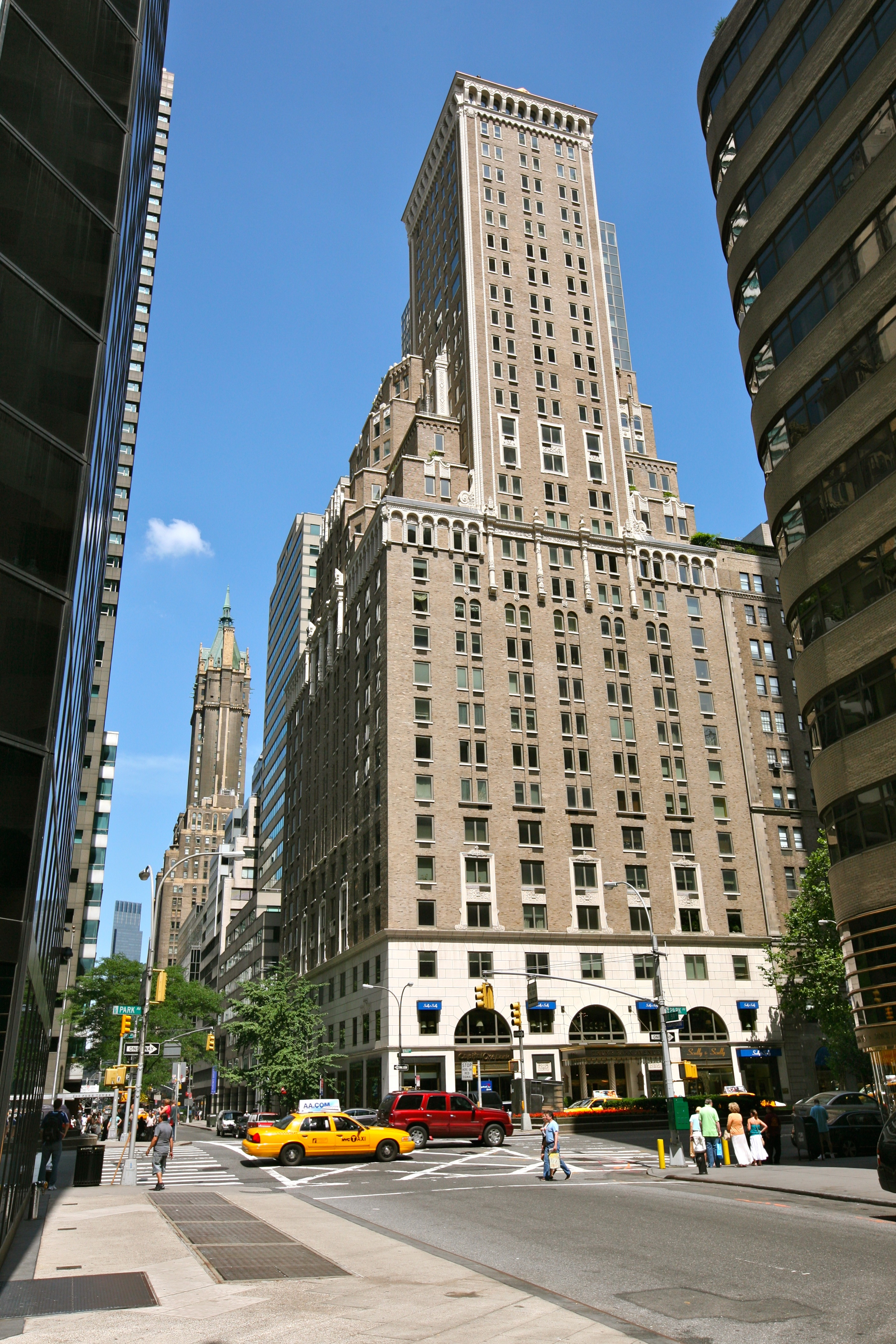
Trump Park Avenue din Manhattan, New York
Trump International Hotel and Tower din Chicago
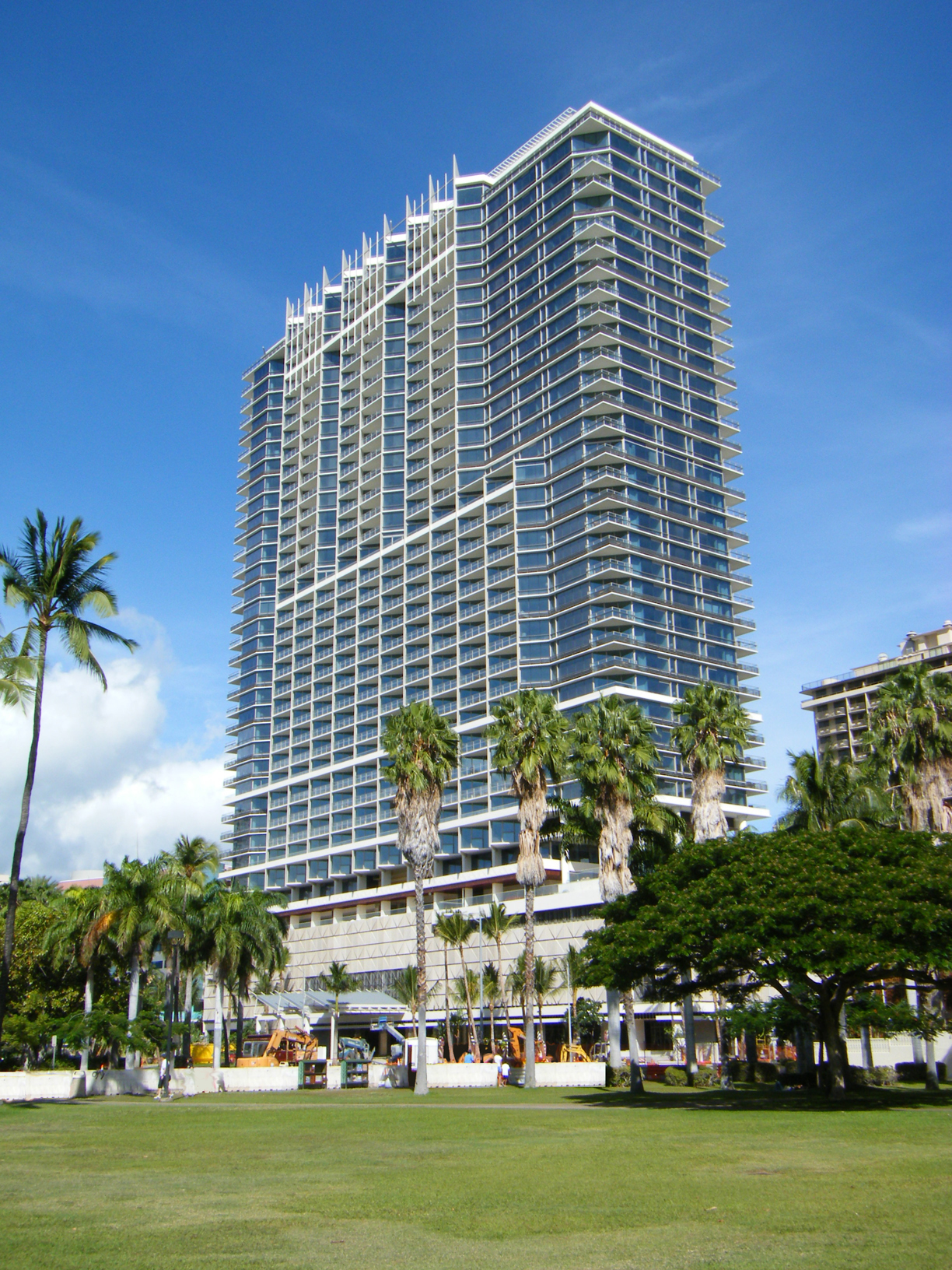
Trump International Hotel and Tower din Honolulu
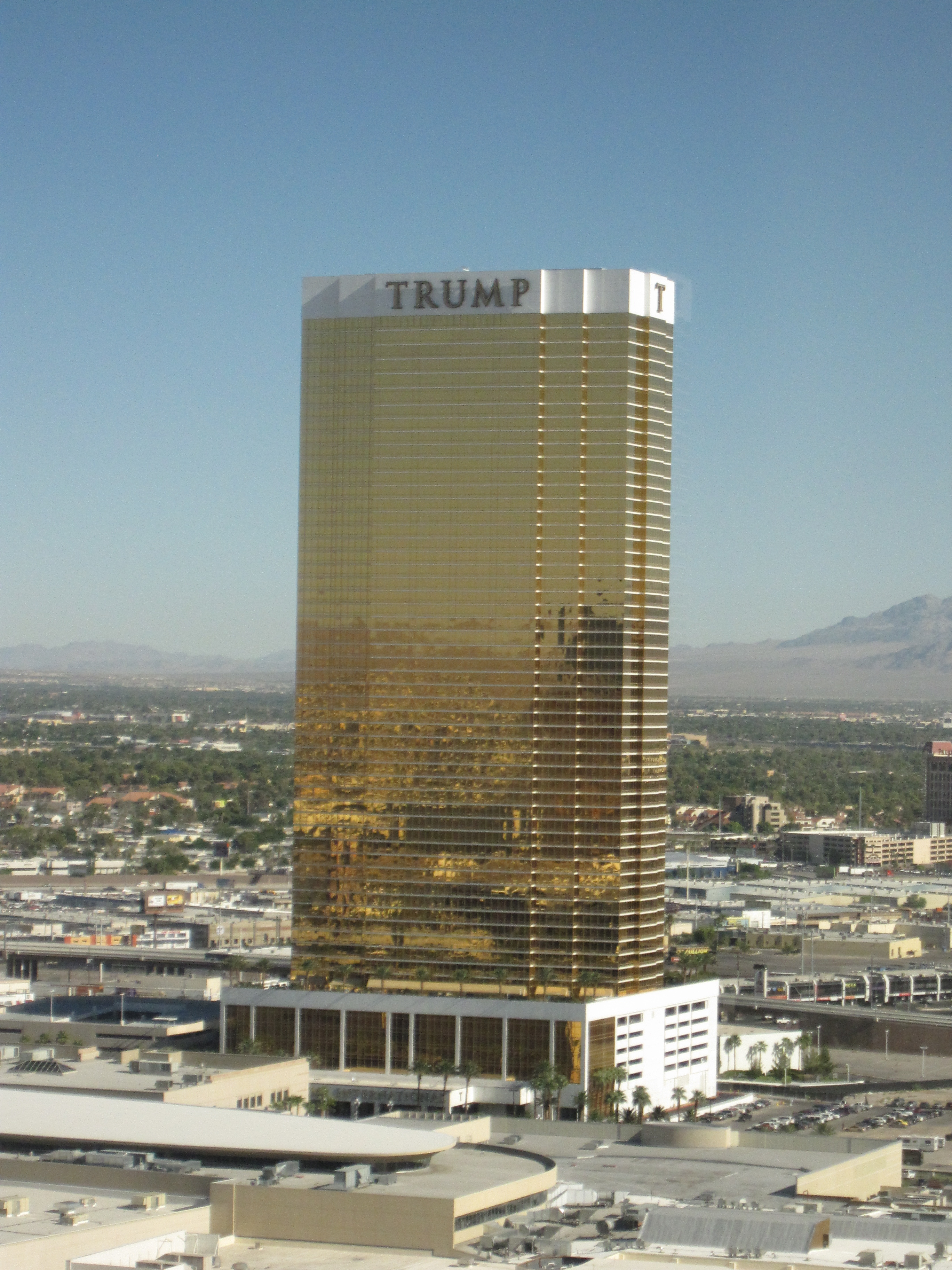
Trump International Hotel din Las Vegas
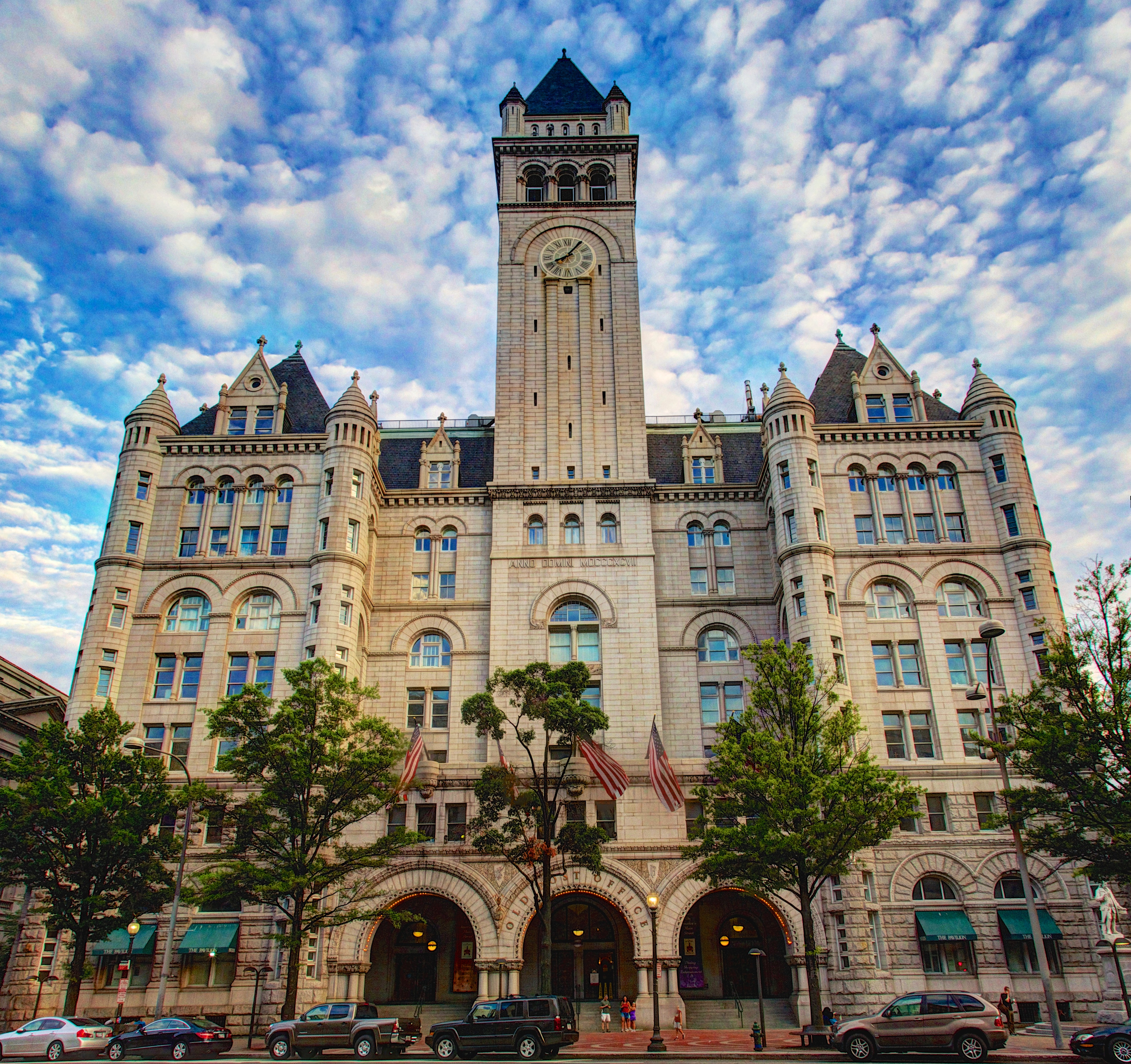
Old Post Office Pavilion din Washington, cumpărat de Trump și transformat în Trump International Hotel Washington, D.C.
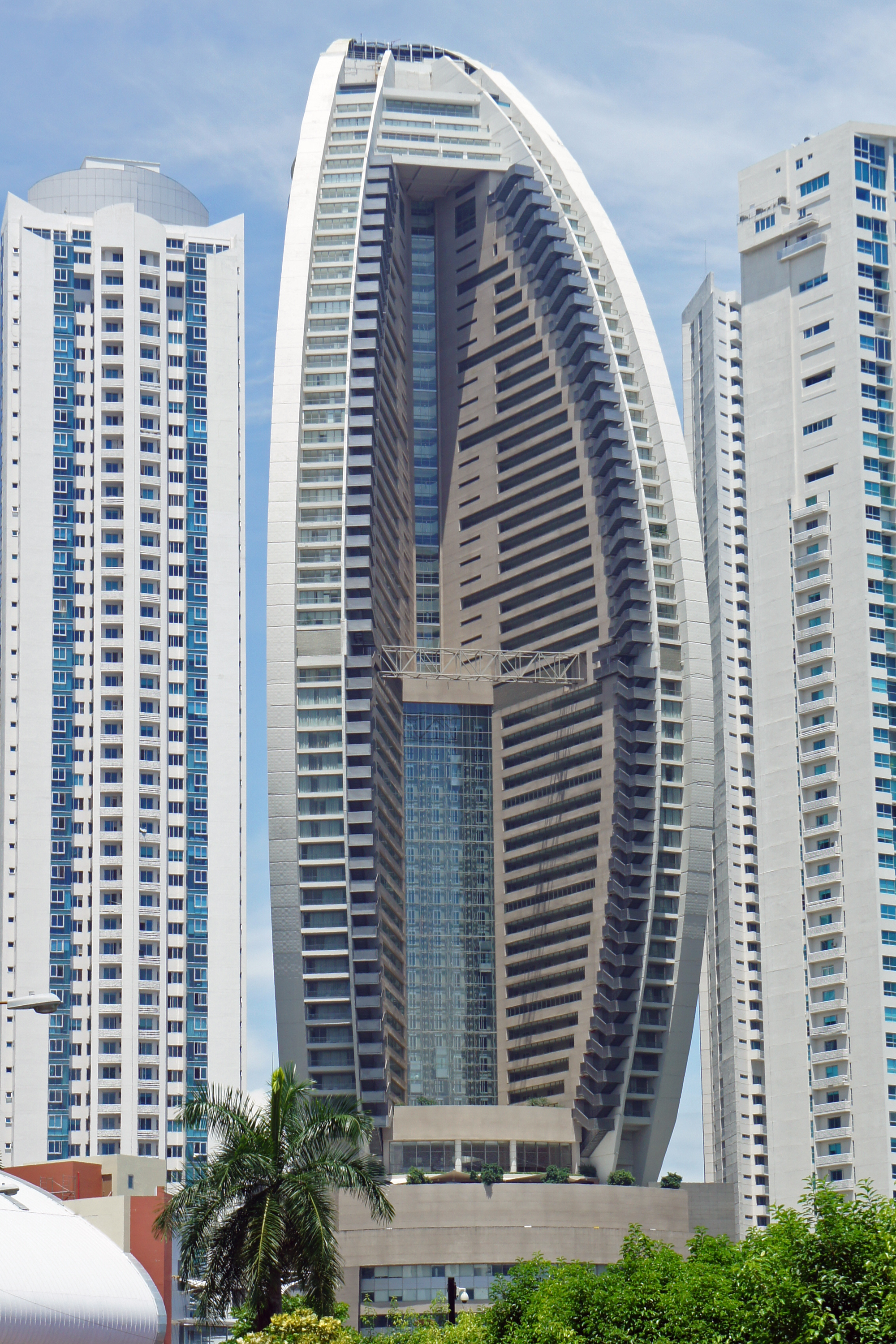
Trump International Hotel & Tower din Panama
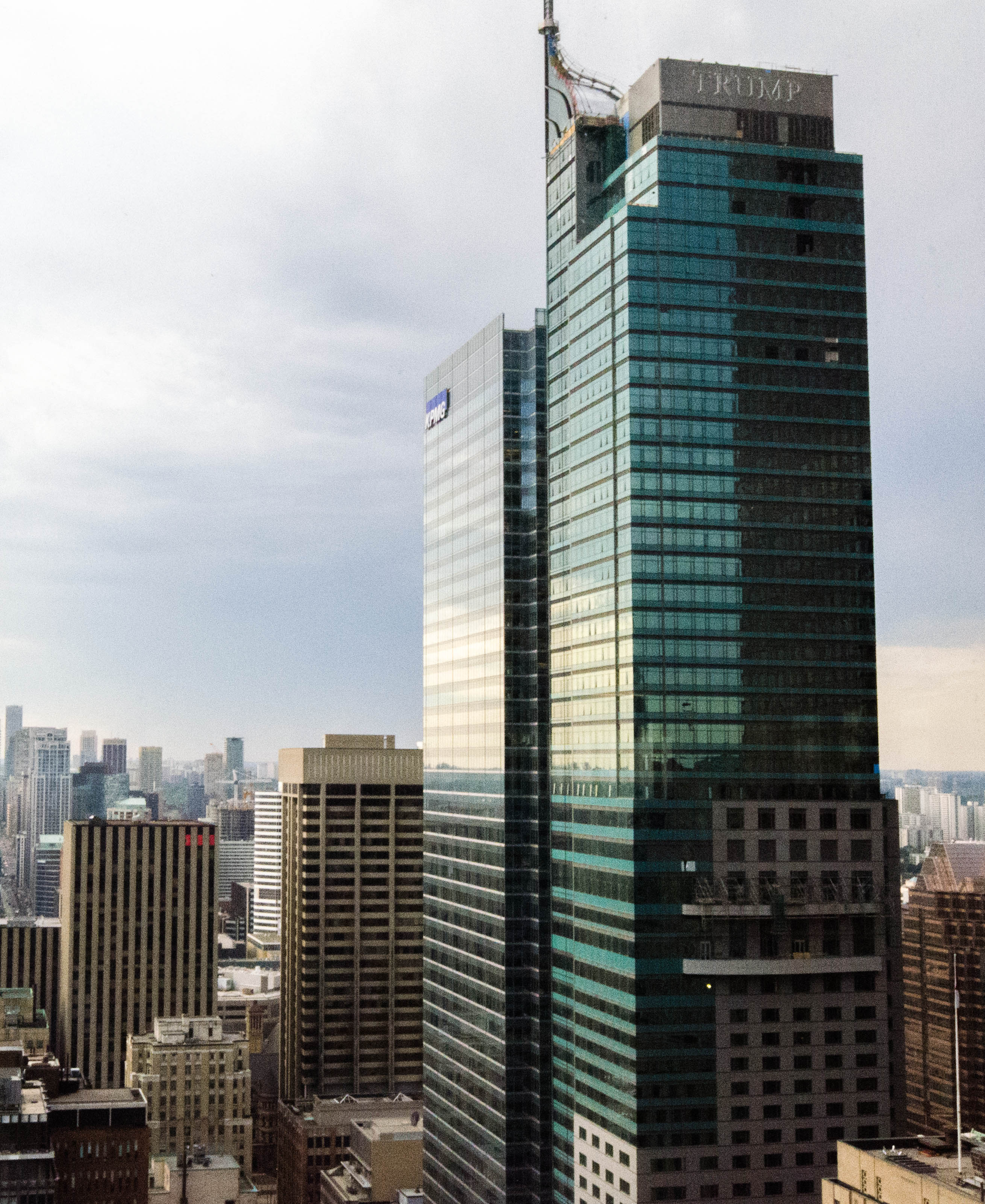
Trump International Hotel and Tower din Toronto
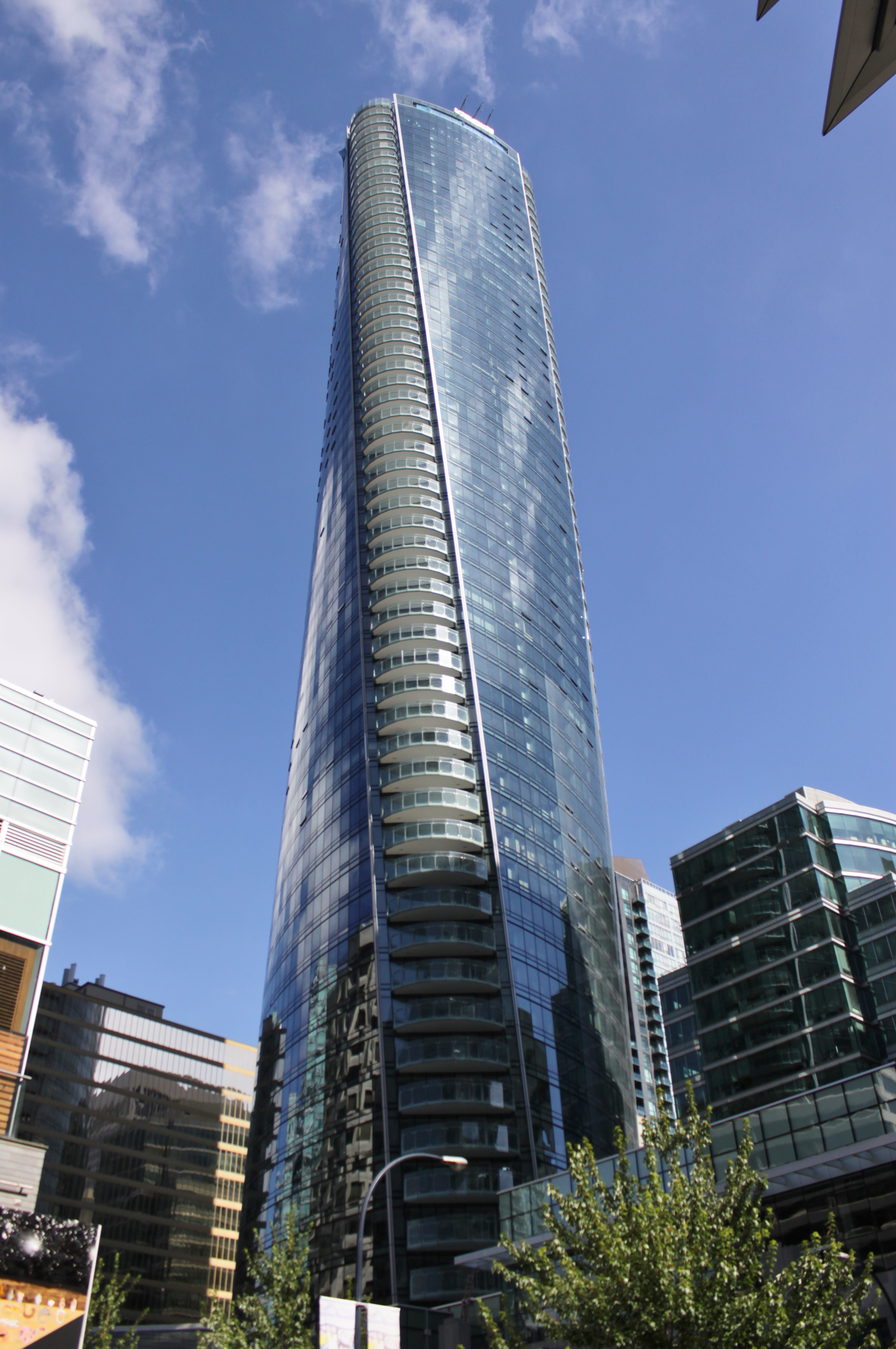
Trump International Hotel and Tower din Vancouver

#### Brevetarea numelui și brandul

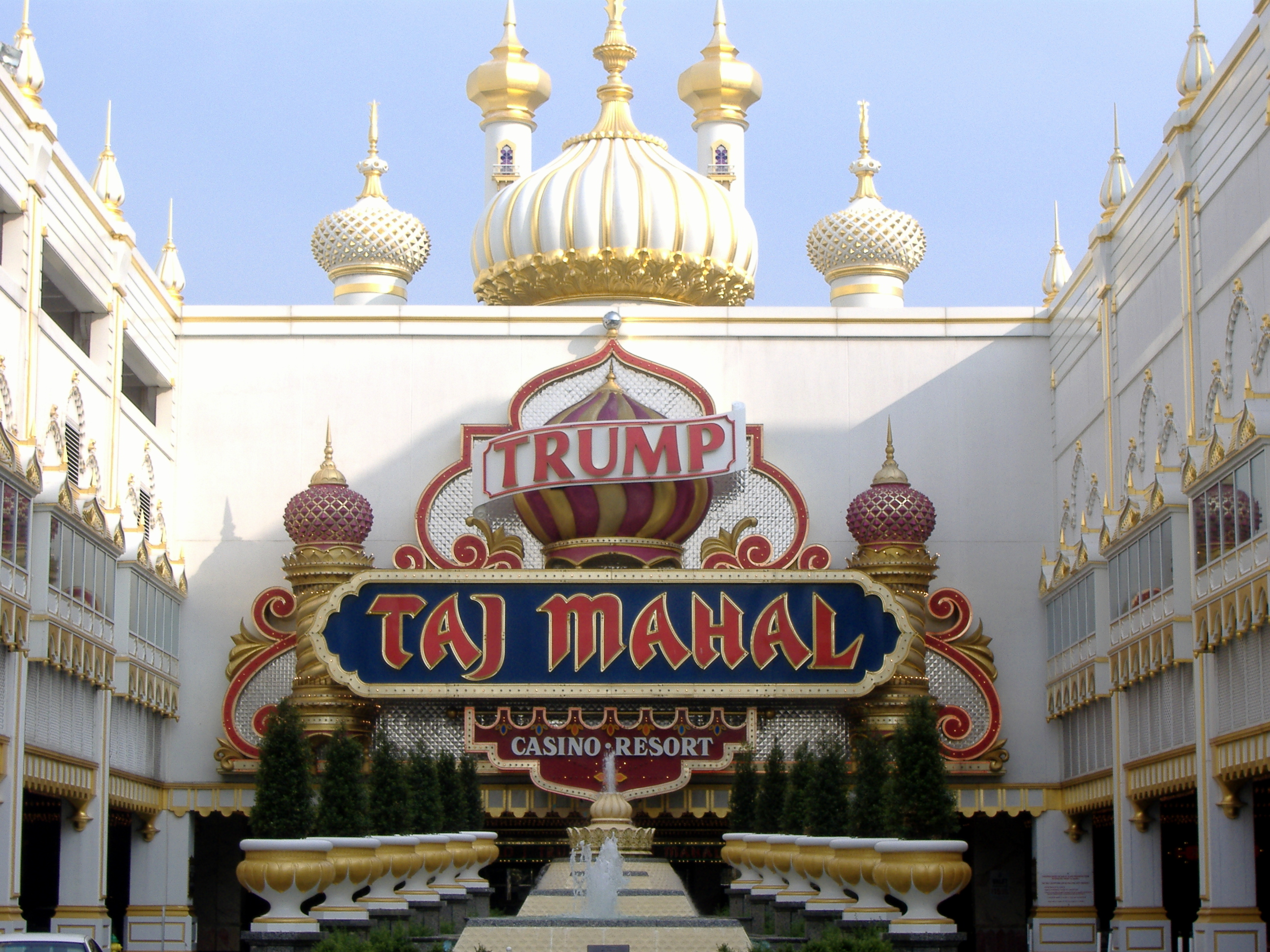
Numele lui Trump inscripționat pe clădirea cazinoului Trump Taj Mahal din Atlantic City

Trump și-a brevetat numele și imaginea, numele său fiind inscripționat pe un număr mare de construcții, precum și pe produse comerciale și servicii, obținând astfel un succes mixt prin acest lucru pentru el însuși, partenerii săi și pentru investitorii în proiecte sale. În 2011, experții financiari de la revista Forbes au estimat valoarea brandului Trump la 200 milioane dolari. Trump a contestat această evaluare, spunând că brandul său valorează aproximativ 3 miliarde de dolari.
Potrivit revistei Forbes, această parte a imperiului lui Trump, în prezent condus de copiii săi, este cea mai valoroasă afacere a sa, ea fiind evaluată la 562 milioane dolari, cu 33 de proiecte autorizate care sunt în curs de dezvoltare, inclusiv șapte hoteluri internaționale (Trump International Hotel) și hoteluri condominiale (în coproprietate) zgârie-nori care îi poartă numele. Trump și-a brevetat numele și imaginea și pentru construirea a două imobile în Florida care au fost însă sechestrate deoarece nu a fost restituit creditul ipotecar.
Mulți dezvoltatori plătesc lui Trump ca să-și comercializeze proprietățile și pentru ca el să fie imaginea publică pentru proiectele lor. Din acest motiv, Trump nu deține unele clădiri care afișează numele său. Proprietarul turc al zgârie-norului Trump Towers din Istanbul, care plătește lui Trump pentru folosirea numelui său, a afirmat în decembrie 2015 că va face uz de mijloace legale pentru a se disocia de brandul Trump după apelul candidatului republican la președinție de a interzice temporar intrarea musulmanilor în Statele Unite ale Americii.
Trump și-a brevetat numele său și pentru complexul imobiliar luxos cu 50 de etaje Trump Bay Street, din orașul Jersey City, care aparține ginerelui său Jared Kushner. Din cei 200 milioane de dolari alocați pentru construirea sa 50 de milioane de dolari au fost obținuți în mare măsură de la cetățeni chinezi bogați care, după ce au plătit un avans inițial de 500.000 dolari în conformitate cu programul accelerat de acordare a vizelor EB-5 al guvernului american, pot obține de obicei după doi ani rezidența permanentă în SUA pentru ei și familiile lor. Trump este în parteneriat cu compania Kushner numai în brevetarea numelui dar nu și în finanțarea clădirii.

### Terenurile de golf

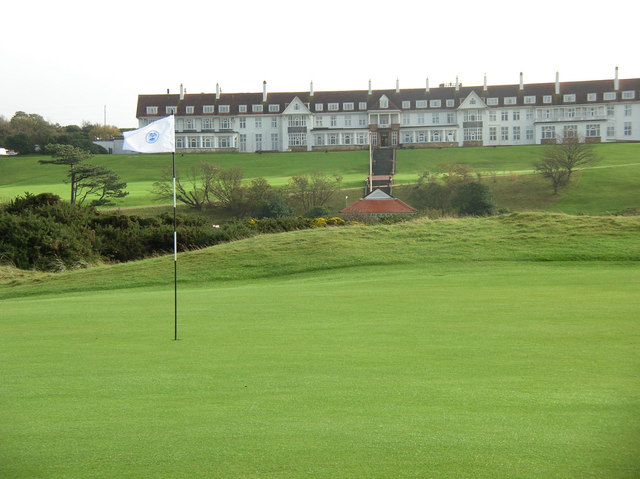
Hotelul Turnberry din districtul Ayrshire, Scoția

Organizația Trump deține mai multe terenuri de golf și locuri de odihnă și agrement în Statele Unite și în întreaga lume. Numărul de terenuri de golf pe care Trump le deține sau administrează este de aproximativ 18, potrivit revistei de golf Golfweek. Comisia Electorală Federală a dezvăluit situația financiară personală a lui Trump și a menționat că venitul său anual obținut din golf și locuri de odihnă pentru anul 2015 a fost de aproximativ 382 milioane de dolari.
În 2006, Trump a cumpărat moșia Menie Estate din satul Balmedie aflat în districtul Aberdeenshire, Scoția, construind, contrar dorințelor unor localnici din zonă, un teren de golf pe un teren destinat unui sit de interes științific special. În filmul documentar independent You've Been Trumped („Ați fost Trump-uiți”) din 2011, realizat de cineastul britanic Anthony Baxter, s-a înregistrat construirea terenului de golf și luptele ulterioare dintre localnici și Donald Trump. În ciuda promisiunilor lui Trump de a crea 6.000 locuri de muncă în 2016, așa cum el afirmase, construirea terenului de golf a creat doar 200 de locuri de muncă. În iunie 2015, Trump a făcut un apel în care se opunea construirii unui parc eolian off-shore în raza vizibilității terenului de golf, care a fost respins de cinci judecători de la Curtea Supremă din Marea Britanie în decembrie 2015.
În aprilie 2014, Trump a cumpărat hotelul Turnberry și terenul de golf Turnberry în districtul Ayrshire din sud-vestul Scoției; terenul de golf a fost redenumit în Trump Turnberry, el este un loc în care se organizează regulat turneul de golf Open Championship din Marea Britanie. După renovări ample și o remodelare a terenului de golf de către arhitectul Martin Ebert, Turnberry a fost redeschis la 24 iunie 2016.

### Implicarea în sport

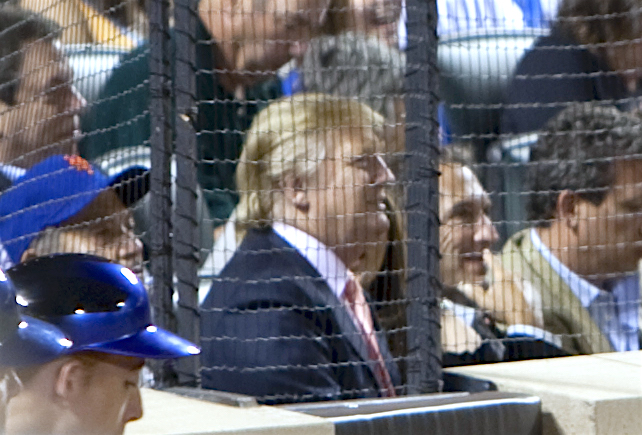
Trump la un meci de baseball în 2009

În 1983, echipa de fotbal New Jersey Generals deținută de Trump a devenit membru fondator al noii Ligi de Fotbal a Statelor Unite (United States Football League - USFL ). USFL a jucat primele sale trei sezoane primăvara și vara, dar Trump a convins majoritatea proprietarilor altor echipe de fotbal din USFL să deplaseze calendarul meciurilor din USFL pentru 1986 către toamnă, astfel încât să concureze direct cu Liga Națională de Fotbal (National Football League - NFL), argumentând că aceasta va duce în cele din urmă la o fuziune a USFL cu NFL, ceea ce ar crește, după toate probabilitățile, în mod semnificativ finanțarea lor.
După sezonul din 1985, New Jersey Generals a fuzionat cu echipa de fotbal Houston Gamblers, dar a avut probleme financiare în continuare. Numărul echipelor din USFL s-a redus de la 18 la numai 7 echipe active, iar USFL a fost forțată la scurt timp să-și înceteze activitatea, în ciuda câștigării unui proces antitrust împotriva NFL.
Trump a rămas implicat în alte sporturi, după ce New Jersey Generals și-a încetat existența, deținând terenuri de golf în mai multe țări. El a găzduit la hotelul-cazino Trump Plaza din Atlantic City mai multe meciuri de box, inclusiv meciul din 1988 în care Mike Tyson l-a învins pe Michael Spinks, iar la un moment dat, Trump a fost consultant financiar a lui Tyson.
În 1989 și 1990, Trump a sponsorizat etapele cursei de ciclism Tour de Trump care îi purta numele, aceasta fiind o încercare de creare a unui echivalent american al curselor europene, cum ar fi Tour de France sau Turul Italiei (Giro d'Italia). Cursa inaugurală a fost controversată, iar Trump și-a retras sponsorizarea ei după cea de-a doua etapă a Tour de Trump din 1990, deoarece alte afaceri ale sale s-au confruntat cu probleme financiare. Cursa de ciclism a continuat timp de mai mulți ani sub numele de Tour DuPont.
Trump a încercat în 2014 să cumpere echipa de fotbal american Buffalo Bills a NFL, dar nu a avut succes. În timpul cursei sale pentru președinție din 2016, el a fost critic față de regulile modernizate ale NFL, plângându-se în campania sa electorală că jocul a fost făcut „moale” și „slab”, spunând că o contuzie este doar „o lovitură mică în cap”. El a acuzat arbitrii că aruncă stegulețele de penalizare inutil doar ca să fie văzuți la televizor „astfel încât soțiile lor să-i vadă acasă”.

### Concursurile de frumusețe

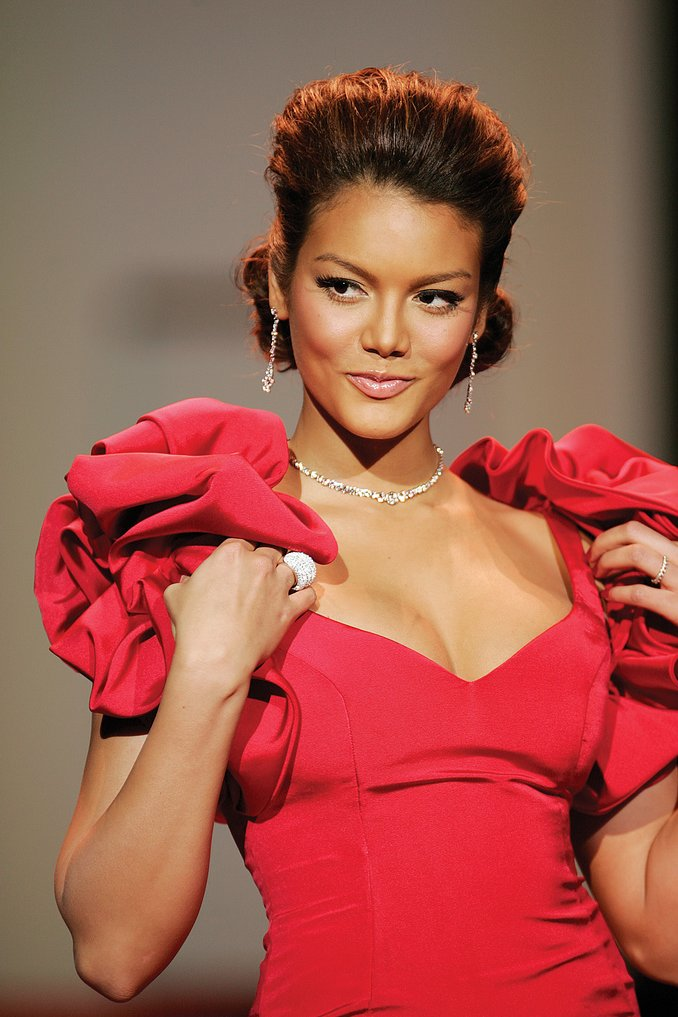
Zuleyka Rivera din Puerto Rico aleasă Miss Univers în 2006 la concursul de frumusețe deținut de Donald Trump

Din 1996 până în 2015, Trump a deținut o parte sau toate concursurile de frumusețe: Miss Univers, Miss SUA și Miss Adolescenta SUA (Miss Teen USA). Concursul Miss Univers a fost fondat în 1952 de către compania de îmbrăcăminte din California Pacific Mills. Trump a fost nemulțumit de modul în care compania de televiziune americană CBS a programat concursurile sale de frumusețe și a transferat concursurile Miss Univers și Miss SUA la televiziunea NBC în 2002.
În 2006, câștigătoarea concursului Miss SUA Tara Conner a fost depistată pozitiv pentru cocaină, dar Trump i-a permis să-și păstreze titlul de Miss, pentru a-i da o a doua șansă. Această decizie a lui Trump a fost criticată de către realizatoarea TV Rosie O'Donnell, ceea ce a dus la o ceartă în care Trump și O'Donnell au avut un schimb de replici publice. În 2012, Miss Pennsylvania, Sheena Monnin, a susținut că rezultatele concursului Miss USA ar fi fost aranjate dinainte, dar a pierdut procesul de calomnie pe care i-l intentase Donald Trump și a plătit magnatului daune de 5 milioane de dolari.
În 2015, televiziunile NBC și Univision au renunțat să difuzeze concursul Miss Univers (organizat de Organizația Miss Univers) după controversatele remarci a lui Trump despre imigranții ilegali mexicani din campania sa prezidențială din 2015. Trump a intentat ulterior un proces împotriva Univision cerând despăgubiri de 500 milioane de dolari pentru întreruperea contractului și defăimare.
La 11 septembrie 2015, Trump a anunțat că el a devenit unicul proprietar al Organizației Miss Univers prin cumpărarea pachetului de acțiuni al NBC-ului și că el a soluționat procesele sale împotriva acestei companii de televiziune, deși nu era clar dacă Trump a acționat în justiție NBC-ul. La scurt timp după aceea el a vândut Organizația Miss Univers care organizează concursul Miss Univers consorțiului de divertisment WME/IMG. Procesul de 500 milioane dolari împotriva postului de televiziune Univision a fost soluționat pe cale amiabilă în februarie 2016, dar termenii acordului nu au fost dezvăluiți.

### Agenția de manechine a lui Trump

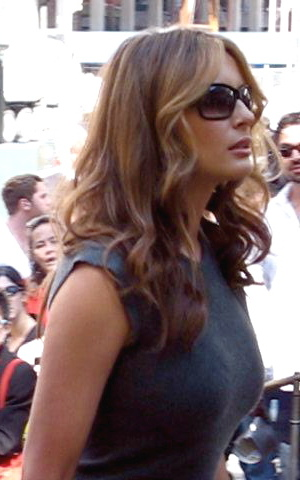
Melania Trump a fost un manechin la "Trump Model Management", înainte de căsătoria ei cu Donald Trump.

În 1999, Trump a fondat o agenție de manechine (prezentatoare de modă), Trump Model Management, în cartierul SoHo din Lower Manhattan, New York.
Împreuna cu o altă agenție a lui Trump, Trump Management Group LLC, Trump Model Management a adus începând cu anul 2000 aproape 250 manechine străine în Statele Unite pentru a lucra în industria modei. Melania Trump, actuala soție a lui Donald Trump, a lucrat la această agenție.
În 2014, directorul agenției Trump Model Management, Corrine Nicolas, alți manageri și agenția au fost dați în judecată de către una dintre fostele manechine ale agenției, Alexia Palmer, care a invocat racketul, întreruperea contractului, frauda prin mail și încălcarea legilor salariale ale imigranților. Cazul a fost respins de către curtea federală a SUA în martie 2016.

### Universitatea Trump
Universitatea Trump LLC a fost o instituție americană de învățământ cu plată care a organizat un program de formare în domeniul imobiliar din 2005 până în 2010. După mai multe procese, ea a fost desființată. A fost fondată de Donald Trump și asociații săi, Michael Sexton și Jonathan Spitalny. Universitatea a oferit cursuri în domeniul imobiliar, managementului activelor, antreprenoriatului și acumulării de capital, cu tarife variind între 1.500 și 35.000 de dolari pe curs. În 2005, Universitatea Trump a fost notificată de către Departamentul de Educație al Statului New York că utilizarea termenului de „universitate” încalcă legea statului. După cea de-a doua asemenea notificare din 2010, numele instituției a fost schimbat în „Institutul Antreprenorial Trump” (Trump Entrepreneurial Institute). Trump a fost găsit personal vinovat pentru neglijarea obținerii unei autorizații de funcționare pentru instituție.
În 2013 procurorul general al statului New York, Eric Schneiderman, a intentat un proces civil cu despăgubiri de 40 milioane dolari, împotriva lui Trump susținând că Universitatea Trump a funcționat ilegal fără autorizație și a înșelat studenții. În plus, două procese civile colective au fost intentate la curtea federală împotriva Universității Trump, în care au fost citați Donald Trump personal precum și companiile sale. În timpul campaniei prezidențiale, Trump a criticat în repetate rânduri pe judecătorul Gonzalo P. Curiel care a supravegheat aceste două procese, susținând că el este părtinitor din cauza originii sale mexicane. La 7 iunie 2016, Trump a clarificat faptul că preocupările sale cu privire la imparțialitatea lui Curiel s-au bazat nu numai pe originea lui etnică, ci și pe deciziile luate de el în proces.
A fost stabilit ca procesul împotriva Universității Trump (numit procesul Low v. Trump după reclamantul Sonny Low) va începe la 28 noiembrie 2016 în San Diego. La scurt timp după ce Trump a câștigat alegerile prezidențiale, părțile implicate în proces au ajuns la un acord pentru soluționarea tuturor celor trei cazuri aflate în instanță. În acordul semnat, Trump nu a recunoscut să fi făcut vreo ilegalitate, dar a consimțit să plătească un total de 25 milioane dolari celor 7.000 de victime ale universității sale frauduloase. Jason Forge, avocatul studenților reclamanți a declarat că acordul a fost atins cu o oră înainte de audierea lui Curiel care trebuia să examineze ultima cerere a lui Trump pentru amânarea procesului până după inaugurarea sa de la 20 ianuarie. Jason Forge a declarat că el „a surprins cu siguranță o schimbare a tonului și schimbarea abordării” din partea taberei lui Trump după alegeri.

### Fundația Donald J. Trump

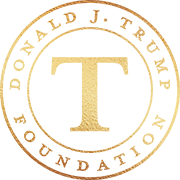
Logoul Fundației Donald J. Trump

Fundația Donald J. Trump este o fundație caritabilă privată din SUA fondată în 1988 cu scopul inițial de a dona banii încasați din vânzarea cărții The Art of the Deal scrisă de Trump și Tony Schwartz. Fondurile fundației provin în mare parte de la alți donatori, dar nu de la Trump care nu a donat nici o sumă către fundație din 2008. Cei mai importanți donatori ai fundației în perioada 2004-2014 au fost Vince McMahon și Linda McMahon de la compania de wrestling World Wrestling Entertainment, care au donat 5 milioane dolari fundației după ce Trump a apărut în 2007 la show-ul de wrestling WrestleMania organizat de această companie.
Declarațiile fiscale de venituri ale fundației arată că ea a donat pentru îngrijiri medicale și pentru organizații caritabile legate de sport, precum și pentru organizații non-profit conservatoare, ca Citizens United. De exemplu, în 2009, fundația a donat 926.750 dolari pentru aproximativ 40 de organizații caritabile, cele mai mari donații au mers către fundația Arnold Palmer Medical Center Foundation care susține financiar spitalul pentru copii Arnold Palmer din Florida (100.000 dolari), către spitalul newyorkez prezbiterian (125.000 dolari), către asociația sportivă pentru tineret Police Athletic League (156.000 dolari) și către Fundația Clinton, o fundația caritabilă întemeiată de Bill Clinton (100.000 dolari).
Începând cu anul 2016 ziarul Washington Post a publicat mai multe articole cu privire la modul în care fundația a strâns și a donat banii. Washington Post a descoperit mai multe posibile încălcări ale legii și eticei, cum ar fi tranzacții pentru beneficiul propriu și o posibilă evaziune fiscală. Procurorul general al statului New York, Eric Schneiderman, a demarat o anchetă privind fundația „pentru a se asigura că ea este în conformitate cu legile care guvernează organizațiile caritabile din New York”. La 3 octombrie 2016, biroul din New York al procurorului general a notificat Fundația Trump că ea se pare că a încălcat legile statului New York despre organizațiile de caritate și a dispus să înceteze imediat activitățile de colectarea de fonduri în New York.

### Veniturile și impozitele
În conformitate cu reglementările Comisiei Electorale Federale (Federal Election Commission - FEC), Trump a publicat o declarație a situației sale financiare pe 92 de pagini în care erau înregistrate toate activele, pasivele, sursele sale de venit și sute de posturi ocupate de el ca om de afaceri. Potrivit unui comunicat de presă din campania sa electorală din iulie 2015, veniturile lui Trump pentru anul 2014 au fost de 362 de milioane dolari. Cu toate acestea, Trump a refuzat în mod repetat să dezvăluie în întregime declarațiile sale de venituri, citând un audit neterminat la Serviciul Federal de Administrare Fiscală (Internal Revenue Service - IRS, un fel de ANAF). Făcând asta, Trump a încălcat tradiția candidaților la președinția SUA de aproape 45 de ani de a a face public declarațiile lor de venituri pentru publicul american.
În octombrie 2016, a ieșit la iveală faptul că Trump a raportat o pierdere uriașă de 916 milioane de dolari în declarațiile sale de venituri din 1995. Deoarece pierderile dintr-un an se deduc (scad) din veniturile impozabile din anii următori, această pierdere i-a permis să reducă sau să nu plătească impozitul pentru următorii 18 ani. Trump a recunoscut că s-a folosit de deducerea fiscală, dar a refuzat să ofere detalii, cum ar fi anii pentru care ea a fost aplicată.
New York Times a scris că unii contabili consideră metodele de deducere fiscală a lui Trump la începutul anilor 1990, „dubioase din punct de vedere legal”. Codul Fiscal american are o mulțime de portițe prin care cei bogați își pot pune la adăpost averile. Experții fiscali independenți au declarat că „dacă totuși a existat o portiță de scăpare ea nu a fost «folosită» aici, dar a fost extinsă dincolo de orice recunoaștere” și că ea a atras o „scamatorie”, presupunând în continuare că pierderile raportate de Trump în 1995 au fost probabil legate de falimentele cazinourilor lui Trump.

### Venit net

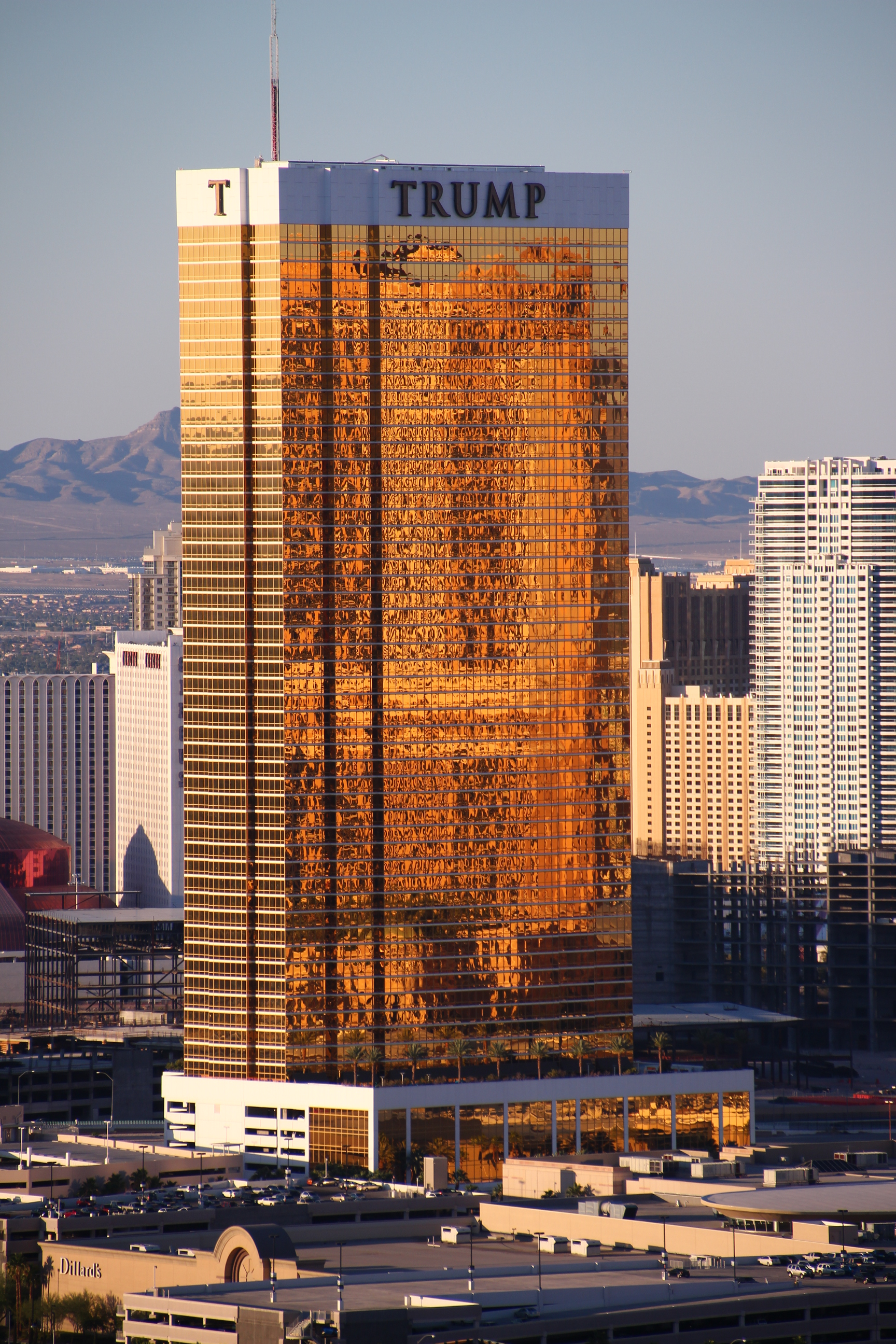
Hotelul Trump International Hotel din Las Vegas, un simbol al bogăției lui Trump, cu ferestre exterioare impregnate cu aur de 24 carate

În topul anual al miliardarilor din 2016, revista Forbes a estimat venitul net a lui Trump (adică venitul din care s-au scăzut cheltuielile aferente deductibile și impozitele) la 3,7 miliarde dolari, iar revista Bloomberg la 3 miliarde dolari, ceea ce îl face unul dintre cei mai bogați politicieni din istoria americană. Trump a declarat că venitul său net a fost de peste 10 miliarde dolari, cu o discrepanță care rezultă în principal din valoarea incertă a proprietății evaluate și din brandul său personal. Donald Trump a fost listat în 2016 de revista Forbes pe locul 324 în topul celor mai bogați oameni din lume și pe locul 156 în Statele Unite.
Pe 16 iunie 2015, la anunțarea candidaturii sale, Trump a făcut public un rezumat financiar pe o singură pagină în care era menționat un venit net de 8.737.540.000 dolari. „Sunt foarte bogat”, a spus el. Revista Forbes a considerat că afirmația sa de 9 miliarde dolari era „o minciună gogonată”, venitul net a lui Trump fiind de fapt 4,1 miliarde dolari în 2015. Declarația sumară a lui Trump includea valoarea de 3,3 miliarde dolari obținuți din afacerile de brevetare imobiliară, din brandurile altor produse și din extinderea lor, umflând astfel cifra estimată a valorii venitului propriu. În raporturile publicate în iulie 2015 de către Comisia Electorală Federală (FEC) activurile sale valorau peste 1,4 miliarde dolari iar datoriile peste 265 milioane dolari. Potrivit revistei Bloomberg, Trump „a raportat numai veniturile obținute din terenurile sale de golf în fișele din campania sa electorală, chiar dacă formularul situației financiare cerea completarea venitului”, iar documentele independente au arătat că terenurile sale de golf europene erau neprofitabile.
Trump a fost inclus în 1982 în lista inițială a bogătașilor a revistei Forbes cu o avere estimată la 200 milioane dolari, care includea și o cotă-parte a tatălui său evaluată la 200 milioane de dolari. Trump nu a figurat în listele revistei Forbes în 1990-1995 ca urmare a pierderilor financiare care, după câte se afirmă, l-au constrâns în 1993 să împrumute de la trusturile fraților săi. Trump a spus după aceea în campania sa electorală că și-a început cariera cu „un mic împrumut de un milion de dolari” de la tatăl său, pe care l-a restituit cu dobândă.
După ce Trump a făcut în 2015 remarci controversate cu privire la imigranții ilegali, el a pierdut contractele de afaceri cu companiile de televiziune NBCUniversal și Univision, cu corporația comercială newyorkeză Macy's, cu companie Serta specializată în fabricarea de saltele, cu corporația producătoare de îmbrăcăminte Phillips-Van Heusen și cu compania de parfumuri Perfumania; Forbes a estimat că pierderea acestor contracte a avut un impact negativ de 125 de milioane de dolari asupra venitului net a lui Trump. Valoarea brandului Trump probabil a scăzut și mai mult în timpul campaniei sale prezidențiale, deoarece unii consumatori au boicotat produsele și serviciile brandului Trump pentru a protesta împotriva candidaturii sale. Frecventările și rezervările la proprietățile brandului Trump au scăzut brusc în 2016, iar difuzarea în octombrie 2016 a filmului Access Hollywood (în care Trump se lăuda că a sărutat și pipăit mai multe femei) a exacerbat acest lucru. Cu toate acestea, valoarea brandului său și-a revenit brusc după ce el a câștigat alegerile prezidențiale.

## Divertisment și media

### Filmografie
Trump a fost de două ori nominalizat pentru premiul Emmy care este acordat anual celor mai bune programe TV și celor mai buni profesioniști din televiziunea americană; el a jucat roluri mici de tip cameo în 12 filme (de exemplu Eddie, Singur acasă 2 - Pierdut în New York sau Dragoste cu preaviz) și 14 seriale de televiziune. Trump a interpretat în 1994 rolul unui magnat al petrolului în filmul-comedie american The Little Rascals („Micuții șmecheri”). Trump este membrul al sindicatului actorilor americani Screen Actors Guild și primește o pensie anuală de peste 110.000 dolari.
El a fost subiectul unor actori comici, unor artiști de desene animate create cu Adobe Flash și a unor artiști de caricaturi on-line. Trump a avut și un program cotidian propriu de radio-conversație (talk radio) numit „Trumped!” în care își exprima punctul de vedere cu privire la evenimentele curente, viață, sport, divertisment, finanțe, economie, afaceri, industria imobiliară și politică.

### The Apprentice

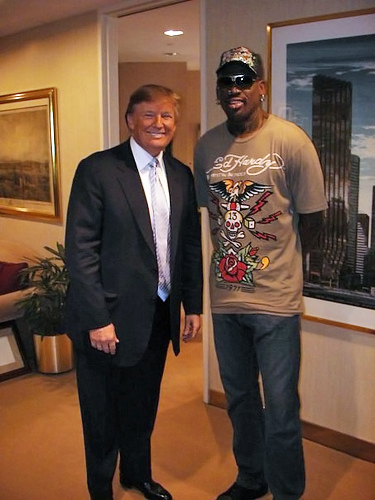
Trump pozează în 2009 cu o celebritate a baschetbalului, Dennis Rodman, care participase la show-ul Celebrity Apprentice

În 2003, Trump a devenit producătorul executiv și prezentatorul serialului de tele-realitate Ucenicul (The Apprentice) la televiziunea NBC, în care un grup de concurenți se luptă pentru un post superior de conducere într-una dintre întreprinderile comerciale a lui Trump. Concurenții sunt rând pe rând „concediați” și eliminați din joc. În 2004, Trump a depus o cerere ca lozinca „Ești concediat” ("You're fired") să fie înregistrată ca marcă comercială.
În primul an al show-ului, Trump a câștigat 50.000 dolari pe episod (cam vreo 700.000 dolari în primul sezon), dar ca urmare a succesului inițial al show-ului, el a fost plătit cu un 1 milion dolari pe episod. Într-un comunicat de presă din iulie 2015, directorul campaniei electorale a lui Trump a spus că compania de televiziune NBCUniversal i-a plătit lui Trump 213.606.575 dolari pentru cele 14 sezoane ale show-ului găzduite de ea; însă rețeaua de televiziune nu a verificat această afirmație. În 2007, Trump a primit o stea pe aleea celebrităților Hollywood Walk of Fame din Los Angeles pentru contribuția sa adusă televiziunii prin emisiunea The Apprentice. În octombrie 2016, această stea a lui Trump a fost vandalizată.
Împreună cu producătorul TV britanic Mark Burnett, Trump a fost angajat ca prezentator la emisiunea de tele-realitate Ucenicul celebru (The Celebrity Apprentice), în care celebritățile concurează pentru a câștiga bani pe care îi vor dona unor organizații de caritate. Deși Trump și Burnett erau coproducători ai show-ului, Trump rămânea în prim plan, alegând învingătorii și învinșii „concediați”. Versiunile internaționale ale francizei The Apprentice au avut ca coproducători pe Burnett și Trump. Celebrele seriale The Apprentice (Ucenicul) și The Celebrity Apprentice (Ucenicul celebru) au fost difuzate în România de Antena 3 în fiecare zi de duminică până joi.
La 16 februarie 2015, televiziunea NBC a anunțat că va relua show-ul The Apprentice pentru al 15-lea sezon. La 27 februarie, Trump a declarat că el nu este „dispus” să semneze pentru un alt sezon al show-ului din cauza unei posibile candidaturi la președinție. Cu toate acestea, la 18 martie, NBC-ul a anunțat că merge mai departe cu show-ul. La 29 iunie 2015, după o reacție negativă de mari proporții cauzată de discursul inaugural al campaniei electorale a lui Trump, NBC-ul a declarat: „Ca urmare a recentelor declarații jignitoare a lui Donald Trump despre imigranți, NBCUniversal își încheie relația de afaceri cu Dl. Trump”.

### Wrestling-ul profesionist
Trump este un fan al companiei americane de divertisment WWE (World Wrestling Entertainment) specializată în organizarea de competiții de wrestling, și un prieten al proprietarului WWE Vince McMahon. El a găzduit două ediții a WrestleMania (competiții de wrestling profesionist organizate de WWE) în hotelul-cazino Trump Plaza din Atlantic City și a fost un participant activ la mai multe spectacole de wrestling. Cazinoul Trump Taj Mahal din Atlantic City a fost gazda campionatului de culturism WBF (World Bodybuilding Federation) din 1991; federația mondială de culturism WBF a fost deținută de WWE (care era cunoscută atunci ca World Wrestling Federation). Trump a venit și la competiția de wrestling WrestleMania VII. El a apărut și la competiția WrestleMania XX unde a fost intervievat lângă ring de fostul luptător de wrestling Jesse Ventura.
Trump a participat ca spectator la competiția WrestleMania 23 într-o luptă numită "Battle of the Billionaires" (Bătălia Miliardarilor). El a stat lângă colțul luptătorului Bobby Lashley, în timp ce Vince McMahon a stat în colțul adversarului lui Lashley, Umaga, cu Stone Cold Steve Austin, care era arbitrul invitat special al meciului. Înțelegerea a fost ca Trump sau McMahon să-și radă capul dacă concurentul lor a pierdut. Lashley a câștigat meciul, iar McMahon a fost nevoit să-și radă capul.
La 15 iunie 2009, ca parte a unei intrigi, McMahon a anunțat la programul de televiziune Monday Night Raw că el a „vândut” lui Trump show-ul de wrestling profesionist. Apărând pe ecran, Trump a declarat că va fi în persoană la următorul episod necomercial (fără publicitate) și va înapoi banii în întregime persoanelor care au cumpărat bilete la arenă pentru acest show nocturn. McMahon a „răscumpărat” show-ul săptămâna următoare la un preț dublu.
Trump a fost inclus în aripa celebrităților a panteonului WWE (WWE Hall of Fame) în 2013 la arena polivalentă Madison Square Garden pentru contribuțiile sale la promovarea wrestlingului. El a venit noaptea următoare la a șasea ediție a competiției WrestleMania.

## Carieră politică

### Implicarea în politică în 1988-2015
Trump a luat în considerare posibilitatea de a candida pentru președinție în 1988, 2004 și 2012, precum și ca guvernator al New York-ului în 2006 și 2014, dar nu a intrat în aceste curse electorale. Trump și-a exprimat prima dată interesul pentru depunerea candidaturii sale în 1987, când a cheltuit 100.000 de dolari pentru a plasa un articol pe o întreaga pagină în mai multe ziare criticând politica de apărare a SUA. El a fost considerat ca fiind un potențial candidat la vicepreședinție pentru George H. W. Bush pe listă de candidați din 1988 al Partidului Republican, dar a pierdut în favoarea viitorului vicepreședinte Dan Quayle. Există o controversă asupra faptului dacă tabăra lui Trump sau a lui Bush a făcut recomandarea inițială.
În 1999, Trump a prezentat o solicitare pentru organizarea unei companii de sondare a opiniei publice pentru explorarea unei nominalizări la președinție în 2000 din partea Partidului Reformei. Un sondaj din iulie 1999 care l-a pus în contrast cu probabilii candidați, republicanul George W. Bush și democratul Al Gore a arătat că Trump are un sprijin de numai 7%. Trump în cele din urmă a renunțat la cursa pentru președinție din cauza luptelor interne din partid, dar totuși a câștigat după aceia alegerile primare ale partidului în California și Michigan.
În februarie 2009, Trump a apărut la emisiunea TV The Late Show cu David Letterman, unde a vorbit despre criza din industria de automobile din 2008-2010. El a spus că „în loc să ceară bani”, General Motors „trebuie să-și dea faliment și să rezolve această chestie printr-un acord”.
Deoarece Trump a speculat în mod public despre dorința sa de a fi nominalizat la președinție în 2012 din partea Partidului Republican, ziarul financiar Wall Street Journal și emisiunea TV NBC News au făcut un sondaj în martie 2011 care a arătat că Trump se plasează în fruntea potențialilor candidați, cu un punct înaintea fostului guvernator al statului Massachusetts, Mitt Romney. Un sondaj realizat în februarie 2011 de ziarul Newsweek a arătat că Trump era la o distanță de câteva puncte de Barack Obama, cu mai mulți alegători indeciși în alegerile generale din noiembrie 2012 pentru funcția de președinte al Statelor Unite. Un alt sondaj publicat în aprilie 2011 de compania Public Policy Polling a arătat că Trump ar avea un avans de nouă puncte într-o posibilă bătălie pentru nominalizarea republicană la președinție în timp ce el încă lua în considerație o candidatură a sa. Mișcările sale au fost interpretate de unele trusturi mass-media ca posibile instrumente publicitare pentru show-ul său de tele-realitate The Apprentice.
Trump a jucat un rol principal în vechile teorii conspirative a „marginalizării cetățeniei” sau „marginalizării celor născuți în străinătate” ("birther" conspiracy theories) potrivit cărora o persoană născută în afara SUA nu are dreptul de a candida la președinția Statelor Unite. Constituția SUA prevede că au dreptul să candideze numai cei născuți în Statele Unite (natural born citizens), dar această formulare poate fi divers interpretată, unii susțin că copiii cetățenilor americani, născuți în afara țării trebuie să fie considerați cetățeni americani de la naștere. Conspiraționiștii afirmă că Obama s-a născut în străinătate și nu a avut dreptul să fie președinte. Începând cu martie 2011, Trump a pus sub semnul întrebării în mod public cetățenia și eligibilitatea ca președinte a lui Barack Obama. Cu toate că Obama a publicat în 2008 o versiune computerizată a certificatul său de naștere, Trump a spus că certificatul a fost pierdut și a cerut să-l vadă. Trump a spus că a trimis anchetatori în Hawaii pentru a cerceta problema, dar nu a tras nici o concluzie despre rezultatul acestei anchete. El a repetat și o afirmație ridicolă că bunica lui Obama a spus că ea a asistat la nașterea lui în Kenya. Când Casa Albă a publicat mai târziu certificatul de naștere integral (long-form birth certificate) a lui Obama, Trump și-a atribuit meritul pentru obținerea documentului, spunând: „Sper să-l verific”. Biografia sa oficială menționează presupusul rol al său în forțarea mâinii lui Obama să-și facă public certificatul de naștere, dar Trump își justifica hărțuirea atunci când era provocat. În 2013 el a spus: „Nu cred că am întrecut măsura. De fapt, cred că el m-a făcut foarte popular”. Când Trump a fost întrebat în 2015 dacă Obama s-a născut în Statele Unite, el a spus că nu vrea să mai discute despre aceasta. Mai înainte, Trump a cerut lui Obama să facă public documentele sale de student, punând la îndoială dacă notele sale au justificat admiterea la universitățile Columbia și Harvard (ambele fac parte din Ivy League). În septembrie 2016, Trump a recunoscut public că Obama s-a născut în SUA și a declarat că zvonurile au fost lansate de către Hillary Clinton în timpul campaniei ei prezidențiale din 2008.

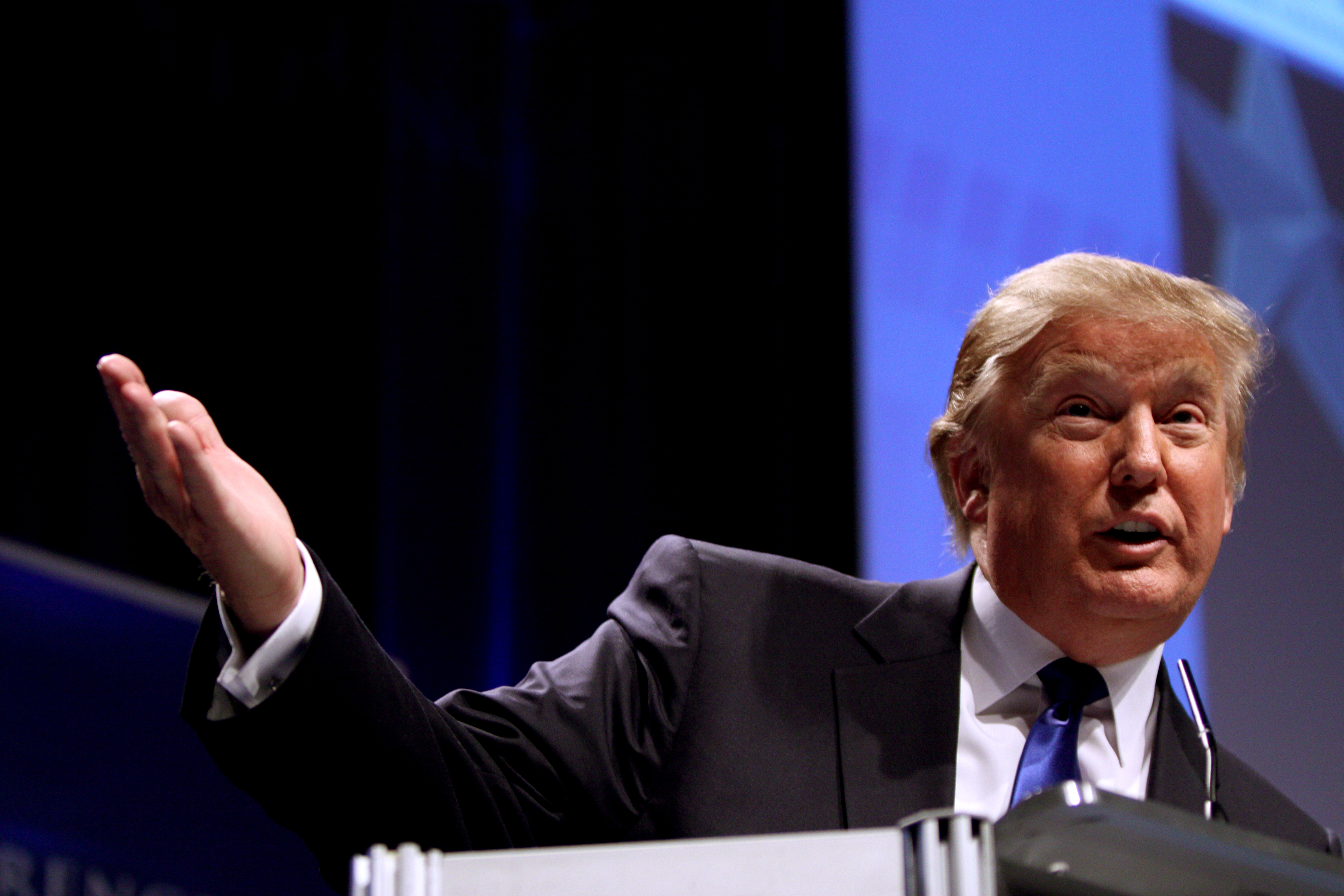
Trump ținând un discurs la Conferința Acțiunii Politice a Conservatorilor în 2011

În februarie 2011, Trump și-a făcut prima sa apariție la Conferința Acțiunii Politice a Conservatorilor (CPAC - Conservative Political Action Conference) unde a ținut un discurs. El a fost invitat la CPAC de grupul GOProud, o organizație conservatoare LGBT, în colaborare cu susținătorul acestui grup, Roger Stone, care a fost un apropiat al lui Trump. GOProud a făcut presiune pentru înscrierea lui Donald Trump pe lista de candidați la președinție în sondajul neoficial premergător alegerilor făcut de CPAC. Christopher R. Barron, cofondatorul grupului GOProud care mai târziu nu numai că a susținut campania prezidențială a lui Trump din 2016, dar și a lansat o campanie a LGBT în susținerea lui Trump, a declarat că lui „i-ar plăcea să-l vadă pe domnul Trump candidând la președinție”. Discursul lui Trump din 2011 la CPAC i-a adus o reputație bună pentru demararea carierei sale politice în cadrul Partidului Republican.
La alegerile primare din 2012 ale Partidului Republican, Trump a obținut cu aproximație 17% sau mai puțin în rândul numeroșilor posibili candidați la cursa prezidențială. Pe 16 mai 2011, Trump a anunțat că nu va candida la președinție în alegerile din 2012, spunând totodată că ar fi câștigat dacă ar fi participat.
În 2013, Trump a fost cel mai de seamă orator la Conferința Acțiunii Politice a Conservatorilor (CPAC). În timpul discursului matinal puțin frecventat, Trump a spus că președintele Obama se află sub o „protecție mass-media fără precedent”, s-a declarat împotriva imigrației ilegale și împotriva prejudicierii programelor federale Medicare, Medicaid și Social Security.
În 2013 Trump a cheltuit mai mult de 1 milion de dolari pentru sondarea unei posibile candidaturi a sale la președinția Statelor Unite. În octombrie 2013, republicanii din New York au răspândit un memorandum în care se propunea ca Trump trebuie să candideze pentru funcția de guvernator al statului New York în 2014, împotriva lui Andrew Cuomo; Trump a declarat în răspuns că atât timp cât New York-ul va avea probleme și impozitele vor fi prea mari, candidatura la funcția de guvernator nu prezintă mare interes pentru el. Un sondaj realizat în februarie 2014 de institutul de sondare a opiniei publice al universității Quinnipiac (Quinnipiac University Polling Institute) a arătat că Trump ar pierde față de popularul Andrew Cuomo cu 37 de puncte într-un scrutin ipotetic. Trump a afirmat că el neagă schimbările climatice în dezacord cu opinia comunității științifice. În februarie 2015, Trump a spus că a anunțat televiziunea NBC că el nu este înclinat să semneze la acel moment un alt sezon al serialului The Apprentice, deoarece el se gândește la viitorul său politic.

### Afilieri politice

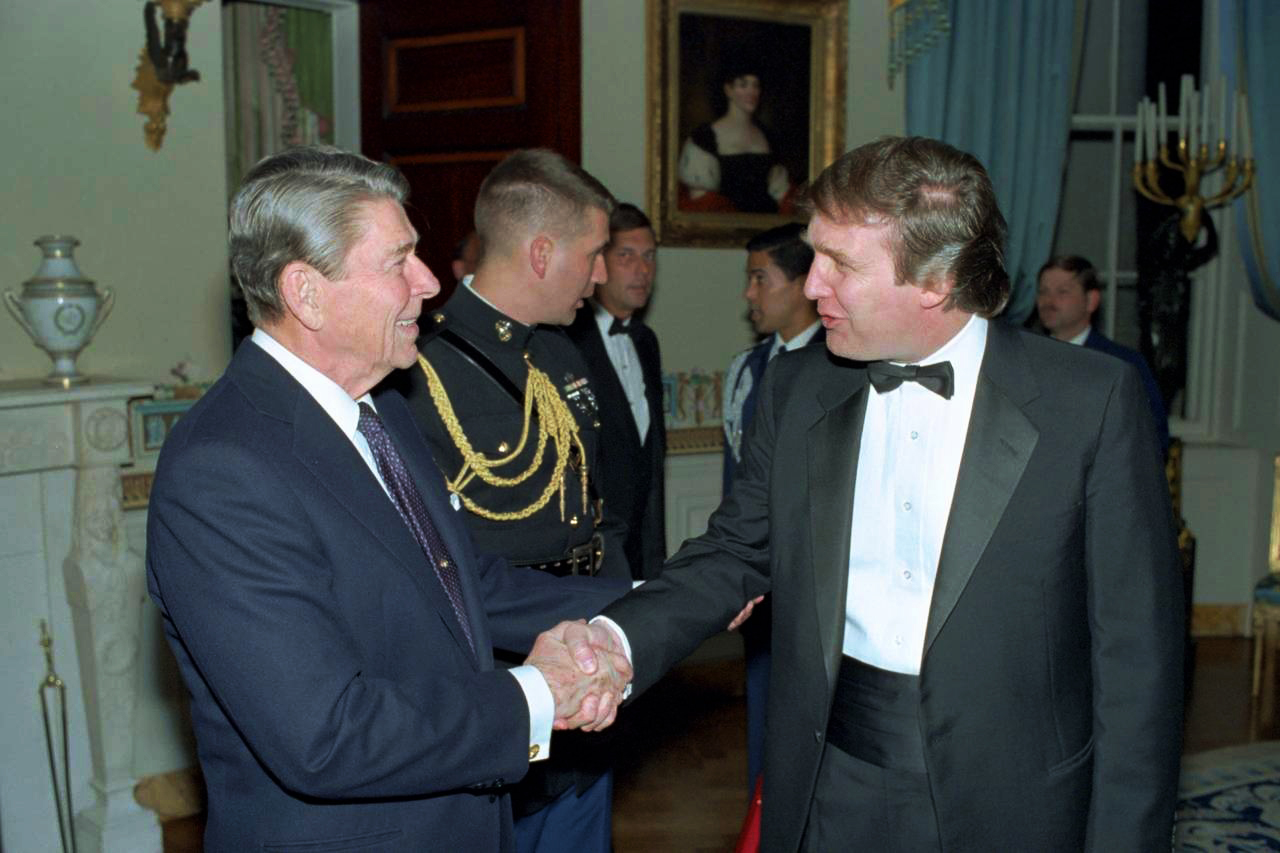
Trump și președintele Ronald Reagan la o recepție la Casa Albă în 1987

Apartenența (afilierea) politică a lui Trump s-a schimbat de-a lungul anilor. Cu toate că apartenența sa politică înainte de 1987 era neclară, Trump a fost un susținător mai vechi al candidatului republican Ronald Reagan la președinția Statelor Unite la sfârșitul anilor 1970. Până în 1987, el s-a solidarizat cu republicanii. În timpul alegerilor prezidențiale din 1992, au circulat speculații că Trump va fi coechipierul (adică candidatul la postul de vicepreședinte al) președintelui George H. W. Bush în locul vicepreședintelui Dan Quayle. Bush a considerat că aceste speculații sunt „ciudate și de necrezut” și în cele din urmă Quayle a fost menținut pe lista candidaților la vicepreședinție.
În 1999, Trump a trecut la Partidul Reformei pentru o perioadă de trei ani și a organizat o companie de sondare a opiniei publice pentru o nominalizare a sa la președinție. După acest sondaj, Trump a părăsit partidul Reformei în 2001 din cauza luptelor interne în cadrul partidului în care s-au implicat David Duke, Pat Buchanan și Lenora Fulani.
Din 2001 până în 2008 Trump a fost afiliat Partidului Democrat, dar în 2008 el l-a susținut pe republicanul John McCain la președinție. În 2009, el s-a înscris în mod oficial în Partidul Republican. În decembrie 2011, Trump a devenit timp de cinci luni independent înainte de a reveni la Partidul Republican, în care a promis să rămână.

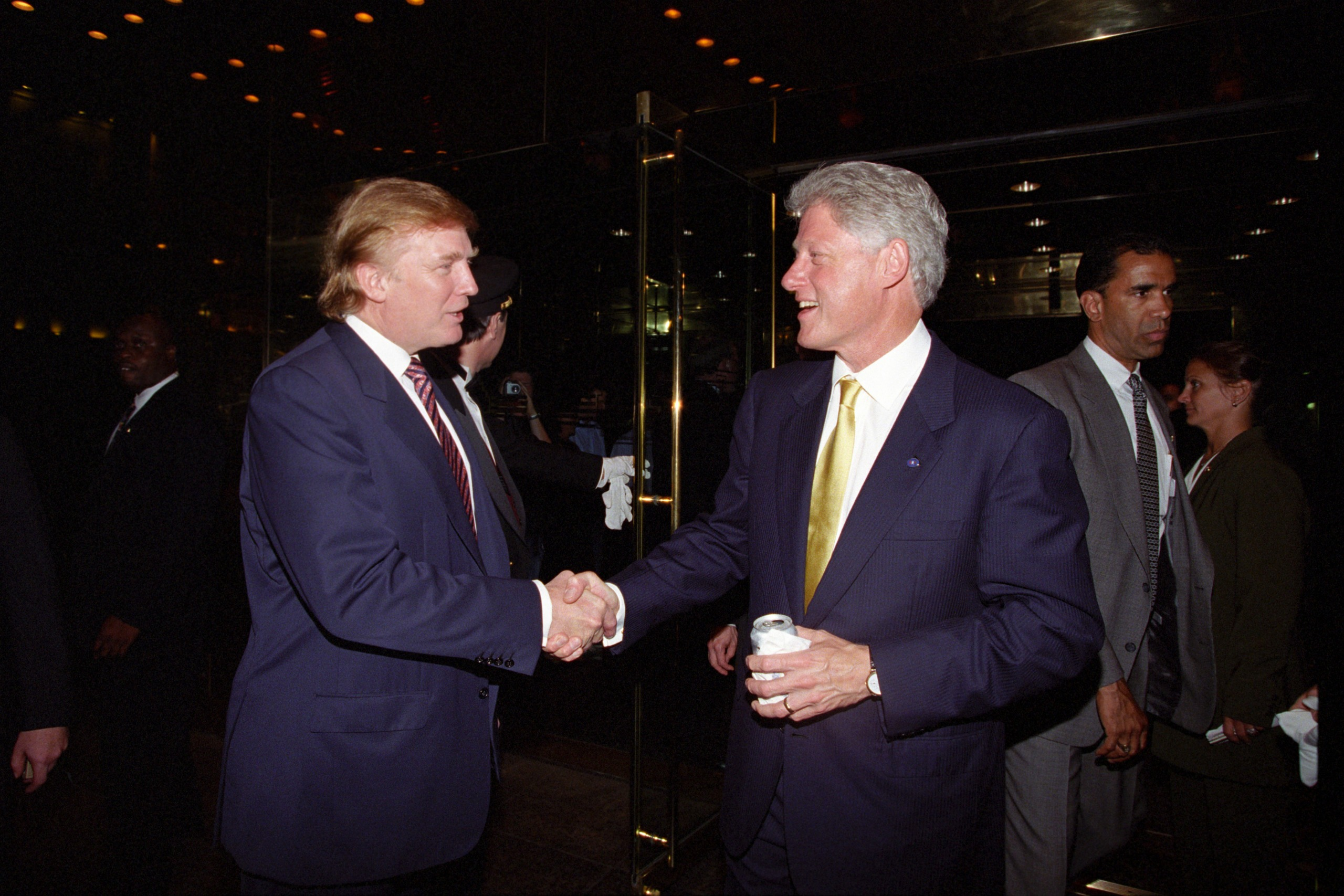
Trump și președintele Bill Clinton, la Trump Tower în 2000

Trump a făcut donații pentru campaniile candidaților atât ai Partidului Republican cât și ai Partidului Democrat, principalii zece beneficiari ai donațiilor sale politice fiind 6 democrați și 4 republicani. După 2011, donațiile sale pentru campaniile electorale au fost mai mari pentru republicani (463.450 dolari) decât pentru democrați (3.500 dolari). În februarie 2012, Trump l-a susținut pe republicanul Mitt Romney pentru președinție. Când a fost întrebat în 2015 pe care președinte recent îl preferă, Trump l-a ales pe democratul Bill Clinton față de republicanul Bush.
Conform unui raport al oficialilor statului New York, Trump a eludat în anii 1980 limitele donațiilor personale și corporative pentru campaniile electorale, cu toate că nici o lege nu a fost încălcată, prin donarea banilor candidaților de la 18 filiale ale companiilor sale, în locul donațiilor preponderent personale. Trump a declarat anchetatorilor că a procedat așa la sfatul avocaților săi. El a adăugat că donațiile sale nu au fost menite să câștige favoarea candidaților amici de afaceri, ci pur și simplu pentru a satisface dorințele lor de a fi ajutați.

### Campania prezidențială, 2016

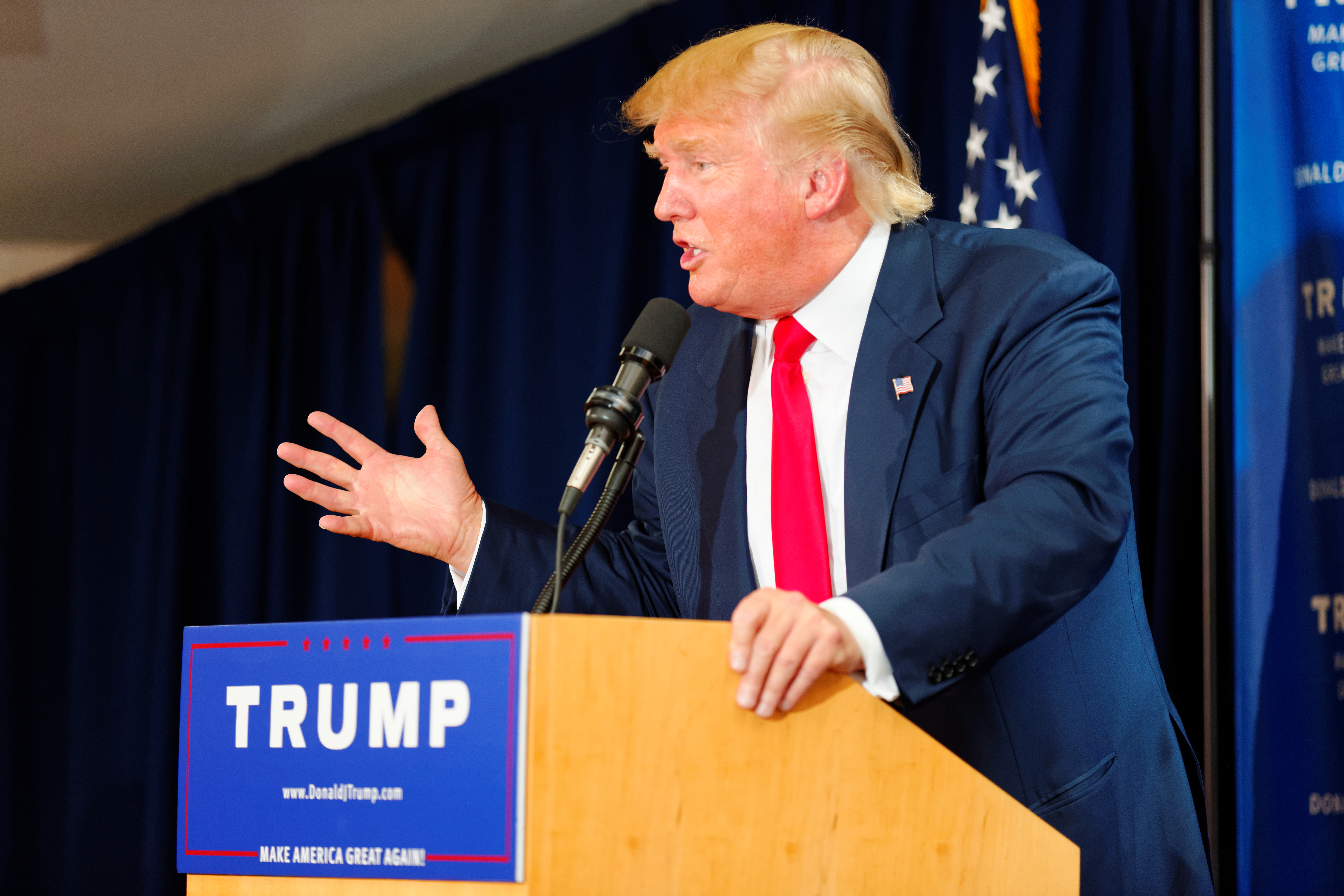
Donald Trump la 16 iulie 2015 la o campanie din Laconia, New Hampshire

Pe 16 iunie 2015, Trump și-a anunțat candidatura la funcția de președinte al Statelor Unite ale Americii la Trump Tower din New York. În discursul său, Trump a atras atenția asupra problemelor de politică internă, cum ar fi imigrația ilegală, externalizarea (offshoring) locurilor de muncă americane în străinătate, datoria națională a Statelor Unite și terorismul islamic, toate acestea rămânând teme importante în timpul campaniei sale electorale. El a lansat sloganul campaniei sale, "Make America Great Again" (Să facem America din nou măreață).
În campania sa, Trump a spus că disprețuiește corectitudinea politică (această politică recomandă evitarea formelor de exprimare care marginalizează sau insultă pe cei dezavantajați social, cu handicap sau pe cei care au fost discriminați din cauza sexului, rasei, etniei etc.); el a declarat că mass-media a interpretat greșit și în mod intenționat cuvintele sale, formulând și alte pretenții de părtinire a mass-mediei adverse. În parte datorită faimei sale, candidatura lui Trump la președinție a primit o acoperire mediatică gratuită fără precedent care a ridicat cu mult reputația sa în alegerile primare ale Partidului Republican.
Liderii republicani, ca de exemplu președintele Camerei Reprezentanților Paul Ryan, inițial au ezitat să-l sprijine. Ei au pus la îndoială șansele sale de a câștiga alegerile generale și se temeau că el ar putea dăuna imaginii Partidului Republican.
Mișcarea ultranaționalistă Dreapta Alternativă Americană (alt-right) s-a coalizat în jurul candidaturii lui Trump, în parte datorită opoziției sale față de multiculturalism și față de imigrație. Trump a fost acuzat de încurajarea naționaliștilor albi. În august 2016 el a numit ca director al campaniei sale electorale pe Steve Bannon, președintele executiv al site-ului conservator de știri Breitbart News, descris de Bannon ca „platforma pentru Dreapta Alternativă”.
Câteva întruniri electorale în timpul alegerilor primare au fost însoțite de proteste sau violențe, inclusiv atacuri asupra protestatarilor în timpul mitingurilor electorale și ciocniri între protestatari și susținătorii lui Trump în afara întâlnirilor electorale.
Organizațiile de verificare a informațiilor (fact checking) au scos la iveală că Trump a făcut un număr record de declarații false în comparație cu alți candidați. Cel puțin patru publicații majore - Politico, The Washington Post, The New York Times și Los Angeles Times - au menționat minciunile sau falsitățile declarațiilor sale din campania electorală. Înclinația lui Trump de a exagera ar putea avea rădăcini în lumea afacerilor imobiliare din New York, unde el și-a făcut averea, și unde o hiperbolă (exagerare) este un mod de viață; Trump o numește „hiperbolă veridică”. Lucas Graves, un conferențiar universitar la Școala de Jurnalism și Comunicare a Universității din Wisconsin-Madison, spune că Trump vorbește adesea într-un mod sugestiv și nu este clar ce vrea să spună cu adevărat, deci acești verificatori ai informațiilor „trebuie să fie foarte atenți atunci când aleg afirmațiile pentru verificare în loc să aleagă lucrurile... care reflectă ceea ce vorbitorul încearcă să comunice în mod clar”. Alte surse, cum ar fi postul Național Public de Radio (National Public Radio - NPR), au observat de asemenea că declarațiile lui Trump în timpul campaniei electorale au fost adesea neclare sau sugestive.

#### Alegerile primare

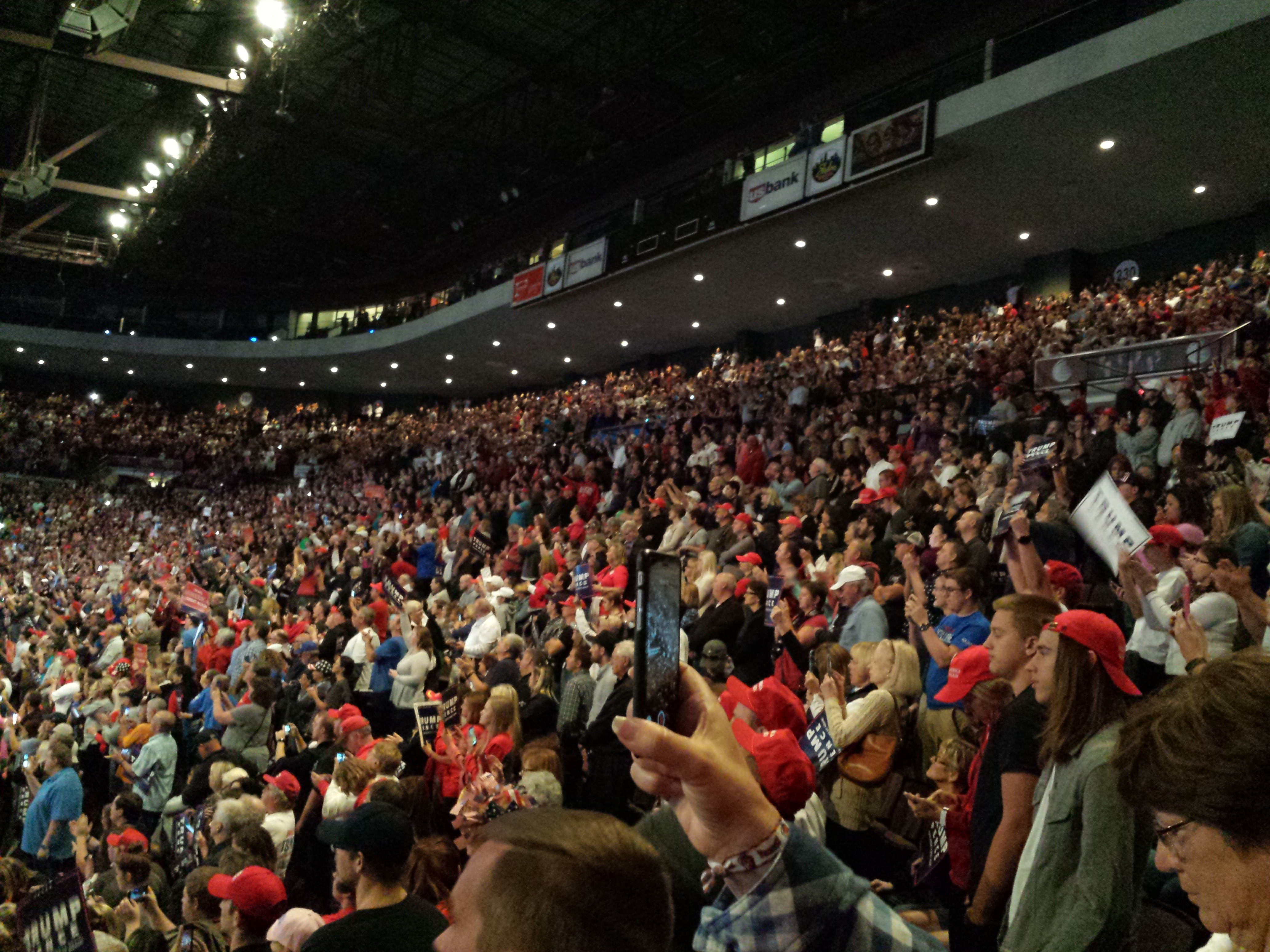
O mulțime de susținători la un miting electoral a lui Trump din 13 octombrie 2016 care a avut loc în sala de sport U.S. Bank Arena din orașul Cincinnati (statul Ohio)

Trump a intrat într-o vastă campanie electorală pentru nominalizarea la președinție împotriva altor 16 candidați republicani, aceasta fiind cea mai mare campanie prezidențială din istoria americană. Trump a participat la unsprezece din cele douăsprezece dezbateri electorale pentru nominalizarea la președinție ale Partidului Republican, sărind doar peste a șaptea dezbatere din 28 ianuarie 2016 (care a fost ultima dezbatere înainte de votul de selectare a candidaților la președinție din alegerile primare care au început la 1 februarie 2016). Dezbaterile au avut o audiență TV fără precedent, crescând reputația campaniei lui Trump.
La începutul anului 2016, cursa prezidențială a republicanilor s-a concentrat mai ales în jurul lui Donald Trump și senatorului Ted Cruz. În super-marțea electorală, Trump a câștigat majoritatea voturilor și a rămas principalul pretendent la președinție pe tot parcursul alegerilor primare. Un sondaj a opiniei publice efectuat în martie 2016 de Universitatea Quinnipiac a arătat că pentru nominalizarea la președinție a lui Donald Trump ar vota 43% din republicani, pentru Ted Cruz 29% și pentru John Kasich 16%. După o victorie covârșitoare a lui Trump în Indiana pe 3 mai 2016 care a determinat candidații rămași Ted Cruz și John Kasich să suspende campaniile lor prezidențiale, președintele Comitetului Național Republican, Reince Priebus, l-a declarat pe Trump candidatul desemnat la președinție al Partidului Republican. Cu aproape 14 milioane de voturi, Trump a depășit recordul absolut pentru obținerea celui mai mare număr de voturi în alegerile primare din istoria Partidului Republican. El a stabilit și recordul pentru cel mai mare număr de voturi obținut contra principalilor pretendenți.

#### Campania electorală generală

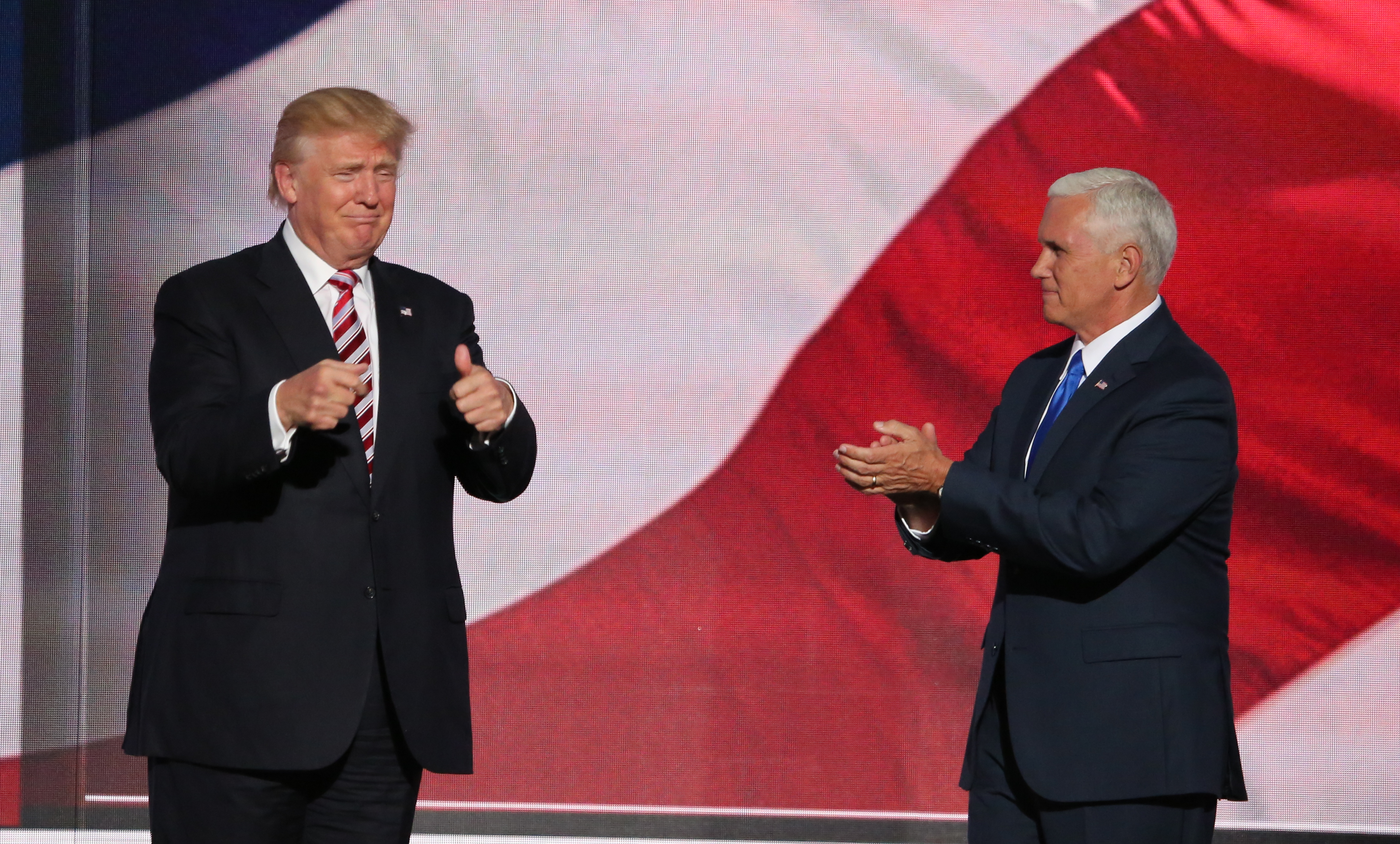
Trump și coechipierul său, guvernatorul statului Indiana Mike Pence, în iulie 2016

Logoul de campanie a lui Trump și Pence în 2016

După ce a devenit candidatul desemnat al Partidului Republican, atenția lui Trump s-a îndreptat către alegerile generale, îndemnând alegătorii care nu votase în alegerile primare să-și „salveze votul lor pentru alegerile generale”. Trump și-a concentrat atenția asupra lui Hillary Clinton, care a devenit candidatul desemnat al Partidului Democrat la 6 iunie 2016 și și-a extins campania electorală în întreaga țară. Cu o lună înainte de Convenția Națională Republicană (Republican National Convention), agenții Serviciului de Pază și Protecție (Secret Service) au dejucat o tentativă de asasinat asupra lui Trump în timpul unuia dintre mitingurile sale din Las Vegas de un britanic în vârstă de 20 de ani care locuia ilegal în SUA.
Hillary Clinton avea un avans semnificativ în sondajele naționale față de Trump în cea mai mare parte a anului 2016. La începutul lunii iulie, avansul lui Hillary Clinton s-a redus în sondajele naționale după anunțarea de către FBI a rezultatelor anchetei în curs de desfășurare, a controversatelor ei e-mailuri. Directorul FBI, James Comey, a concluzionat că Hillary Clinton a fost „extrem de neglijentă” în gestionarea documentelor guvernamentale clasificate.
Un studiu susținea că de fapt grandoare lui Trump a atras alegătorii. A fost efectuat un test orb de către niște evaluatori care au analizat înregistrările textelor și discursurilor concurenților republicani, fără a li spune numele lor, în care Trump a obținut cel mai mare număr de puncte în evaluările grandorii, utilizării pronumelor de persoana I, amplorii dinamicei tonului și comunicării informale.
După ce Trump a câștigat nominalizarea la președinție a Partidului Republican, specialiștii în istorie Fredrik Logevall și Kenneth Osgood au menționat că „Nu trece o zi fără ca unii jurnaliști să-l compare pe Donald J. Trump cu Huey Long, cu preotul Charles Coughlin sau cu George Wallace”. La 15 iulie 2016, Trump a anunțat că guvernatorul statului Indiana, Mike Pence, va fi candidatul la postul de vicepreședinte al S.U.A. Trump și Pence au fost nominalizați oficial de către Partidul Republican la 19 iulie 2016, la Convenția Națională Republicană. Lista oratorilor și participanților la convenție au inclus pe fostul candidat la președinție Bob Dole însă alți candidați nominalizați anterior nu au participat la convenție, deși John McCain l-a susținut pe Trump înainte de convenție.
Două zile mai târziu, Trump a acceptat oficial nominalizarea într-un discurs de 76 de minute inspirat din discursul lui Richard Nixon din 1968 în care Nixon a acceptat candidatura la președinție. Discursul lung, fără precedent, a lui Trump a fost urmărit de aproape 35 de milioane de oameni și a fost evaluat diferit, cu reacții predominant negative ale telespectatorilor potrivit sondajelor televiziunii CNN și a Institutului de sondare a opiniei publice Gallup.

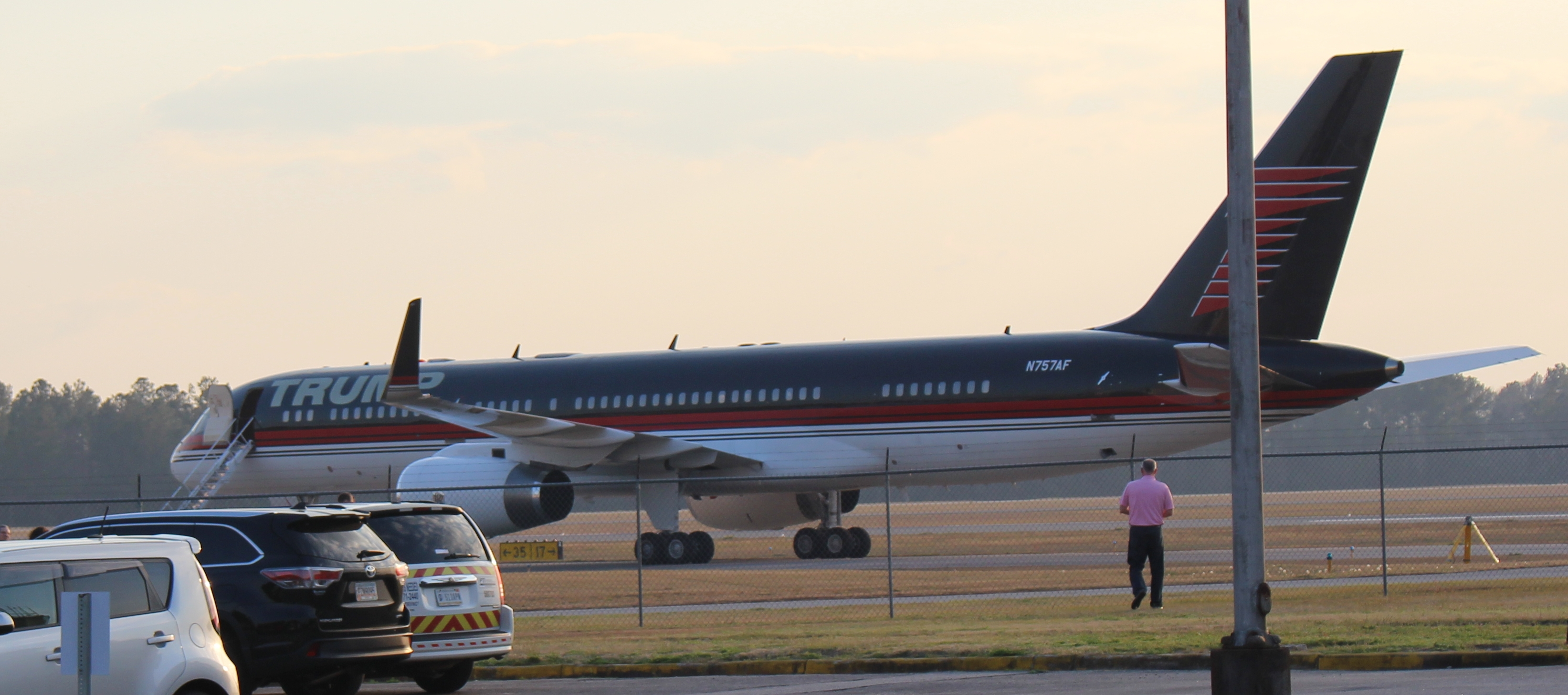
Boeing-ul 757 deținut de Trump, supranumit "Trump Force One", în timpul campaniei sale prezidențiale din 2016

La sfârșitul lunii iulie, Trump s-a apropiat de Clinton în sondajele naționale ca urmare a creșterii cu 3-4 puncte procentuale a suportului lui după Convenția Națională a Partidului Republican (convention bounce), în conformitate cu creșterea medie a popularității candidaților după convențiile din 2004, cu toate că această creștere era mică după standardele istorice. Ca urmare a creșterii cu 7% a suportului popular a lui Hillary Clinton după Convenția Națională a Partidului Democrat, ea și-a crescut avansul în mod semnificativ în sondajele naționale la începutul lunii august.
Trump a refuzat să facă public orice declarație fiscală completă a veniturilor sale, ceea ce a dus la speculații că el ar ascunde ceva. Trump a spus că declarațiile sale de venituri sunt auditate și că avocații săi l-au sfătuit să nu le divulge. Persoanele cu venituri mari sunt auditate (controlate) mai frecvent decât contribuabilii cu venituri medii, dar este neobișnuit ca o persoană să fie supusă unui control fiscal timp de mai mulți ani consecutiv. Trump a declarat pentru mass-media că impozitul lui „nu e treaba dumneavoastră”, dar a adăugat „Eu mă lupt cu greu să plătesc pe cât se poate mai puțin impozit”. Toți candidații la președinție începând cu Gerald Ford în 1976, au făcut public impozitele lor înainte de alegeri. Cu toate că nici o lege nu interzice destăinuirea declarațiilor de venituri pe parcursul unui audit, avocații fiscaliști au opinii diferite dacă publicarea declarațiilor de venituri este o strategie legală înțeleaptă.

#### Dezbaterile prezidențiale
| Imagine indisponibilă                                                                     |  | Imagine indisponibilă |
| Cei doi candidați la președinția Statelor Unite din 2016: Hillary Clinton și Donald Trump |  |                       |

La 26 septembrie 2016, Donald Trump și Hillary Clinton s-au confruntat în prima dezbatere prezidențială de la Universitatea Hofstra din Hempstead, New York. Moderatorul a fost Lester Holt, un jurnalist de la televiziunea NBC News. Aceasta a fost cea mai vizionată dezbatere prezidențială din istoria Statelor Unite.
Cea de a doua dezbatere prezidențială a avut loc la 9 octombrie la Universitatea Washington din orașul Saint Louis din statul Missouri. Discursurile inițiale ale acestei dezbateri au fost dominate de o înregistrare transpirată a lui Trump în care el făcea comentarii indecente despre femei (vezi mai jos) și contraacuzațiile formulate de Trump față de scandalurile sexuale a lui Bill Clinton. Înaintea acestei dezbateri Trump a organizat o conferință de presă la care au fost invitate patru femei care îl acuzau pe fostul președinte Bill Clinton de hărțuire sexuală.
Dezbaterea prezidențială finală a avut loc la 19 octombrie 2016 la Universitatea din Nevada din orașul Las Vegas. Refuzul lui Trump de a spune dacă el va accepta rezultatul alegerilor prezidențiale a atras o atenție deosebită din partea presei.

#### Acuzațiile de comportament sexual indecent
Cu două zile înainte de a doua dezbatere prezidențială, a transpirat o înregistrare din 2005, realizată într-un autobuz de studio înaintea filmării unui episod al emisiunii TV Access Hollywood. Pe înregistrare, Trump se lăuda coprezentatorului de atunci al emisiunii, Billy Bush, că a sărutat și a pipăit femei fără consimțământul lor. „Știi, eu sunt automat atras de femei frumoase - Eu pur și simplu încep să le sărut. E ca și un magnet. Pur și simplu le sărut. Nici măcar nu mai aștept” spune el, „Și când ești o vedetă, ele te lasă să faci asta, poți să faci orice vrei... să le apuci de păsărică„. În această înregistrare Trump vorbește și despre încercările sale eșuate de a face sex cu o femeie măritată”. Aceste discuții au fost înregistrate la câteva luni după căsătoria lui Trump cu a treia sa soție, Melania, care era gravidă pe atunci.
Limbajul lui Trump a fost descris de către mass-media ca fiind „vulgar”, „sexist”, și înfățișat ca o agresiune sexuală. Incidentul l-a determinat pentru prima dată să-și ceară public scuze în timpul campaniei sale și a stârnit indignare în întreg spectrul politic, iar mai mulți republicani și-au retras sprijinul pentru candidatura sa, unii îndemnându-l să renunțe la cursa prezidențială. Mai târziu, cel puțin 15 femei l-au acuzat de comportament sexual indecent, spunând că au fost sărutate și pipăite fără consimțământul lor, aceste acuzații fiind oglindite pe larg în mass-media.
Trump și organizatorii campaniei sale au respins toate aceste acuzații. El le-a numit „calomnii false” și a invocat o conspirație împotriva lui. În cele două declarații publice ale sale, ca răspuns la aceste acuzații, Trump a afirmat că Bill Clinton, fostul președinte al Statelor Unite și soțul rivalului său democratic Hillary Clinton, a „abuzat femeile” și că Hillary a intimidat victimele soțului ei. Declarațiile lui Trump au fost criticate sever de mass-media și de o mulțime de oameni ca fiind nesincere, ca o încercare de a distrage atenția generală de la comentariile indecente a lui Trump despre femei și ca acuzații nefondate la adresa oponenților săi politici.

#### Implicarea rusă

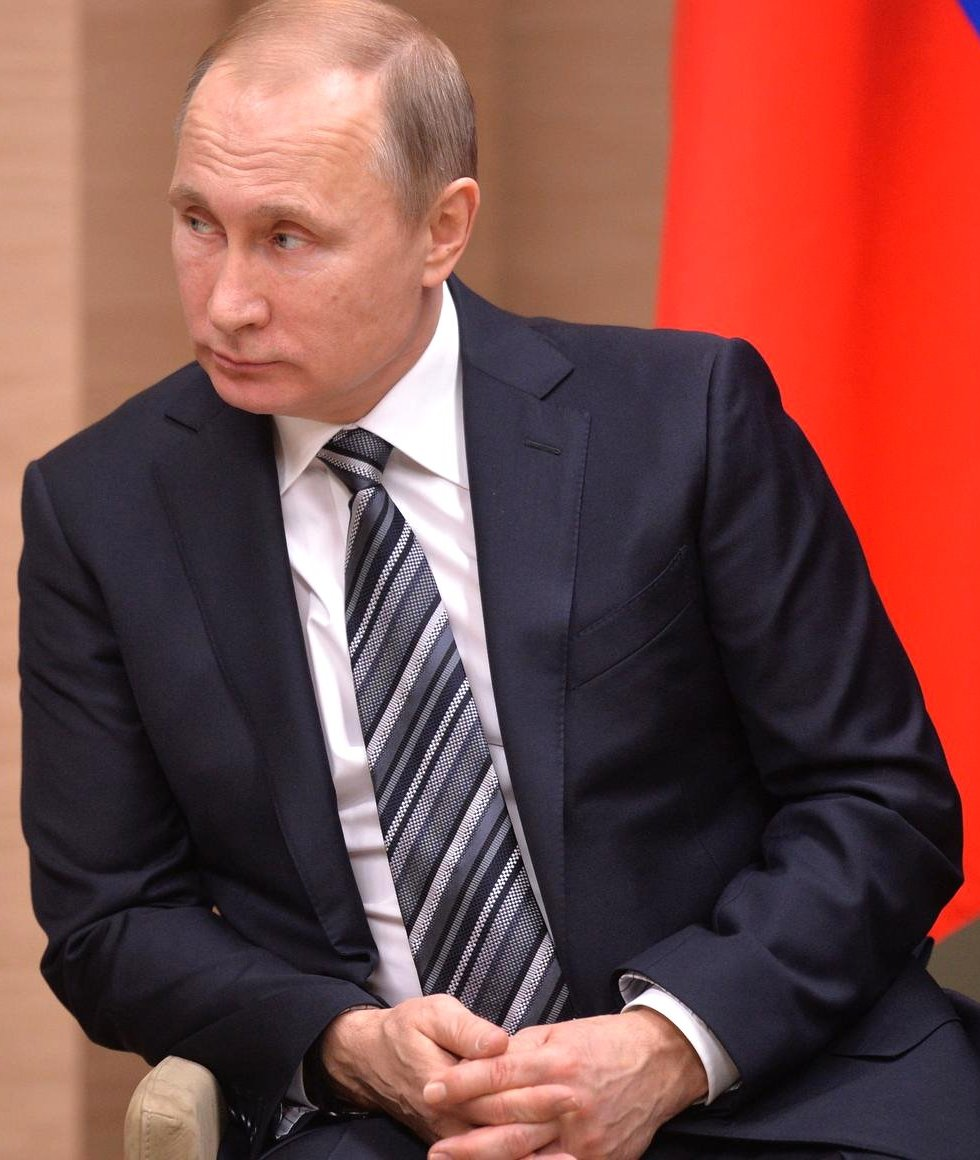
Oficiali ai serviciilor secrete americane au spus că Vladimir Putin a controlat personal presupusa campania rusă de amestec în alegerile prezidențiale din SUA.

Departamentul pentru Securitate Internă (DHS) și Departamentul Directorului Comunității Naționale de Informații (DNI), condus de James R. Clapper, a emis o declarație comună la 7 octombrie 2016 despre influența rusească asupra alegerilor prezidențiale din 2016 din SUA. La 9 decembrie 2016, înalți oficiali ai administrației Obama au declarat că Rusia a furnizat site-ului WikiLeaks mii de emailuri piratate de la Comitetul Național Democrat (DNC) și de la președintele campaniei lui Hillary Clinton, John Podesta, cu scopul de a influența rezultatul alegerilor. Mai târziu FBI-ul a confirmat această declarație.
Echipa de tranziție a lui Trump a respins acuzațiile și a declarat că: „Aceștia sunt aceiași oameni care au spus că Saddam Hussein avea arme de distrugere în masă”. WikiLeaks, care a publicat 20.000 de emailuri piratate de la DNC, a negat orice implicare a autorităților ruse. La 15 decembrie 2016, purtătorul de cuvânt al Casei Albe, Josh Earnest, a spus că Trump știa că Rusia s-a implicat în alegeri pentru a-l ajuta, deoarece campania prezidențială era în curs de desfășurare. La 3 ianuarie 2017, televiziunea Fox News a relatat că Trump intenționează să restructureze comunitatea de informații (DNI) a Statelor Unite.
La 6 ianuarie 2017, după o scurtă informare a lui Obama, dar și a lui Trump și a membrilor Senatului și Camerei Reprezentanților, agențiile de informații din SUA au publicat o versiune declasificată a raportului privind amestecul rusesc în alegerile prezidențiale din Statele Unite. Raportul susține că Rusia a efectuat o operațiune cibernetică masivă la ordinul președintelui rus Putin cu scopul de a sabota alegerile din SUA din 2016. Agențiile de informații au concluzionat că Putin și guvernul rus au încercat să-l ajute pe Trump să câștige alegerile discreditând-o pe Hillary Clinton și înfățișând-o în mod negativ față de Trump, și că Rusia a organizat o campanie cibernetică complexă constând din piratarea emailurilor Partidului Democrat, utilizarea pe scară largă a mass-mediei și trolling-ului (trolajului) pentru dezinformare, precum și o propagandă deschisă pe canalele de știri controlate de Rusia.
La 10 ianuarie 2017 Directorul FBI, James Comey, a spus Comitetului de Informații al Senatului că FBI nu a descoperit nici o dovadă că, campania lui Trump a fost influențată sau că documentele actualului Comitet Național Republican (RNC) au fost piratate.
La 10 ianuarie 2017 postul de televiziune CNN a relatat că serviciile rusești dețin „informații compromițătoare personale și financiare” despre Trump. Site-ul de informații BuzzFeed a publicat un dosar de 35 de pagini, care ar fi fost baza raportului privind amestecul rusesc, în care se arăta că agențiile de spionaj rusești au adunat în ultimii cinci ani informații compromițătoare și înregistrări de natură sexuală pentru a-l șantaja pe Donald Trump.
La 11 ianuarie 2017 în cadrul unei conferințe de presă, Trump a admis pentru prima dată că Rusia a fost în spatele piratării emailurilor Partidului Democrat, dar putea să fi fost și o altă țară.

### Alegerile prezidențiale din Statele Unite din 2016

Trump a fost primul candidat republican la președinție care a câștigat în statele Pennsylvania, Michigan și Wisconsin, începând cu anii 1980

Trump a câștigat președinția Statelor Unite ale Americii în urma alegerilor prezidențiale din 8 noiembrie 2016, cu 306 voturi electorale (voturi ale reprezentanților Colegiului Electoral) față de Hillary Clinton care a obținut numai 232 voturi. Aceste cifre au fost ajustate ulterior la 304 și 227 respectiv, după ce 7 electori din Colegiul Electoral au ales să voteze altfel. Trump a obținut un procent mai mic din votul popular față de Clinton și el a devenit al cincilea președinte al SUA care a fost ales prin victoria în cadrul colegiului electoral, deși a pierdut în cadrul votului popular național (John Quincy Adams în 1824, Rutherford B. Hayes în 1876, Benjamin Harrison în 1888, George W. Bush în 2000 și Donald Trump în 2016). Hillary Clinton a avut cu 2,86 milioane (sau cu 2,1%) mai multe voturi populare față de Trump, astfel Clinton a obținut 48,04% din voturile populare, iar Trump numai 45,95%. În SUA președintele și vicepreședintele sunt aleși prin vot indirect de către Colegiul electoral; fiecare stat desemnează un număr de membri (electori) ai colegiului electoral, egal cu cel al senatorilor și reprezentanților săi în Congres; un candidat trebuie să obțină 270 din cele 538 de voturi electorale pentru a câștiga alegerile, adică o majoritate simplă. În 48 de state, scrutinul este de tipul "winner take all" (câștigătorul ia totul), altfel spus, candidatului care obține majoritatea voturilor populare în stat îi sunt alocate toate voturile electorale ale reprezentanților Colegiului Electoral ai statului.
Hillary Clinton și-a recunoscut public înfrângerea în fața republicanului Trump în primele ore ale zilei de 9 noiembrie 2016 și l-a sunat felicitându-l pentru victorie. Trump a ținut un discurs victorios, în fața a sute de susținători, în Hotelul Hilton din New York City. Discursul a fost în contrast cu unele dintre retoricile sale precedente; Trump a promis să vindece dezbinarea cauzată de alegeri, mulțumindu-i lui Hillary Clinton pentru serviciile aduse țarii sale și a promis să fie un președinte al tuturor americanilor.
Trump este cel mai în vârstă președinte american și primul președinte al SUA care nu a avut o prealabilă experiență guvernamentală sau militară. Dintre cei 44 de președinți precedenți, 39 au deținut funcții publice elective înainte de a fi aleși ca președinte, 2 nu au deținut funcții publice elective dar au fost angajați ai guvernului, iar 3 nu au avut niciodată vreo funcție publică dar au fost generali comandanți. Trump a câștigat în statele-cheie oscilante Florida, Iowa și Ohio și a învins-o pe Clinton în statele „peretelui albastru” ("blue wall"): Michigan, Pennsylvania și Wisconsin, care erau fortărețele Partidului Democrat începând cu anii 1990. El a pierdut însă în statul său natal New York, devenind al patrulea candidat care a câștigat președinția fără să fi câștigat în statul său natal. Ceilalți au fost James Polk (în Tennessee) în 1844, Woodrow Wilson (în New Jersey) în 1916 și Richard Nixon (în New York) în 1968.
Victoria lui Trump în alegerile prezidențiale a fost o mare surpriză pe plan politic, bulversând așteptările, deoarece aproape toate sondajele naționale din acea perioadă arătau că Hillary Clinton avea un avans modest față de Trump, iar sondajele din statele americane indicau că ea avea un mic avans pentru a câștiga în Colegiul Electoral. Erorile din unele sondaje au fost parțial atribuite ulterior supraevaluării sprijinului pentru Hillary Clinton al alegătorilor cu educație aleasă și studii superioare și al minorităților și a subestimării sprijinului pentru Trump al alegătorilor albi din clasa muncitoare. Victoria lui Trump a marcat întoarcerea Casei Albe republicanilor asociată cu controlul republicanilor al ambelor camere ale Congresului, așa cum a fost cazul în timpul președinției lui George W. Bush din 2003-2007.

### Protestele

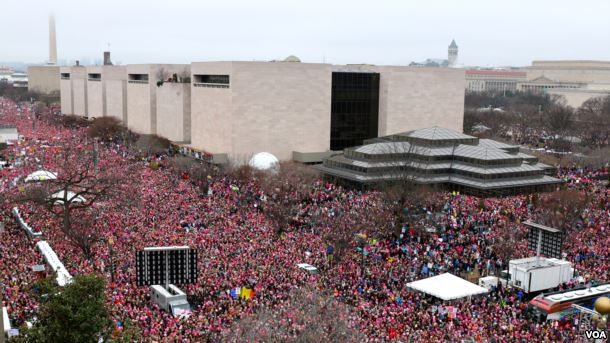
Marșul femeilor de la Washington

Victoria lui Trump a stârnit proteste în Statele Unite și în întreaga lume. Democrații s-au aliniat cu alți opozanți ai lui Trump și au ieșit în stradă pentru a amplifica opoziția lor față de opiniile lui Trump și au condamnat declarațiile sale incendiare. Ei au susținut că victoria lui Hillary Clinton în votul popular dovedește că Trump nu este de fapt un președinte ales în mod democratic și că trebuie să fie considerat un președinte nelegitim. Trump inițial a declarat pe Twitter că protestele au fost provocate de „protestatari profesioniști incitați de mass-media” și au fost „nedrepte”, dar mai târziu a declarat că el admiră pasiunea lor pentru țară. În schimb, după realegerea lui Obama ca președinte în 2012, Trump a postat pe Twitter, „Nu putem lăsa să se întâmple asta. Trebuie să mărșăluim spre Washington și să oprim această bătaie de joc. Națiunea noastră este total divizată”!
Sâmbătă, în a doua zi după solemnitatea de inaugurare a lui Trump, au avut loc masive demonstrații în Statele Unite și în întreaga lume în care manifestanții au protestat împotriva lui Trump; în total aproximativ 2.600.000 de oameni au participat la Marșul femeilor în întreaga lume. Cel mai însemnat a fost Marșul femeilor de la Washington în care au participat peste 500.000 de oameni care au protestat contra președintelui Donald Trump. La acest marș au participat mai multe celebrități: Madonna, Scarlett Johansson, Emma Watson, Katy Perry, Janelle Monáe, Julia Roberts, Amy Poehler, Lena Dunham, Felicity Huffman, Jake Gyllenhaal și Maggie Gyllenhaal, Nick Offerman, Charlize Theron, Kristen Stewart, Chris O'Dowd, Chelsea Handler, James Franco, Mandy Moore, Joseph Gordon-Levitt, Gina Rodriguez, Rihanna, André 3000, Ian McKellen, Gillian Anderson, Lin-Manuel Miranda, Melissa Benoist, Lana Parrilla, Alicia Keys, Amy Schumer, Miley Cyrus, John Kerry, Cher, Helen Mirren, John C. Reilly, Laverne Cox, Helen Hunt, Natalie Portman, Kerry Washington, Barbra Streisand, Ashley Judd, Juliette Lewis, Jane Fonda, Jamie Lee Curtis, Lily Tomlin, Vanessa Hudgens, Jessica Biel, Robert de Niro, Marcia Gay Harden, Jason Ritter, Laura Dern, Rosario Dawson, Rose McGowan, Patricia Arquette și Jessica Chastain. La Marșul femeilor de la Washington numărul protestanților a fost de trei ori mai mare decât numărul persoanelor care au participat la discursul inaugural al lui Trump, potrivit unui grup de oamenii de știință de la Universitatea Metropolitană din Manchester.

### Alegerile prezidențiale din Statele Unite din 2020
A candidat la aceste alegeri din partea Partidului Republican.
Cu ocazia insurecției asupra Capitoliului din 6 ianuarie 2021, Bernie Sanders a declarat pentru CNN că Trump este mincinos patologic.

### Alegerile prezidențiale din Statele Unite din 2024
NBC Decision Desk declară câștigătorul alegerilor pe fiecare stat când devine matematic imposibil (nu doar improbabil) ca să câștige contracandidatul. La ora 12:32, ora României, pe 6 noiembrie 2024 NBC l-a declarat pe Trump drept președintele ales.
În procesul penal din statul New York, Trump poate invoca imunitatea prezidențială, iar infracțiunile lui absolut minore nu atrag aproape niciodată pedeapsa cu închisoarea în acest stat. Procesul RICO din statul Georgia merge prost pentru acuzare și chiar dacă ar funcționa cum trebuie, ar dura foarte mult timp. În principiu procesele civile contra lui Trump rămân în vigoare.

## Președinția (2017-2021)

### Perioada de tranziție
La 10 noiembrie 2016, președintele ales Donald Trump a avut prima sa întâlnire cu președintele în exercițiu Barack Obama în care cei doi au discutat planurile despre o tranziție pașnică a puterii. Ziarul The New York Times a menționat că „Aceasta a fost un spectacol extraordinar de cordialitate și respect între doi bărbați care au fost adversari politici și sunt în contrast stilistic”. Televiziunea BBC a observat că „antipatia lor era abia ascunsă” în „fotografiile stângace” ale întâlnirii.
Echipa de tranziție a lui Trump a fost condusă de Chris Christie până la 11 noiembrie 2016, când vicepreședintele ales Mike Pence a preluat-o. Trump l-a numit pe președintele Comitetului Național Republican, Reince Priebus, ca secretar general al Casei Albe și pe Steve Bannon, directorul campaniei sale electorale și președintele executiv al site-ului conservator de știri Breitbart News, ca și consilier al președintelui.
Donald Trump și-a ales miniștrii (secretarii) viitorului Cabinet, aceștia fiind în cea mai mare parte, bărbați albi, majoritatea destul de în vârstă, iar mulți dintre ei foarte bogați. Trump l-a numit pe senatorul Jeff Sessions ca ministru de justiție și procuror general, pe generalul locotenent în retragere Michael Flynn ca consilier pentru securitate națională, pe partizanul reformelor în educație Betsy DeVos ca ministru al educației, pe guvernatorul statului Carolina de Sud Nikki Haley ca ambasador la Organizația Națiunilor Unite, pe fostul ministru al muncii Elaine Chao ca ministru al transporturilor, pe fostul membru al Camerei Reprezentanților a Congresului S.U.A. Tom Price ca ministru al sănătății și serviciilor sociale, pe fostul contracandidat în campania prezidențială Ben Carson ca ministru al construcțiilor de locuințe și al dezvoltării urbane, pe investitorul de capital privat Steven Mnuchin ca ministru de finanțe (secretar al Trezoreriei), pe investitorul miliardar Wilbur Ross ca ministru al comerțului, pe generalul în retragere al Corpului pușcașilor marini James Mattis ca ministru al apărării, pe generalul în retragere al Corpului pușcașilor marini John F. Kelly ca ministru al securității interne, pe omul de afaceri Andrew Puzder ca ministru al muncii, pe directorul general al ExxonMobil Rex Tillerson ca ministru al afacerilor externe (secretar de stat), pe fostul guvernatorul al Texasului Rick Perry ca ministru al energiei, pe fostul membru al Camerei Reprezentanților a Congresului S.U.A. Ryan Zinke ca ministru de interne, și pe subsecretarul pentru sănătate David Shulkin ca ministru pentru problemele veteranilor.
La 22 noiembrie 2016, într-un video postat pe YouTube, Trump și-a prezentat în linii generale planul său pentru primele 100 de zile ca președintele în exercițiu. Planul includea retragerea din Acordul de Parteneriat Trans-Pacific și elaborarea de către Ministerul Apărării a unui plan pentru protejarea Statele Unite de atacurile cibernetice.
La 7 decembrie 2016, Donald Trump este desemnat de revista Time drept „Persoana anului 2016”. Într-un interviu acordat emisiunii TV The Today Show, el a spus că este onorat de acest lucru, dar nu este de acord cu revista Time care l-a denumit ca „Președinte al Statelor Divizate ale Americii”. La 13 decembrie 2016 revista Financial Times îl numește „Persoana Anului”. În decembrie 2016, revista Forbes îl plasează pe Trump pe locul al doilea al celor mai puternici lideri din lume, după Vladimir Putin și înaintea cancelarului german Angela Merkel.

## Ulterior președinției
Trump a susținut anularea Constituției SUA pentru a fi restaurat în funcția de președinte al SUA.

## Cărți publicate
- Trump: The Art of the Deal
- Trump: The Art of Survival
- Trump: The Art of the Comeback
- Trump: Surviving at the Top
- Trump: How to Get Rich
- The Way to the Top: The Best Business Advice I Ever Received
- Trump: Think Like a Billionaire: Everything You Need to Know About Success, Real Estate, and Life
- Trump: The Best Golf Advice I Ever Received
- Why We Want You to Be Rich: Two Men - One Message - în colaborare cu Robert Kiyosaki